# Liste der Biografien/War
Liste der Biografien |
Portal Biografien |
Personensuche
# |
A |
B |
C |
D |
E |
F |
G |
H |
I |
J |
K |
L |
M |
N |
O |
P |
Q |
R |
S |
T |
U |
V |
W |
X |
Y |
Z |
?
 
Wa |
Wc |
Wd |
We |
Wh |
Wi |
Wj |
Wl |
Wn |
Wo |
Wr |
Ws |
Wt |
Wu |
Ww |
Wy |
Wz
 
Waa |
Wab |
Wac |
Wad |
Wae |
Waf |
Wag |
Wah |
Wai |
Waj |
Wak |
Wal |
Wam |
Wan |
Wao |
Wap |
Waq |
War |
Was |
Wat |
Wau |
Wav |
Waw |
Wax |
Way |
Waz
Die Liste der Biografien führt alle Personen auf, die in der deutschsprachigen Wikipedia einen Artikel haben. Dieses ist eine Teilliste mit 1251 Einträgen von Personen, deren Namen mit den Buchstaben „War“ beginnt.

## War

### Wara
- Wara, Tor Mikkel (* 1964), norwegischer Politiker, Mitglied des Storting, Justizminister
- Warabej, Aljaksandr (1957–2007), sowjetisch-belarussischer Hindernisläufer
- Warabej, Maksim Alehawitsch (* 1995), belarussischer Biathlet
- Warabjou, Dsjanis (* 1979), belarussischer Skilangläufer
- Warabjou, Wassil (* 1971), belarussischer Freestyle-Skier
- Waradinow, Nikolai Wassiljewitsch (1817–1886), russischer Jurist und Geheimrat
- Waradorn Unart (* 1996), thailändischer Fußballspieler
- Warajew, Adlan Abujewitsch (1962–2016), sowjetischer Ringer
- Warajew, Baschir Magomedowitsch (* 1964), sowjetischer Judoka
- Warakagoda, Rathnayake Nawarathna (* 1986), sri-lankischer Fußballspieler
- Warakorn Meekamrai (* 1995), thailändischer Fußballspieler
- Warakorn Thongbai (* 2002), thailändischer Fußballspieler
- Waranaivalu, Tevita (* 1995), fidschianischer Fußballspieler
- Warangkula Jupurrula, Johnny (1925–2001), australischer Maler
- Warankou, Andrej (* 1989), belarussischer Fußballspieler
- Warapong Pooduangdart (* 1997), thailändischer Fußballspieler
- Waraporn Boonsing (* 1990), thailändische Fußballspielerin
- Waraqa ibn Naufal, ebionitischer Priester
- Wararong, Arlee, thailändischer Radrennfahrer
- Waras-Tiroz II. Bagratuni, armenischer Marzban und Nacharar
- Waraschitz, Poldi (1900–1970), österreichischer Filmschauspieler und Lebenskünstler
- Warashina, Patti (* 1940), US-amerikanische Keramikkünstlerin
- Warathy, Innozenz Anton (1694–1758), Barockmaler
- Waratto († 686), fränkischer Hausmeier
- Waraw'il, Herrscher von Qataban
- Warawut Motim (* 1998), thailändischer Fußballspieler
- Warayut Klomnak (* 1986), thailändischer Fußballspieler

### Warb
- Warbanow, Alexander (* 1964), bulgarischer Gewichtheber
- Warbasse, Lawrence (* 1990), US-amerikanischer Radrennfahrer
- Warbeck, David (1941–1997), neuseeländischer Schauspieler und Model
- Warbeck, Perkin († 1499), Forderer des englischen Throns während der Regierungszeit von Heinrich VII.
- Warbeck, Stefan (* 1966), deutscher Journalist
- Warbeck, Stephen (* 1953), britischer Komponist und Arrangeur
- Warbeck, Veit († 1534), Übersetzer des Romans Die schöne Magelone
- Warberg, Burchard von († 1458), deutscher Domherr und Propst und Bischof
- Warboys, Jessica (* 1977), britische Malerin, Bildhauerin, Performance- und Videokünstlerin
- Warbrick, Joe (1862–1903), neuseeländischer Rugbyspieler
- Warburg Spinelli, Ingrid (1910–2000), deutsche Philanthropin, Antifaschistin und Sozialistin
- Warburg, Aby (1866–1929), deutscher Kunsthistoriker und KulturwissenschaftlerAby Warburg (1866–1929)

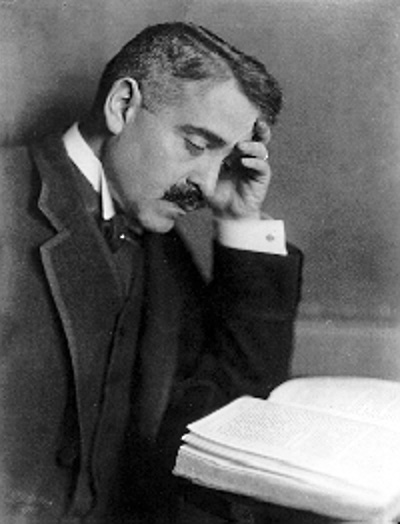
Aby Warburg (1866–1929)

- Warburg, Anna (1881–1967), Kindergärtnerin und Pädagogin
- Warburg, Bent (1939–2023), dänischer Schauspieler und Musiker
- Warburg, Emil (1846–1931), deutscher Physiker
- Warburg, Eric M. (1900–1990), deutschamerikanischer Bankier und Politikberater
- Warburg, Eva (1912–2016), deutsche Kindergärtnerin, Pädagogin, Organisatorin von Hilfsaktionen für verfolgte jüdische Kinder
- Warburg, Felix M. (1871–1937), deutsch-amerikanischer Bankier und Mäzen
- Warburg, Fredric (1898–1981), britischer Verleger
- Warburg, Friedrich Wilhelm von (1765–1835), preußischer Offizier, zuletzt Generalmajor
- Warburg, Fritz M. (1879–1964), deutscher Bankier und jüngster Spross der Hamburger Bankiersdynastie Warburg
- Warburg, Gabriel (* 1927), israelischer Historiker und Hochschullehrer
- Warburg, James (1896–1969), US-amerikanischer Bankier, Unternehmer und Autor
- Warburg, Mary (1866–1934), deutsche Malerin und Bildhauerin
- Warburg, Max (1867–1946), deutscher Bankier und Politiker, MdHBMax Warburg (1867–1946)

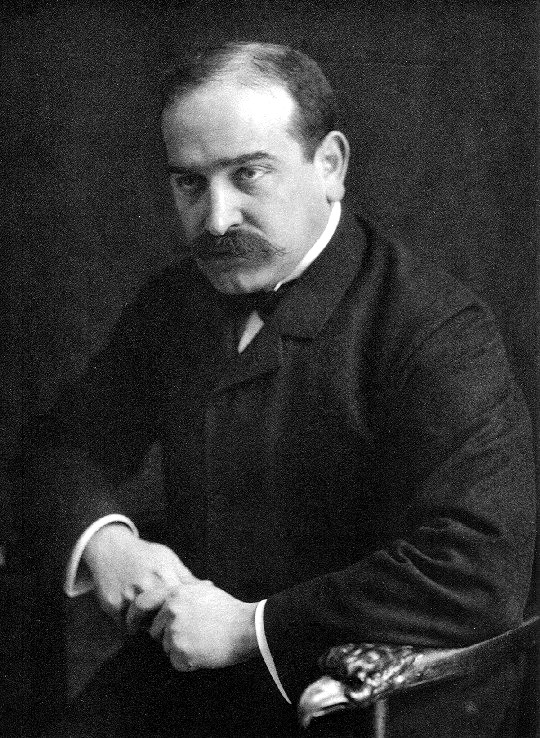
Max Warburg (1867–1946)

- Warburg, Max Adolph (1902–1974), deutscher Pädagoge
- Warburg, Max M. Jr. (* 1948), deutscher Bankier
- Warburg, Mette (1926–2015), dänische Augenärztin
- Warburg, Moritz (1810–1886), deutscher Jurist und Politiker
- Warburg, Moritz M. (1838–1910), deutscher Bankier
- Warburg, Moses Marcus († 1830), deutscher Bankier
- Warburg, Otto (1859–1938), deutscher Agrarbotaniker, Mitbegründer des Kolonialwirtschaftlichen Komitees und Zionist
- Warburg, Otto (1883–1970), deutscher Biochemiker, Arzt und Physiologe
- Warburg, Paul Moritz (1868–1932), deutschamerikanischer Bankier und Politiker, MdHBPaul Moritz Warburg (1868–1932)

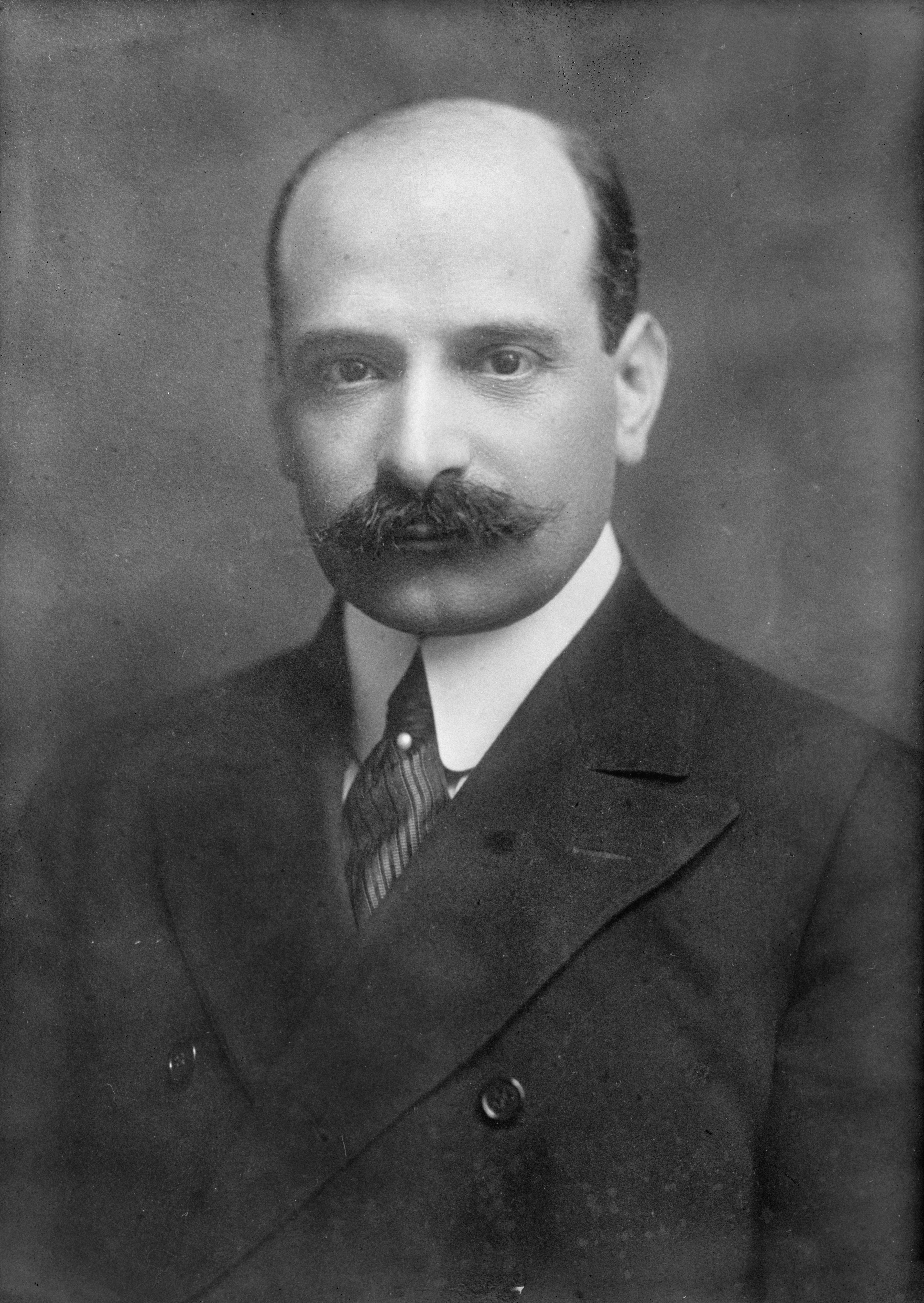
Paul Moritz Warburg (1868–1932)

- Warburg, Pius (1816–1900), deutscher Bankier, Kunstsammler und Mäzen
- Warburg, Sam (* 1983), US-amerikanischer Tennisspieler
- Warburg, Sara (1805–1884), deutsche Unternehmerin
- Warburg, Siegmund (1835–1889), deutscher Bankier
- Warburg, Siegmund G. (1902–1982), deutscher Bankier
- Warburg, Wulff Salomon (1778–1854), deutscher Bankier
- Warburton, Adrian (1918–1944), britischer Pilot im Zweiten Weltkrieg
- Warburton, Anne (1927–2015), britische Diplomatin, Botschafterin in Kopenhagen
- Warburton, Choppy (1845–1897), englischer Radrennfahrer, Trainer und Manager
- Warburton, Cotton (1911–1982), US-amerikanischer Filmeditor und Footballspieler
- Warburton, David A. (* 1956), US-amerikanischer Archäologe, Ägyptologe und Hochschullehrer
- Warburton, Ernest (1937–2001), britischer Musikwissenschaftler
- Warburton, Ernest K. (1928–1994), US-amerikanischer Physiker
- Warburton, Gareth (* 1983), britischer Leichtathlet
- Warburton, Harry (1921–2005), Schweizer Bobfahrer
- Warburton, Herbert B. (1916–1983), US-amerikanischer Politiker
- Warburton, John (1899–1981), britischer Schauspieler
- Warburton, Mark (* 1962), englischer Fußballspieler und -trainer
- Warburton, Patrick (* 1964), US-amerikanischer Schauspieler und SynchronsprecherPatrick Warburton (* 1964)

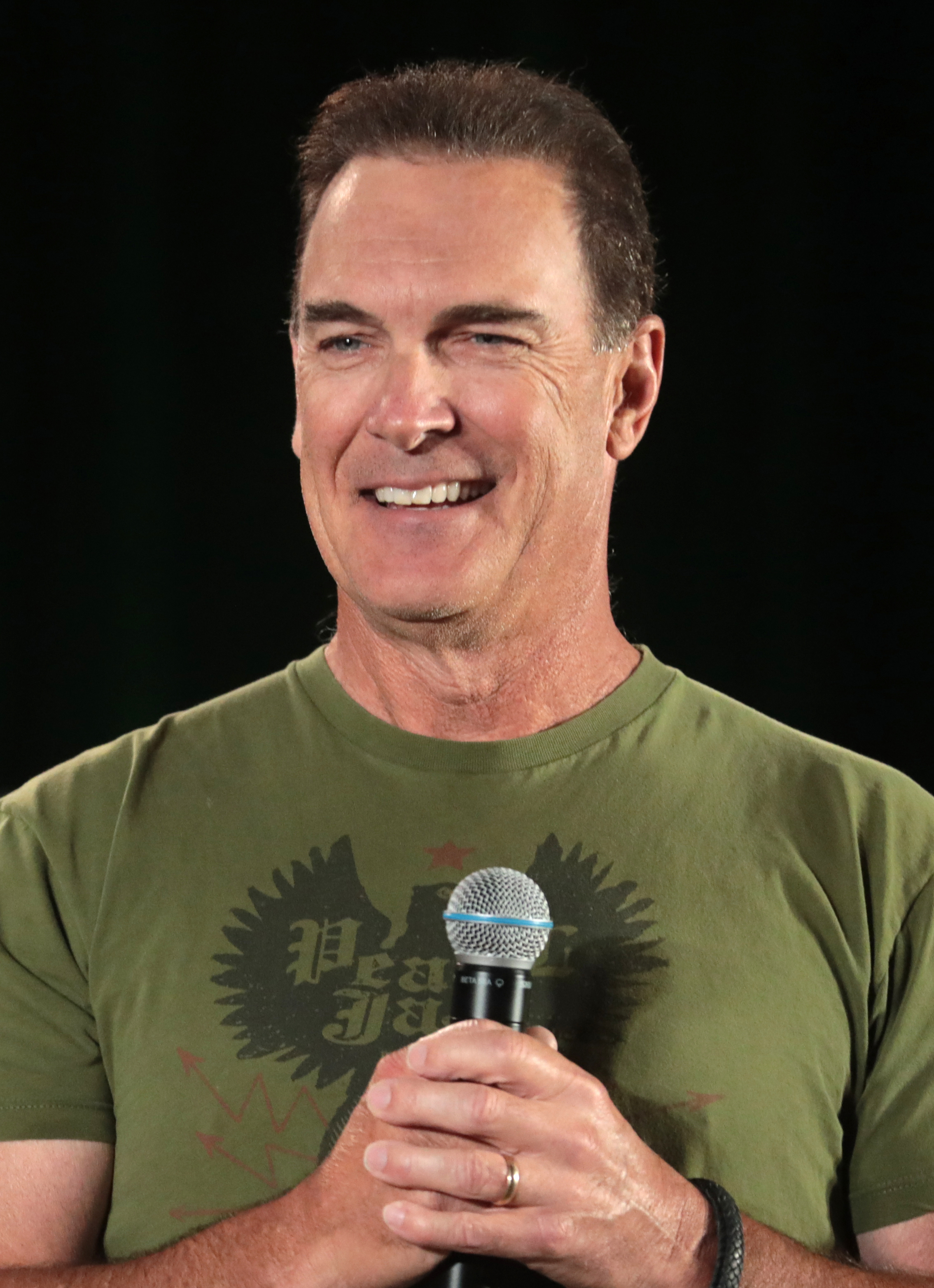
Patrick Warburton (* 1964)

- Warburton, Paul (1942–2022), US-amerikanischer Jazzmusiker (Kontrabass, auch Gesang)
- Warburton, Peter (1813–1889), britischer Forschungsreisender, Expeditionsleiter in Australien
- Warburton, Ralph (1924–2021), US-amerikanischer Eishockeyspieler
- Warburton, Sam (* 1988), walisischer Rugbyspieler
- Warburton, Stanton (1865–1926), US-amerikanischer Politiker
- Warburton, William (1698–1779), englischer Kritiker und Bischof
- Warburton-Lee, Bernard (1895–1940), britischer Marineoffizier im Zweiten Weltkrieg
- Warby, Ed (* 1968), niederländischer Schlagzeuger
- Warby, John (1774–1851), britischer Sträfling und Entdecker in Australien
- Warby, Ken (1939–2023), australischer Rennbootfahrer

### Warc
- Warcha, Rafic (* 1971), libanesischer Geistlicher, Kurienbischof im maronitischen Patriarchat von Antiochia
- Warchal, Bohdan (1930–2000), slowakischer Violinist
- Warchalowski, Adolf (1886–1928), österreichischer Luftfahrtpionier und Industrieller
- Warchavchik, Gregori (1896–1972), brasilianischer Architekt
- Warczak, Heinrich (1902–1986), deutscher Politiker (CDU), MdL
- Warczyński, Michał (* 1945), lutherischer Theologe und Bischof der Diözese Pommern-Großpolen

### Ward
- Ward Hales, Patricia (1929–1985), britische Tennisspielerin
- Ward Leonard, Harry (1861–1915), US-amerikanischer Elektroingenieur
- Ward, Aaron (1790–1867), US-amerikanischer Politiker
- Ward, Aaron (* 1973), kanadischer Eishockeyspieler
- Ward, Adolphus William (1837–1924), britischer Historiker
- Ward, Aileen (1919–2016), US-amerikanische Literaturwissenschaftlerin
- Ward, Alex (* 1974), britischer Jazzmusiker und Komponist
- Ward, Alexander (* 1990), britischer Tennisspieler
- Ward, Alfred Dudley (1905–1991), britischer General, Gouverneur von Gibraltar
- Ward, Amelita (1923–1987), US-amerikanische Filmschauspielerin
- Ward, Andre (* 1984), US-amerikanischer Boxer
- Ward, Andrew H. (1815–1904), US-amerikanischer Politiker
- Ward, Anita (* 1957), US-amerikanische Sängerin
- Ward, Ann E. (1949–2016), US-amerikanische Jazzmusikerin (Piano, Gesang, Perkussion, Komposition) und Musikpädagogin
- Ward, Anne (1825–1896), Präsidentin der Women’s Christian Temperance Union New Zealand
- Ward, Artemas (1727–1800), US-amerikanischer Generalmajor im Unabhängigkeitskrieg und Politiker
- Ward, Artemas junior (1762–1847), US-amerikanischer Politiker
- Ward, Ashley (* 1970), englischer Fußballspieler
- Ward, Barbara E. (1919–1983), britische Sozialanthropologin und Soziologin
- Ward, Barbara, Baroness Jackson of Lodsworth (1914–1981), britische Journalistin und Ökonomin
- Ward, Barry, irischer Politiker (Fine Gael)
- Ward, Bernard Evans (1857–1933), englischer Maler, Kunstlehrer und Mitbetreiber einer Londoner Kunstschule
- Ward, Bill (* 1948), englischer Schlagzeuger und Drummer der britischen Metal-Band Black SabbathBill Ward (* 1948)

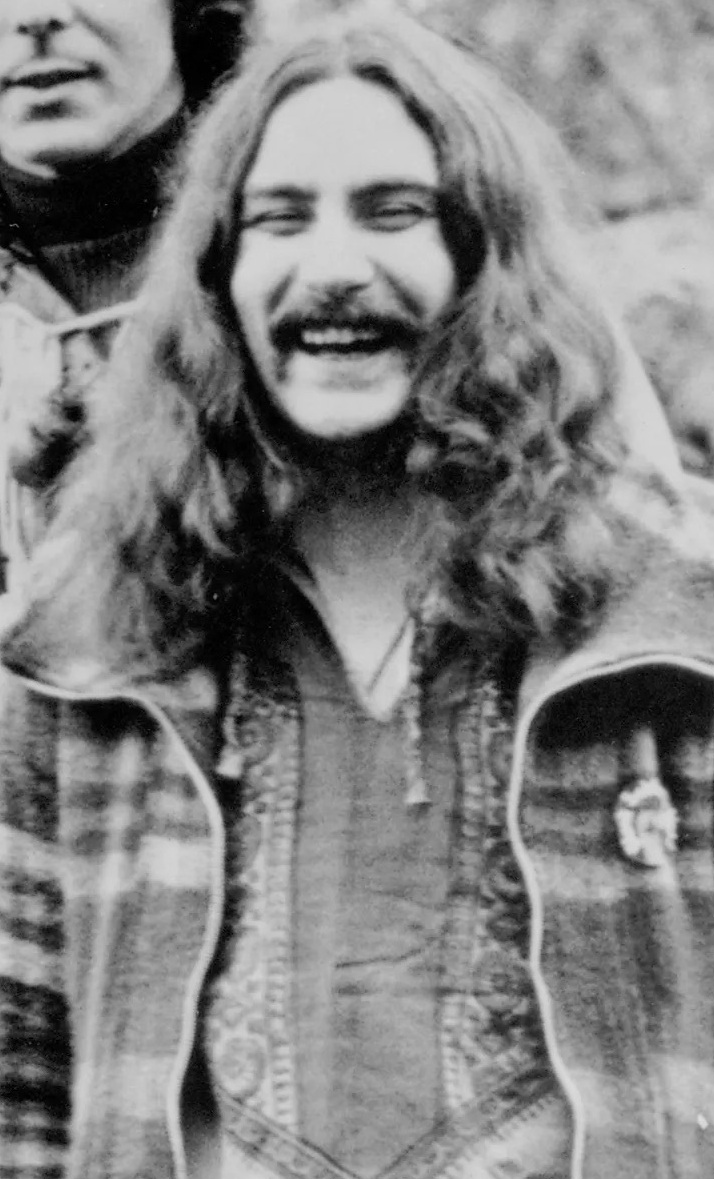
Bill Ward (* 1948)

- Ward, Billy (1921–2002), US-amerikanischer Songschreiber, Arrangeur, Bandleader, Sänger und Pianist
- Ward, Billy (* 1952), amerikanischer Jazzschlagzeuger
- Ward, Billy (1993–2013), australischer Boxer
- Ward, Burt (* 1945), US-amerikanischer Schauspieler und Synchronsprecher
- Ward, Cam (* 1984), kanadischer Eishockeytorwart
- Ward, Cam (* 2002), US-amerikanischer American-Football-SpielerCam Ward (* 2002)

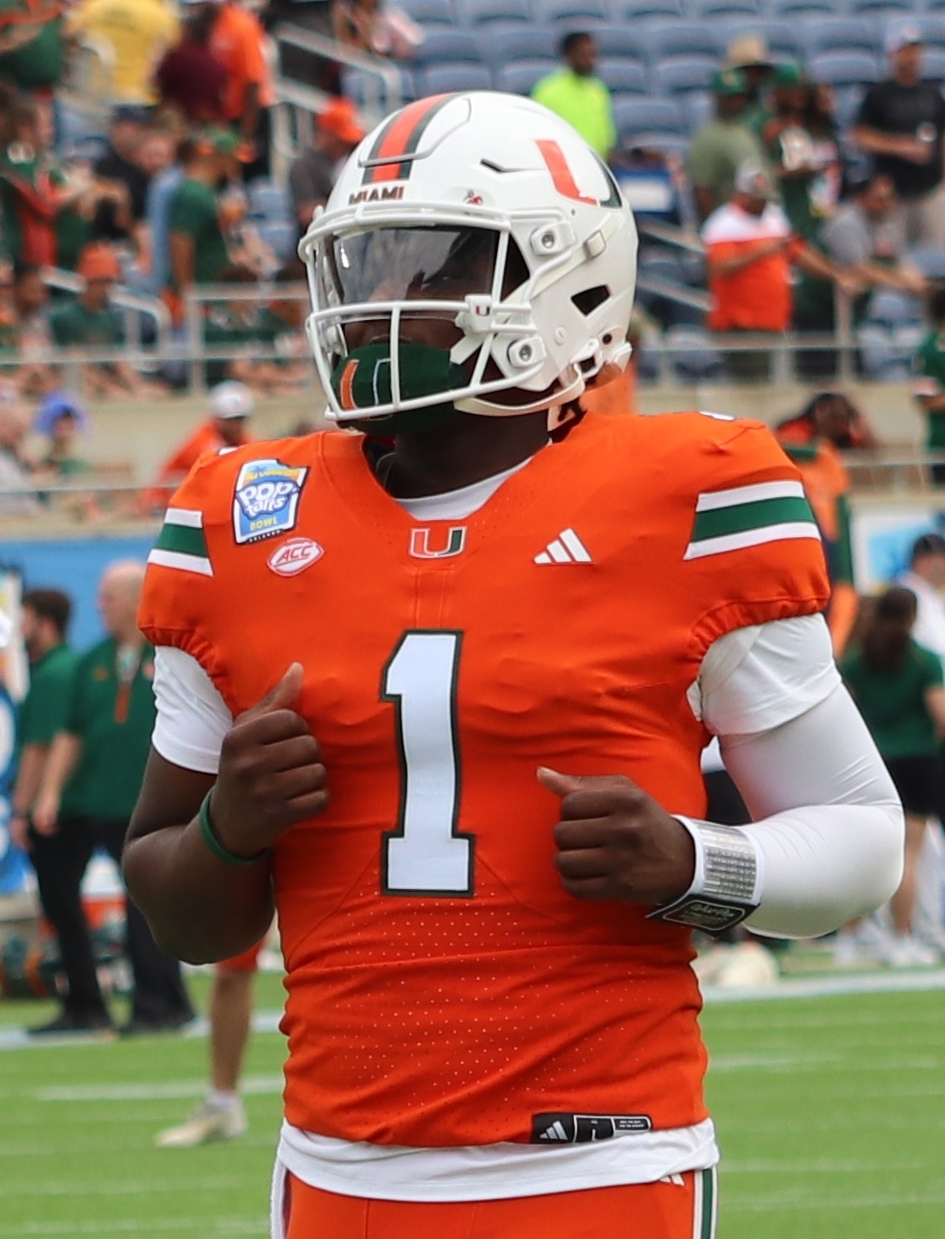
Cam Ward (* 2002)

- Ward, Carlos (* 1940), US-amerikanischer Jazzmusiker (Altsaxophon, Flöte, Komposition)
- Ward, Charles (* 1977), irischer Politiker (100% Redress)
- Ward, Charles B. (1879–1946), US-amerikanischer Politiker
- Ward, Charlie (* 1970), US-amerikanischer Basketball- und American-Football-Spieler
- Ward, Charvarius (* 1996), US-amerikanischer Footballspieler
- Ward, Chris, US-amerikanischer Unternehmer, Filmregisseur und Produzent von Pornofilmen
- Ward, Chris (* 1968), englischer Schachspieler
- Ward, Chris (* 1970), neuseeländischer Tontechniker
- Ward, Christopher (* 1980), britischer Dirigent
- Ward, Clara (1924–1973), US-amerikanische Gospel-Sängerin, Komponistin und Arrangeurin
- Ward, Clarissa (* 1980), britisch-US-amerikanische Fernsehjournalistin und Kriegsreporterin
- Ward, Colin (1924–2010), britischer Schriftsteller
- Ward, Dana (* 1949), US-amerikanischer Anarchist, Psychologe und Politikwissenschaftler
- Ward, Danny (* 1993), walisischer Fußballtorhüter
- Ward, Darcy (* 1992), australischer Speedway- und Langbahnfahrer
- Ward, Darren (* 1974), walisischer Fußballspieler
- Ward, Darren (* 1978), englischer Fußballspieler
- Ward, David Jenkins (1871–1961), US-amerikanischer Politiker
- Ward, David S. (* 1945), US-amerikanischer Regisseur und DrehbuchautorDavid S. Ward (* 1945)

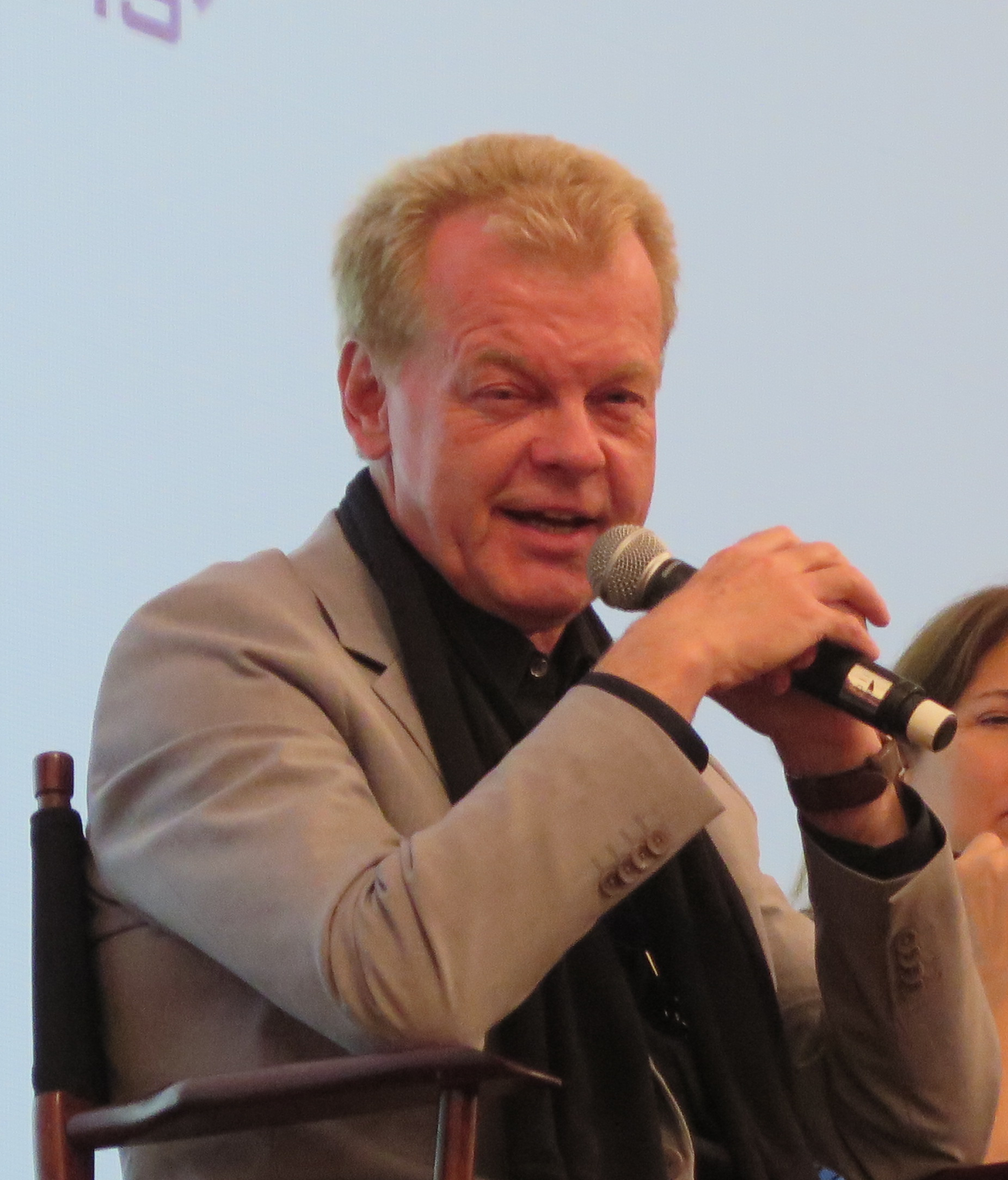
David S. Ward (* 1945)

- Ward, Dayton (* 1967), US-amerikanischer Science-Fiction-Autor
- Ward, Dean (* 1963), britischer Bobfahrer
- Ward, Deighton Lisle (1909–1984), barbadischer Rechtsanwalt und Politiker
- Ward, Demetrius (* 1990), US-amerikanisch-deutscher Basketballspieler
- Ward, Denzel (* 1997), US-amerikanischer American-Football-Spieler
- Ward, Dermot, irischer Schauspieler
- Ward, Dixon (* 1968), kanadischer Eishockeyspieler
- Ward, Douglas, britischer Sachbuchautor, Verfasser eines bewertenden Verzeichnisses von Kreuzfahrtschiffen
- Ward, Dudley (1827–1913), neuseeländischer Richter und Parlamentsmitglied
- Ward, Ebenezer (1837–1917), australischer Journalist und Politiker, Abgeordneter und Minister
- Ward, Eber Brock (1811–1875), US-amerikanischer Großunternehmer
- Ward, Ed (* 1969), kanadischer Eishockeyspieler
- Ward, Edmund Franklin (1892–1990), US-amerikanischer Illustrator und Maler
- Ward, Edward (1900–1971), US-amerikanischer Komponist
- Ward, Edward Matthew (1816–1879), britischer Maler
- Ward, Elijah (1816–1882), US-amerikanischer Jurist und Politiker
- Ward, Elliott (* 1985), englischer Fußballspieler
- Ward, Evelyn (1923–2012), US-amerikanische Schauspielerin
- Ward, Francis (1891–1966), irischer Politiker und Parlamentarischer Staatssekretär
- Ward, Fred (1942–2022), US-amerikanischer Schauspieler
- Ward, Freda Dudley (1894–1983), britische High-Society Lady und Mätresse des Prince of Wales und späteren König Eduard VIII. von Großbritannien
- Ward, Frederick Townsend (1831–1862), US-amerikanischer Abenteurer und Söldner
- Ward, Gemma (* 1987), australisches ModelGemma Ward (* 1987)

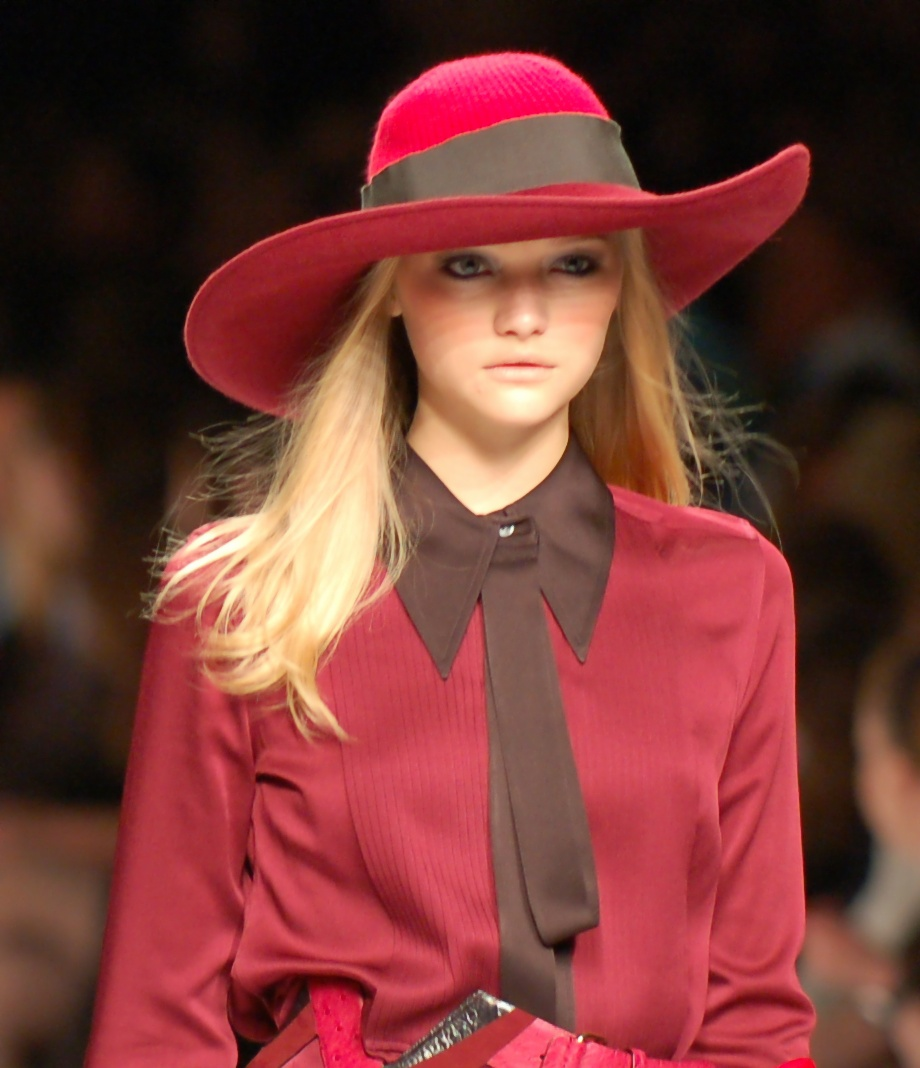
Gemma Ward (* 1987)

- Ward, Geoff (* 1962), kanadischer Eishockeytrainer
- Ward, George Taliaferro († 1862), US-amerikanischer Politiker und Offizier in der Konföderiertenarmee
- Ward, George, 1. Viscount Ward of Witley (1907–1988), britischer Politiker, Unterhausabgeordneter und Peer
- Ward, Grady (* 1951), US-amerikanischer Software-Entwickler, Lexikograph und Internet-Aktivist
- Ward, Graham (* 1952), britischer Wirtschaftsprüfer
- Ward, Graham (* 1955), britischer anglikanischer Priester und Theologe
- Ward, Greg (* 1982), US-amerikanischer Jazzmusiker
- Ward, Hallett Sydney (1870–1956), US-amerikanischer Politiker
- Ward, Hamilton junior (1871–1932), US-amerikanischer Jurist und Politiker
- Ward, Hamilton senior (1829–1898), US-amerikanischer Politiker
- Ward, Harry (* 1997), englischer Dartspieler
- Ward, Harry Marshall (1854–1906), britischer Botaniker
- Ward, Hayley (* 1997), südafrikanische Squashspielerin
- Ward, Heather (* 1938), englische Badmintonspielerin
- Ward, Helen (1916–1998), US-amerikanische Sängerin des Swing
- Ward, Helen (* 1986), britische Fußballspielerin
- Ward, Henrietta (1832–1924), englische Malerin
- Ward, Henry George (1797–1860), britischer Diplomat, Politiker und Kolonialverwalter
- Ward, Herbert (1921–1994), US-amerikanischer Kontrabassist und Komponist
- Ward, Hines (* 1976), US-amerikanischer American-Football-Spieler
- Ward, Holcombe (1878–1967), US-amerikanischer Tennisspieler
- Ward, Ian (1929–2006), britischer Stabhochspringer
- Ward, Ida C. (1880–1949), britische Sprachwissenschaftlerin
- Ward, Irene, Baroness Ward (1895–1980), britische Politikerin (Conservative Party)
- Ward, James (1769–1859), englischer Maler
- Ward, James (1843–1925), englischer Psychologe und Philosoph
- Ward, James (* 1987), britischer Tennisspieler
- Ward, James Harvey (* 1978), US-amerikanischer Schauspieler
- Ward, James Hugh (1853–1916), US-amerikanischer Politiker
- Ward, Jamie (* 1986), nordirischer Fußballspieler
- Ward, Jared (* 1977), US-amerikanischer Schauspieler
- Ward, Jason (* 1979), kanadischer Eishockeyspieler und -trainer
- Ward, Jasper D. (1829–1902), US-amerikanischer Jurist und Politiker
- Ward, Jeff (* 1986), US-amerikanischer SchauspielerJeff Ward (* 1986)

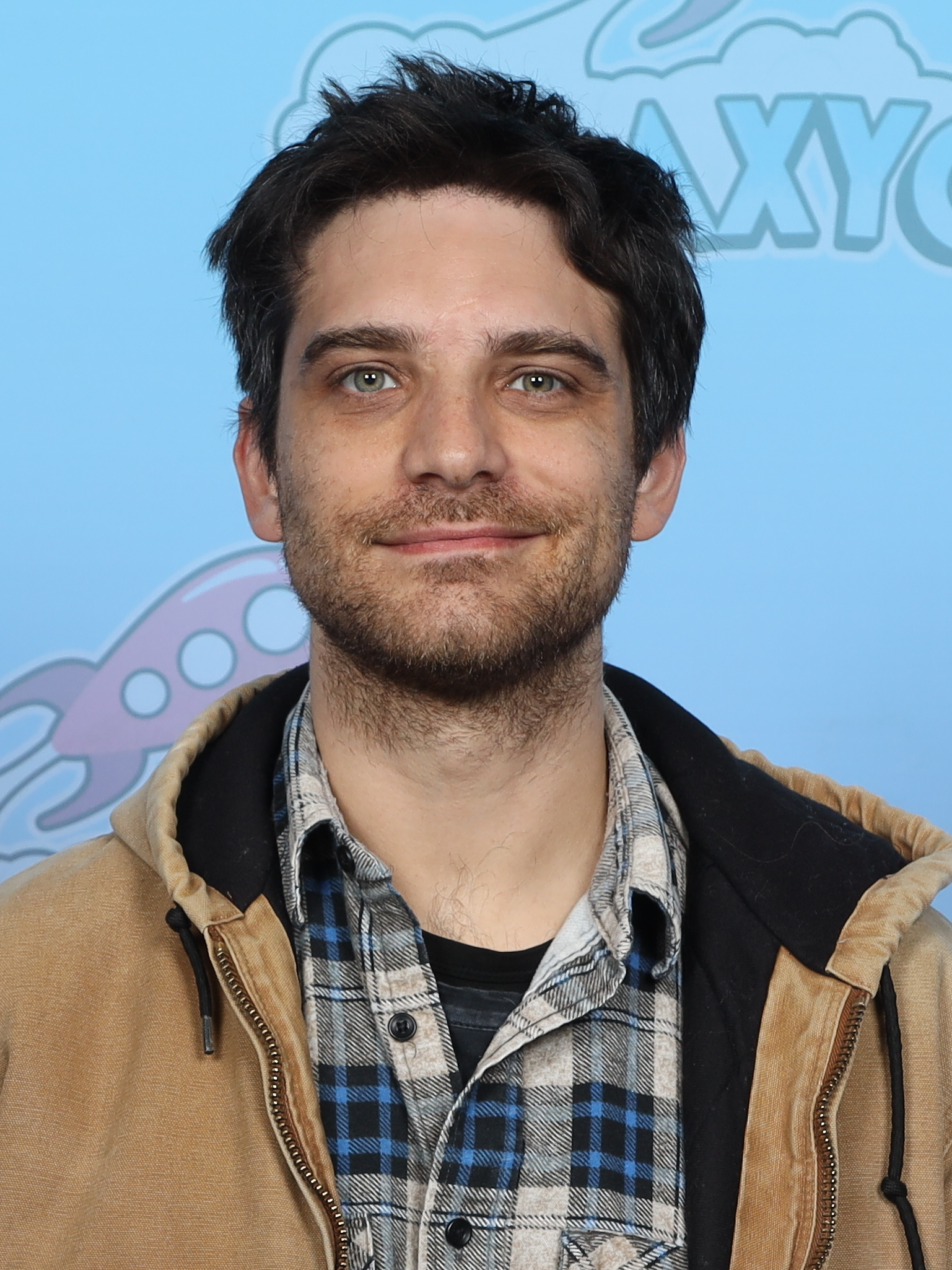
Jeff Ward (* 1986)

- Ward, Jem (1800–1884), britischer Boxer
- Ward, Jennifer (* 1944), US-amerikanische Diplomatin und Hochschullehrerin
- Ward, Jesmyn (* 1977), US-amerikanische Schriftstellerin
- Ward, Jessie (* 1982), US-amerikanische Schauspielerin
- Ward, Jim (* 1941), US-amerikanischer Piercer und Künstler
- Ward, Jim (* 1957), US-amerikanischer American-Football-Trainer
- Ward, Jimmie (* 1991), US-amerikanischer American-Football-Spieler
- Ward, Joe (* 1993), irischer Boxer
- Ward, Joel (* 1980), kanadischer Eishockeyspieler
- Ward, Joel (* 1989), englischer Fußballspieler
- Ward, John (1571–1638), englischer Komponist des Frühbarock
- Ward, John (1857–1929), römisch-katholischer Bischof von Leavenworth
- Ward, John (1927–2015), belgischer Jazzmusiker
- Ward, John (1937–2021), neuseeländischer Cricketspieler
- Ward, John Aloysius (1929–2007), britischer Geistlicher, römisch-katholischer Erzbischof von Cardiff
- Ward, John Clive (1924–2000), britischer Physiker
- Ward, John James (1920–2011), US-amerikanischer Geistlicher, römisch-katholischer Weihbischof in Los Angeles
- Ward, John, 1. Earl of Dudley (1781–1833), britischer Peer und Politiker, Mitglied des House of Commons
- Ward, Jonathan (1768–1842), US-amerikanischer Politiker
- Ward, Joseph (1856–1930), neuseeländischer Politiker und Premierminister
- Ward, Joshua (1685–1761), englischer Pharmazeut (Quacksalber) und Chemiker
- Ward, Joshua John (1800–1853), US-amerikanischer Politiker
- Ward, Julie (* 1957), britische Politikerin (Labour Party), MdEP
- Ward, Keith (* 1938), britischer Philosoph, Theologe, anglikanischer Priester und Autor
- Ward, Kimbell (* 1983), Fußballschiedsrichter von St. Kitts und Nevis
- Ward, Kris (* 1979), US-amerikanischer Fußballtrainer
- Ward, Lalla (* 1951), britische Schauspielerin, Illustratorin und Autorin
- Ward, Lance (* 1978), kanadischer Eishockeyspieler
- Ward, Larry (1924–1985), US-amerikanischer Schauspieler
- Ward, Leslie (1851–1922), britischer Karikaturist und Maler
- Ward, Lester Frank (1841–1913), US-amerikanischer Soziologe
- Ward, Lyman (* 1941), kanadischer Schauspieler
- Ward, Lynd (1905–1985), US-amerikanischer Künstler und Autor
- Ward, M. (* 1973), US-amerikanischer Gitarrist und Singer-Songwriter
- Ward, Maitland (* 1977), US-amerikanische SchauspielerinMaitland Ward (* 1977)

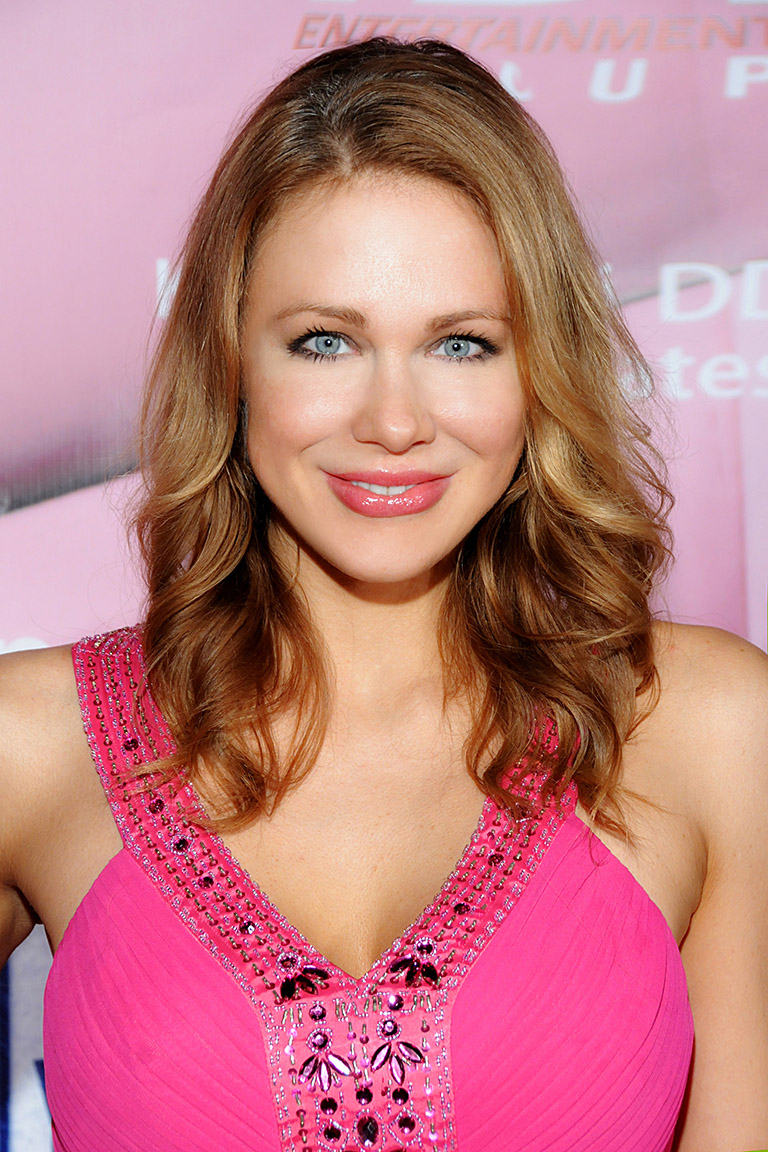
Maitland Ward (* 1977)

- Ward, Manny (* 1968), US-amerikanischer DJ, Remixer und Musikproduzent
- Ward, Marcus Lawrence (1812–1884), US-amerikanischer Politiker
- Ward, Maria (1585–1645), englische katholische Ordensstifterin und Wegbereiterin der Mädchenbildung
- Ward, Marie, kanadische Schauspielerin und Synchronsprecherin
- Ward, Mark, irischer Politiker
- Ward, Martin (* 1991), englischer Boxer
- Ward, Mary (1827–1869), irische Naturwissenschaftlerin
- Ward, Mary Augusta (1851–1920), britische Schriftstellerin
- Ward, Mary Jane (1905–1981), US-amerikanische Schriftstellerin
- Ward, Mateus (* 1999), US-amerikanischer Schauspieler
- Ward, Matthias (1805–1861), US-amerikanischer Politiker
- Ward, Maxwell William (1921–2020), kanadischer Unternehmer
- Ward, McLain (* 1975), US-amerikanischer Springreiter
- Ward, Megan (* 1969), US-amerikanische Schauspielerin
- Ward, Michael (1909–1997), britischer Schauspieler
- Ward, Michael (1925–2005), britischer Chirurg und Bergsteiger
- Ward, Michael (* 1992), US-amerikanischer Nordischer Kombinierer
- Ward, Micheal (* 1998), britischer SchauspielerMicheal Ward (* 1998)

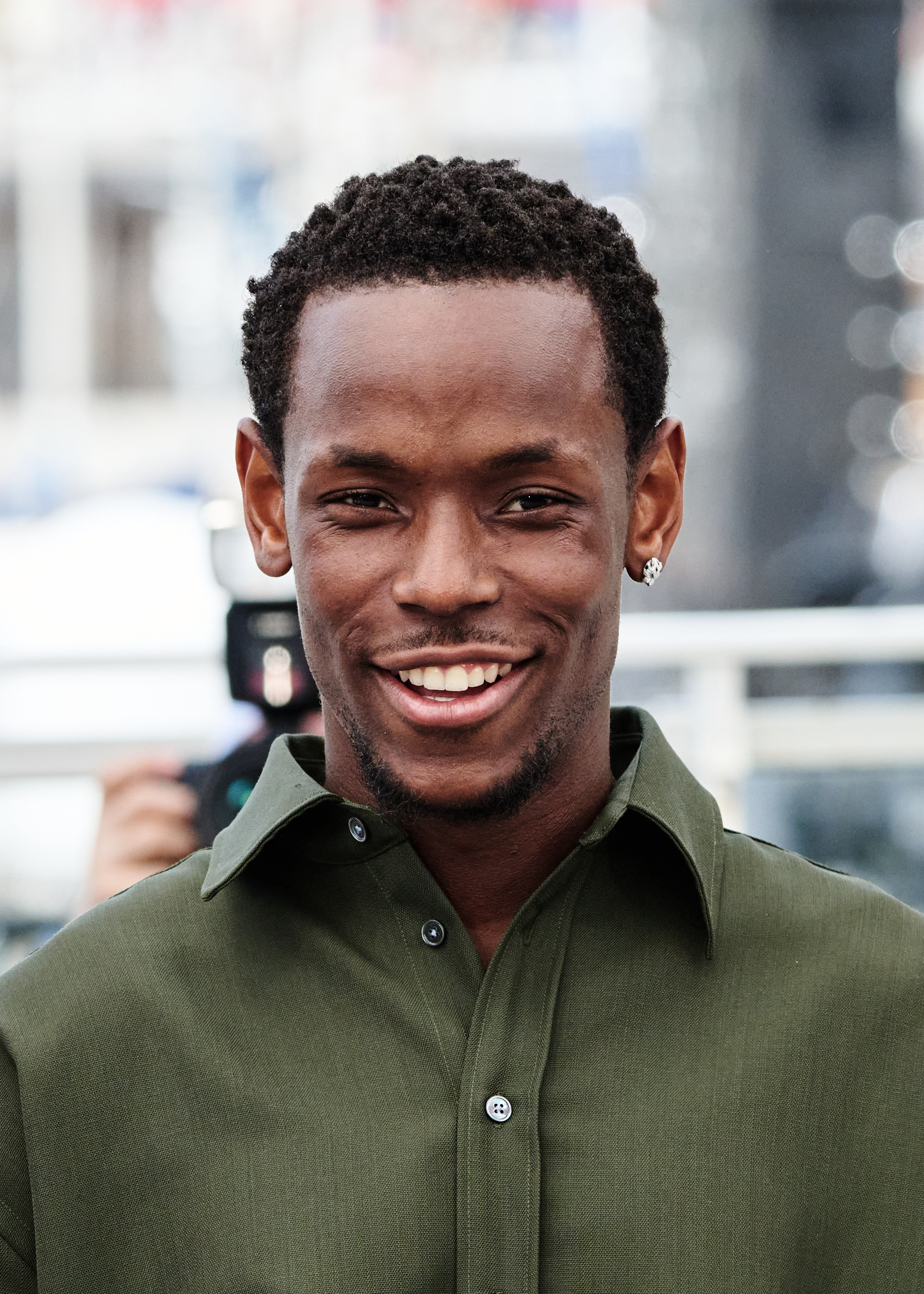
Micheal Ward (* 1998)

- Ward, Micky (* 1965), US-amerikanisch-irischer Boxer
- Ward, Mike (* 1951), US-amerikanischer Politiker
- Ward, Monica (* 1965), italienische Schauspielerin und Synchronsprecherin
- Ward, Nancy, Ghighau der Cherokee-Indianer
- Ward, Nari (* 1963), jamaikanisch-US-amerikanischer Installationskünstler
- Ward, Natalie (* 1975), australische Softballspielerin
- Ward, Nathaniel (1791–1868), britischer Arzt, Erfinder des Ward’schen Kastens zum PflanzentransportNathaniel Ward (1791–1868)

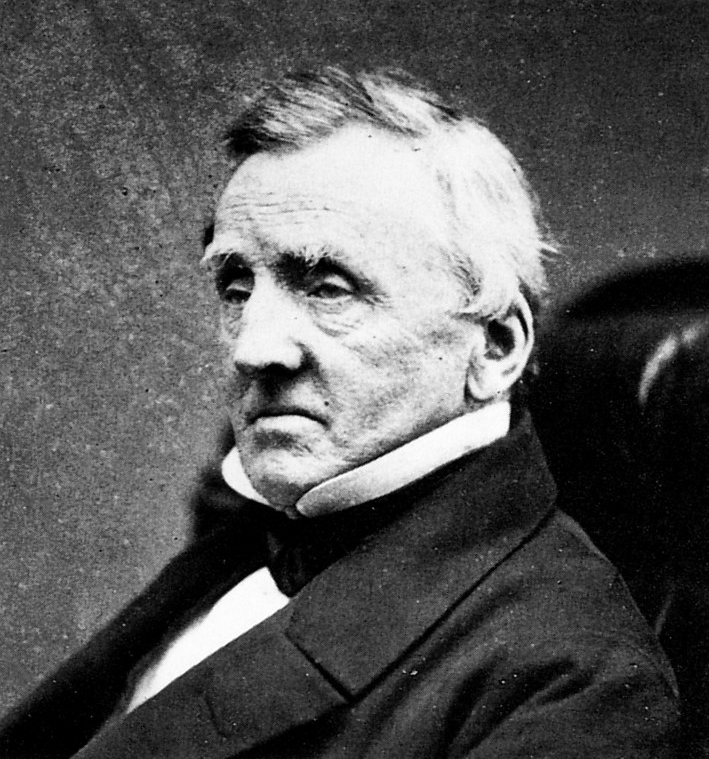
Nathaniel Ward (1791–1868)

- Ward, Ned († 1731), englischer Satiriker, Autor und Schankwirt
- Ward, Nick (* 1985), australischer Fußballspieler
- Ward, Nicole (* 1975), australische Triathletin
- Ward, Orlando (1891–1972), US-amerikanischer Offizier, Generalmajor der US Army
- Ward, Paul Langdon (1911–2005), US-amerikanischer Historiker
- Ward, Pendleton (* 1982), US-amerikanischer Animator, Drehbuchautor, Produzent und Sprecher
- Ward, Peter (1913–2009), britischer Langstreckenläufer
- Ward, Peter (* 1949), US-amerikanischer Paläontologe und Professor der Biologie, Erd- und Weltraumwissenschaften
- Ward, Peter (* 1955), englischer Fußballspieler
- Ward, Philippe (* 1958), französischer Schriftsteller
- Ward, Rachel (* 1957), britisch-australische Filmschauspielerin, Regisseurin und DrehbuchautorinRachel Ward (* 1957)

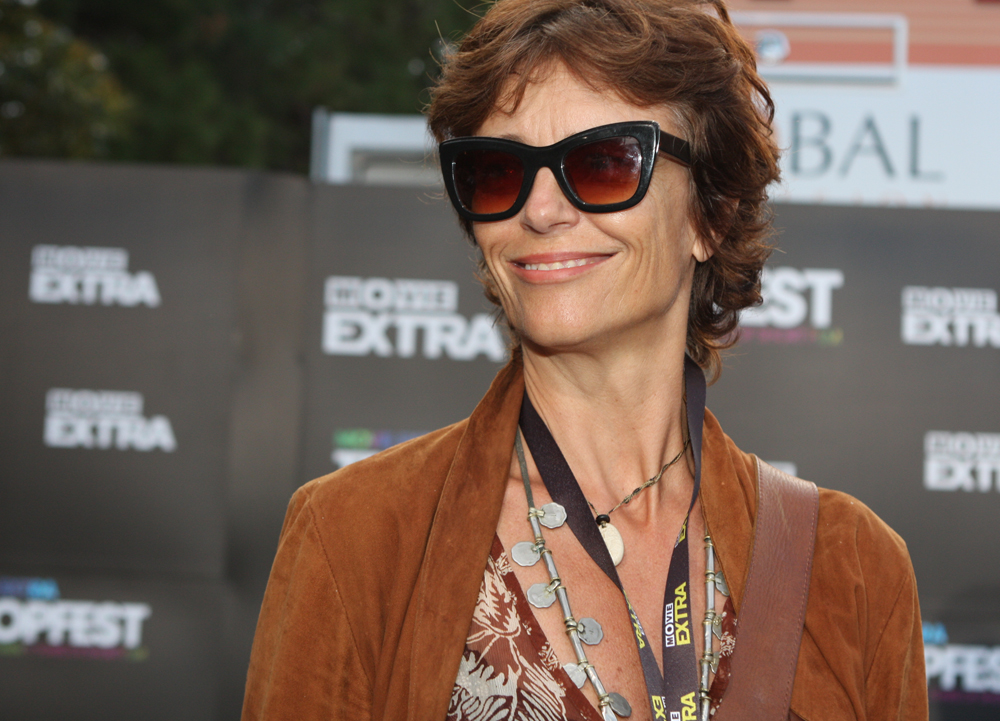
Rachel Ward (* 1957)

- Ward, Rachel (* 1964), britische Autorin von Jugendbüchern
- Ward, Rebecca (* 1990), US-amerikanische Säbelfechterin
- Ward, Rich (* 1969), US-amerikanischer Gitarrist
- Ward, Richard (1689–1763), nordamerikanischer Politiker, 22. Gouverneur der Kolonie Rhode Island and Providence Plantations
- Ward, Richard (1917–1989), britischer Heeresoffizier, General
- Ward, Richard S. (* 1951), britischer mathematischer Physiker und Mathematiker
- Ward, Robert (1917–2013), US-amerikanischer Komponist
- Ward, Robert (1938–2008), US-amerikanischer Bluessänger und -gitarrist
- Ward, Robert DeCourcy (1867–1931), US-amerikanischer Klimatologe und Autor
- Ward, Robert E. (1916–2009), US-amerikanischer Politikwissenschaftler und Hochschullehrer
- Ward, Robert W. (1929–1997), US-amerikanischer Politiker
- Ward, Robin (* 1941), US-amerikanische Solo- und Studiosängerin
- Ward, Rodger (1921–2004), US-amerikanischer Rennfahrer
- Ward, Roger (* 1937), australischer Schauspieler
- Ward, Ron (* 1944), kanadischer Eishockeyspieler und -trainer
- Ward, Samantha (* 1989), englische Badmintonspielerin
- Ward, Samuel (* 1577), englischer Geistlicher
- Ward, Samuel (1725–1776), nordamerikanischer Politiker, 31. und 33. Gouverneur der Kolonie Rhode Island and Providence Plantations
- Ward, Samuel (1756–1832), Soldat im kolonialen Nordamerika
- Ward, Samuel (1786–1839), amerikanischer Bankier
- Ward, Samuel (* 1990), britischer Hockeyspieler
- Ward, Samuel A. (1847–1903), amerikanischer Komponist
- Ward, Sela (* 1956), US-amerikanische SchauspielerinSela Ward (* 1956)

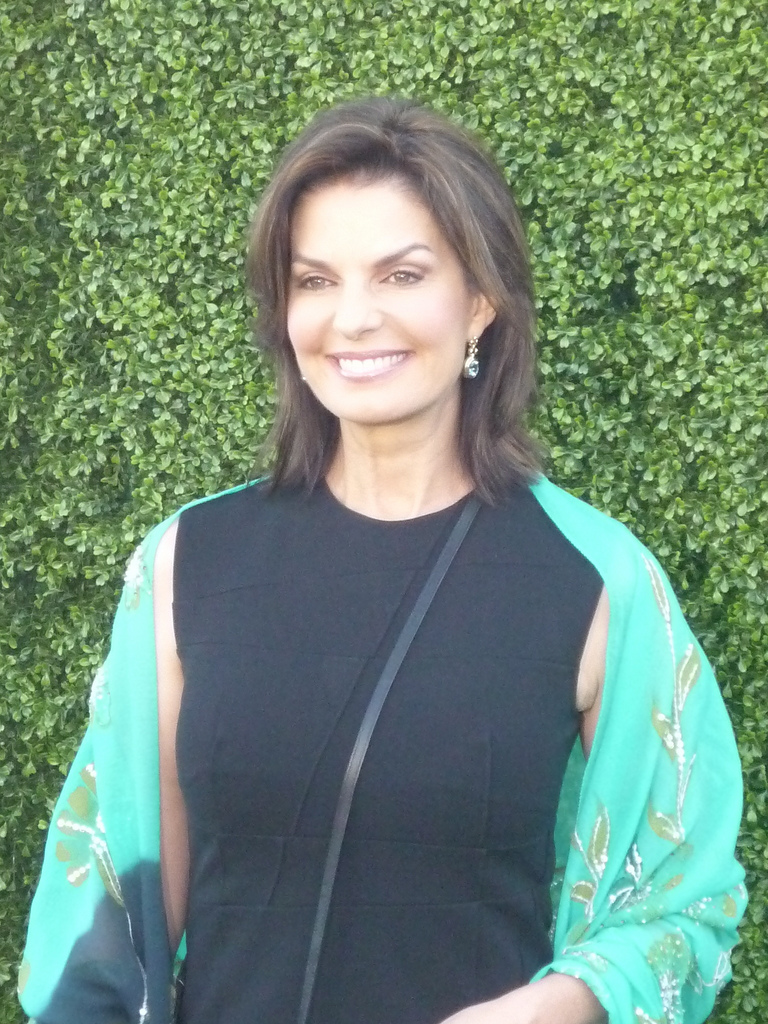
Sela Ward (* 1956)

- Ward, Seth († 1689), englischer Astronom sowie Bischof von Exeter und Salisbury
- Ward, Shayne (* 1984), britischer Sänger
- Ward, Simon (1941–2012), britischer Schauspieler
- Ward, Sophie (* 1964), britische Schauspielerin
- Ward, Stephen (1912–1963), britischer Osteopath
- Ward, Stephen (* 1985), irischer Fußballspieler
- Ward, Steven John (* 1990), südafrikanischer Schauspieler und ModelSteven John Ward (* 1990)

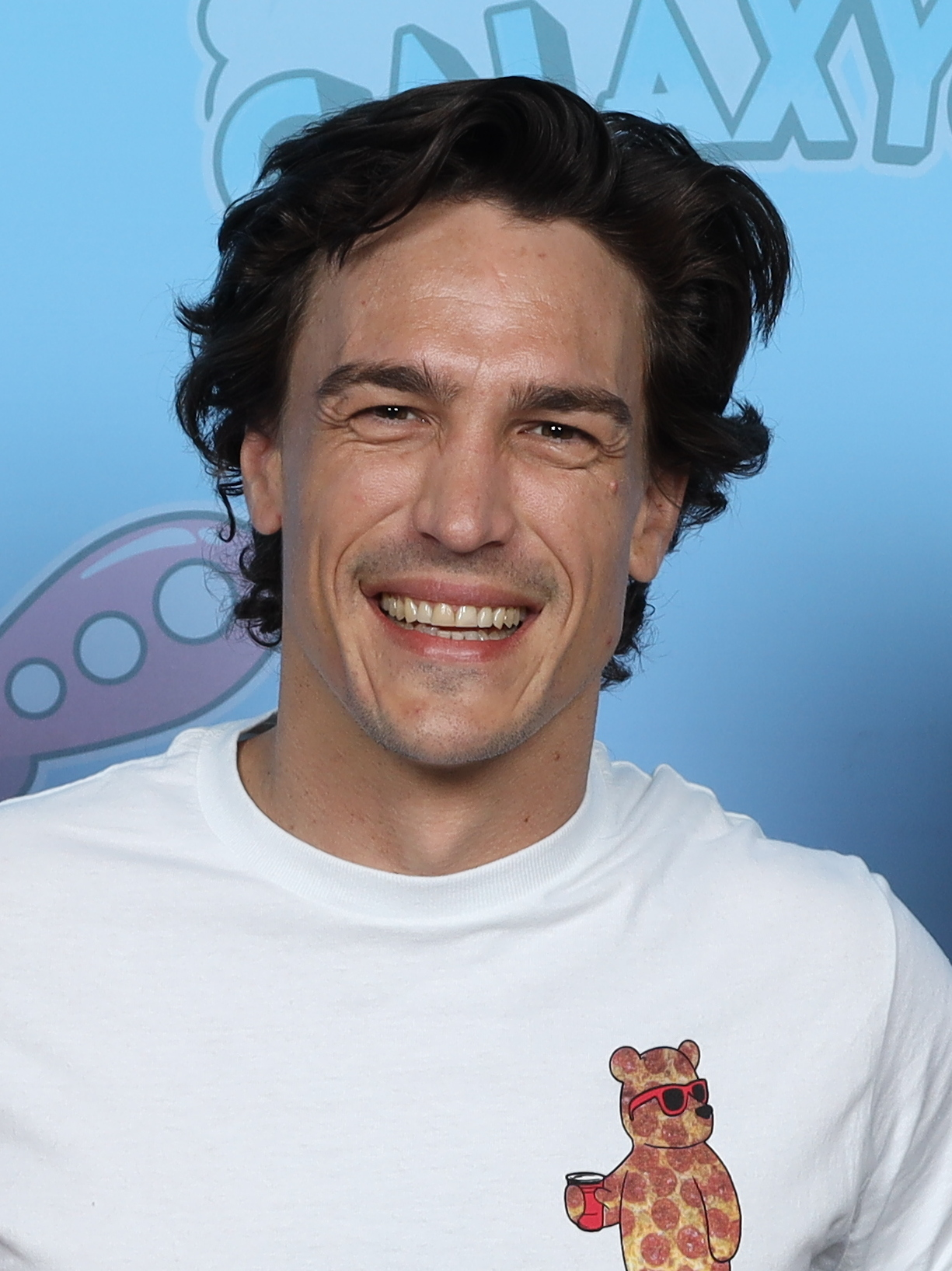
Steven John Ward (* 1990)

- Ward, Susan (* 1976), US-amerikanische Schauspielerin und Fotomodell
- Ward, T. J. (* 1986), US-amerikanischer American-Football-Spieler
- Ward, Thomas († 1842), US-amerikanischer Politiker
- Ward, Thomas (* 1963), britischer Mathematiker
- Ward, Thomas B. (1835–1892), US-amerikanischer Politiker
- Ward, Tom (* 1971), britischer Schauspieler
- Ward, Troy (* 1962), US-amerikanischer Eishockeyspieler, -trainer und -scout
- Ward, Tyler (* 1984), US-amerikanischer Sänger und Songwriter
- Ward, Vicky (* 1969), britische Autorin, Journalistin und Fernsehkommentatorin
- Ward, Vincent (* 1956), neuseeländischer Regisseur
- Ward, Vincent M. (* 1971), US-amerikanischer Schauspieler
- Ward, Wallace (1932–2006), US-amerikanischer Chemiker und Autor von Selbsthilfebüchern
- Ward, Warwick (1891–1967), britischer Schauspieler und Filmproduzent
- Ward, Wayne Crescendo, US-amerikanischer Schauspieler, Filmproduzent, Filmeditor, Kameramann und Tänzer sowie Choreograf
- Ward, William (1837–1895), US-amerikanischer Politiker
- Ward, William (1877–1946), britischer Segler und Politiker
- Ward, William A. (1928–1996), amerikanischer Ägyptologe
- Ward, William E. (* 1949), US-amerikanischer Militär, General
- Ward, William Hallam (1917–1996), britischer Ingenieur
- Ward, William L. (1856–1933), US-amerikanischer Politiker
- Ward, William Thomas (1808–1878), US-amerikanischer Offizier und Politiker
- Ward, William, 2. Earl of Dudley (1867–1932), Lord Lieutenant of Ireland und Generalgouverneur Australiens
- Ward, Zack (* 1970), kanadischer SchauspielerZack Ward (* 1970)

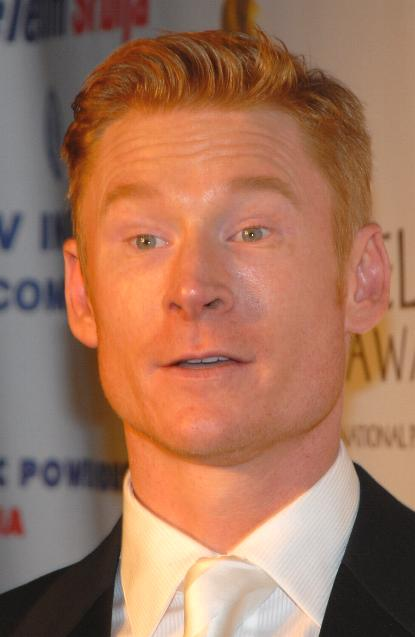
Zack Ward (* 1970)

- Ward, Zhavia (* 2001), US-amerikanische R&B-Sängerin
- Ward-Hibbert, Joshua (* 1994), britischer Tennisspieler
- Ward-Hilhorst, Ellaphie (1920–1994), südafrikanische botanische Illustratorin
- Ward-Perkins, Bryan, britischer Althistoriker
- Ward-Perkins, John Bryan (1912–1981), britischer Klassischer Archäologe und Hochschullehrer
- Ward-Prowse, James (* 1994), englischer Fußballspieler

#### Warda
- Warda, Amr (* 1993), ägyptischer Fußballspieler
- Warda, Arthur (1871–1929), deutscher Amtsrichter und Kant-Forscher
- Warda, Bashar (* 1969), irakischer Geistlicher, Erzbischof der Erzeparchie Erbil
- Warda, Georg, syrischer Hymnendichter
- Warda, Günter (1926–2016), deutscher Rechtswissenschaftler und Hochschullehrer
- Wardak, Abdul Rahim (* 1940), afghanischer Politiker und General
- Wardak, Ahmed (* 1988), deutscher Cricketspieler
- Wardak, Kazimierz (1947–2020), polnischer Mittelstreckenläufer
- Wardan Mamikonjan (387–451), armenischer Fürst
- Wardana, Tri Kusuma (* 1988), indonesischer Badmintonspieler
- Wardanjan, Armen (* 1982), ukrainischer Ringer armenischer Herkunft
- Wardanjan, Erik (* 1998), armenischer Fußballspieler
- Wardanjan, Geworg (1924–2012), sowjetischer Geheimagent
- Wardanjan, Gohar (1926–2019), sowjetische bzw. russische Agentin
- Wardanjan, Harut (* 1970), armenischer Fußballspieler
- Wardanjan, Irma (* 1939), sowjetisch-armenische Chemikerin und Hochschullehrerin
- Wardanjan, Jurik (1956–2018), sowjetischer Gewichtheber
- Wardanjan, Lothar (* 1951), deutscher Fußballspieler
- Wardanjan, Rasmik (* 1983), armenischer Billardspieler
- Wardanjan, Sharur (* 1988), schwedischer Ringer
- Wardanjan, Stjepan (1923–2011), sowjetischer Politiker und Schriftsteller

#### Warde
- Warde, Beatrice (1900–1969), amerikanische Typografin und Autorin
- Warde, Christopher (1453–1521), englischer Ritter
- Warde, Elie Joseph (* 1977), libanesischer Geistlicher, syrisch-katholischer Bischof von Kairo
- Warde, John († 1622), britischer Kapitän und Kaperfahrer
- Wardega, Elka, australische Maskenbildnerin
- Wardell, Anita (* 1961), britische Jazzsängerin
- Wardell-Yerburgh, Hugh (1938–1970), britischer Ruderer
- Wardemann, Hedda (* 1973), deutsche Immunologin
- Wardemann, Horst (1930–2006), deutscher Wasserbauingenieur und Hochschullehrer
- Warden, Archibald (1869–1943), schottischer Tennisspieler
- Warden, Florence (1857–1929), britische Schriftstellerin und Schauspielerin
- Warden, Fred (* 1912), deutscher Wirt und Unterhaltungskünstler
- Warden, Herbert (1920–2002), US-amerikanischer Chirurg
- Warden, Jack (1920–2006), US-amerikanischer FilmschauspielerJack Warden (1920–2006)

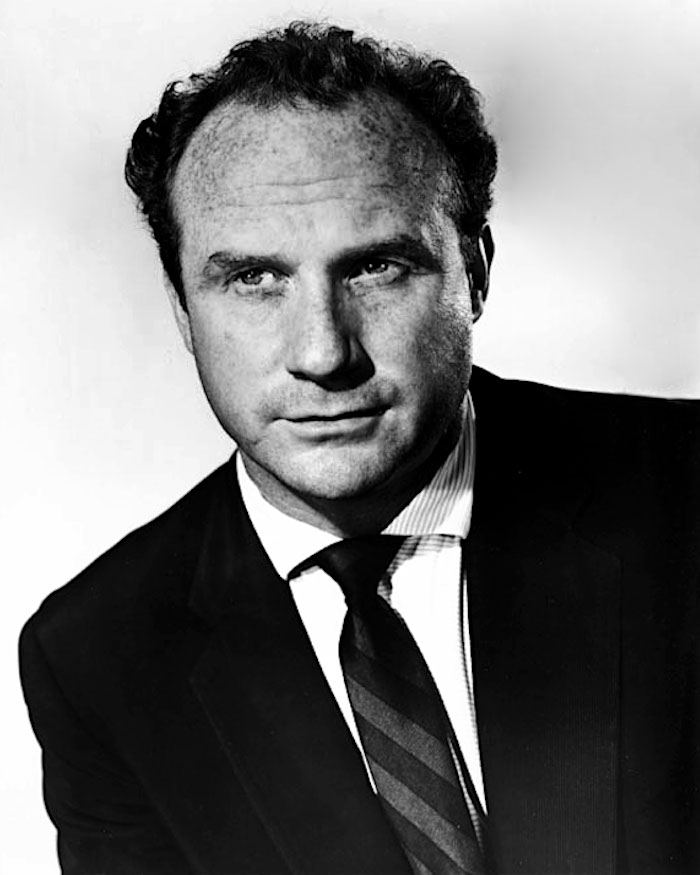
Jack Warden (1920–2006)

- Warden, John Ashley III (* 1943), US-amerikanischer Oberst und Theoretiker
- Warden, Marion (* 1958), deutsche Politikerin (SPD), MdL
- Warden, Mark, US-amerikanischer Unternehmer und Politiker
- Warden, May (1891–1978), britische Schauspielerin
- Warden, Monte (* 1967), US-amerikanischer Country-Musiker
- Warden, Peter (* 1941), britischer Hürdenläufer und Sprinter
- Warden, Rick (* 1971), britischer Schauspieler
- Warden, Rob (* 1940), US-amerikanischer Journalist, Hochschullehrer und Kämpfer gegen die Todesstrafe
- Wardenberg, Tile († 1390), Bürgermeister (Cölln)
- Wardenberg, Zutfeld († 1527), Schweriner Bischof
- Wardenburg, Karl von (1853–1932), sächsischer Generalleutnant
- Wardenburg, Nout (* 1997), niederländischer Leichtathlet
- Wardenburg, Wilhelm Gustav Friedrich (1781–1838), oldenburgischer Generalmajor
- Wardenga, Ute (* 1957), deutsche Geographin
- Warder, Laurie (* 1962), australischer Tennisspieler
- Wardetzki, Bärbel (* 1952), deutsche Psychotherapeutin, Psychologin und Sachbuchautorin
- Wardetzky, Dieter (* 1936), deutscher Schauspieler, Regisseur, Drehbuchautor und Filmhochschuldozent
- Wardetzky, Kristin (* 1942), deutsche Theaterpädagogin

#### Wardh
- Wardhana, Ali (1928–2015), indonesischer Politiker, Wirtschaftswissenschaftler und Hochschullehrer
- Wardhani, Kusuma (1964–2023), indonesische Bogenschützin und Politikerin

#### Wardi
- Wardimiadi, Juri Dmitrijewitsch (1925–1956), sowjetischer Fußballspieler
- Wardin, Max (1884–1939), deutscher Politiker (SPD)

#### Wardl
- Wardlaw, Charlotte (* 2003), englische Fußballspielerin
- Wardlaw, Chris (* 1950), australischer Langstreckenläufer
- Wardlaw, Felicity (* 1977), australische Radrennfahrerin
- Wardle, Graham (* 1986), kanadischer Schauspieler, Filmemacher und FotografGraham Wardle (* 1986)

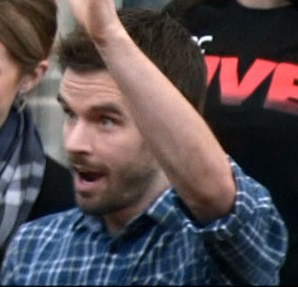
Graham Wardle (* 1986)

- Wardle, Sharon (* 1965), britische Diplomatin
- Wardlow, Gayle Dean (* 1940), US-amerikanischer Bluesforscher und -autor

#### Wardn
- Wardner, Allen (1786–1877), US-amerikanischer Politiker, Bankier und Treasurer von Vermont

#### Wardr
- Wardrop, Marjory (1869–1909), britische Übersetzerin
- Wardrop, Sam (* 1997), schottischer Fußballspieler

#### Wardu
- Wardum, Randi (* 1986), färöische Fußball- und Handballspielerin
- Warduni, Shlemon (* 1943), irakischer Geistlicher, emeritierter chaldäisch-katholischer Weihbischof in Babylon

#### Wardw
- Wardwell, Daniel (1791–1878), US-amerikanischer Jurist und Politiker
- Wardwell, Roy L. (1874–1949), US-amerikanischer Geschäftsmann und Politiker
- Wardwell, William T. C. (1835–1907), US-amerikanischer Politiker

#### Wardy
- Wardy, Robert (* 1958), US-amerikanischer Philosoph, Philosophiehistoriker und Klassischer Philologe

#### Wardz
- Wardzinska, Maria Magdalena (* 1986), polnische Schauspielerin, Hörspiel- und Synchronsprecherin

### Ware
- Ware, Alyn (* 1962), neuseeländischer Pazifist und Friedensaktivist
- Ware, Ashur (1782–1873), US-amerikanischer Richter und Politiker
- Ware, Bill (* 1959), US-amerikanischer Jazzmusiker
- Ware, Bronnie (* 1967), australische Buchautorin und Songwriterin
- Ware, Caroline Farrar (1899–1990), US-amerikanische Historikerin und Sozialwissenschaftlerin
- Ware, Chris (* 1967), US-amerikanischer Cartoonist und Comicautor
- Ware, Darrell (1906–1944), US-amerikanischer Drehbuchautor
- Ware, David S. (1949–2012), US-amerikanischer Jazz-Saxophonist
- Ware, DeMarcus (* 1982), US-amerikanischer Footballspieler
- Ware, Fabian (1869–1949), britischer Generalmajor und Gründer der Imperial War Graces Commission
- Ware, Hannah (* 1982), britische SchauspielerinHannah Ware (* 1982)

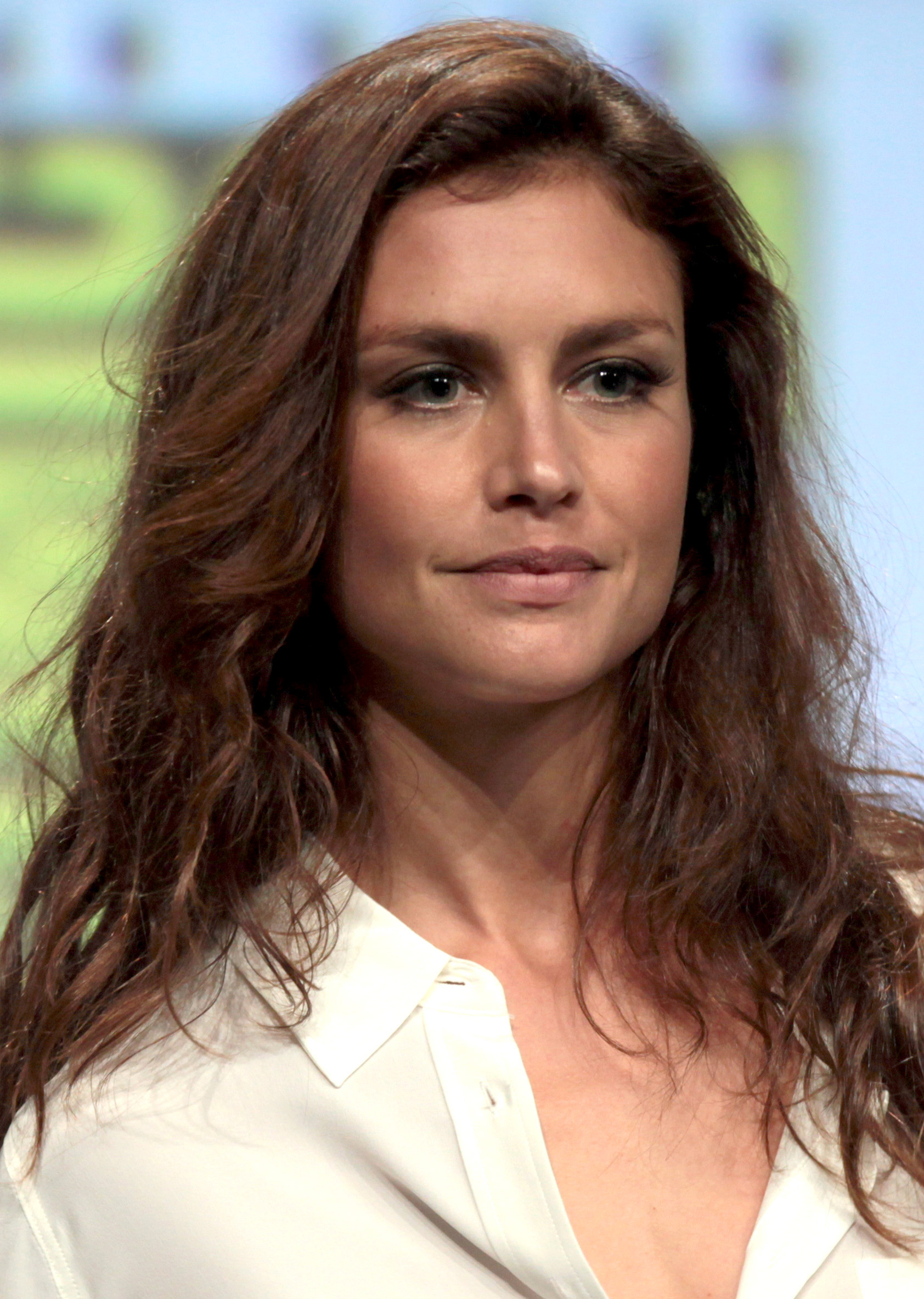
Hannah Ware (* 1982)

- Ware, Harriet (1877–1962), US-amerikanische Pianistin und Komponistin
- Ware, Helen (1877–1939), US-amerikanische Schauspielerin
- Ware, Henry (1764–1845), US-amerikanischer unitarischer Theologe
- Ware, Henry Jr. (1794–1843), US-amerikanischer unitarischer Theologe
- Ware, Herta (1917–2005), US-amerikanische Schauspielerin und Theaterprinzipalin
- Ware, Huw (* 1993), walisischer Caller
- Ware, Irene (1910–1993), US-amerikanische Schauspielerin
- Ware, Jabbo (* 1942), US-amerikanischer Jazzmusiker
- Ware, Jeff (* 1977), kanadischer Eishockeyspieler
- Ware, Jessie (* 1984), britische Singer-Songwriterin
- Ware, John H. (1908–1997), US-amerikanischer Politiker
- Ware, Jonathan (* 1984), US-amerikanischer Pianist
- Ware, Kallistos (1934–2022), orthodoxer Theologe und Autor
- Ware, Keith L. (1915–1968), US-amerikanischer Offizier, Generalmajor der US Army
- Ware, Lancelot (1915–2000), englischer Rechtsanwalt und Mitgründer von Mensa International
- Ware, Leon (1940–2017), US-amerikanischer Soulsänger und R&B-Sänger, -Songschreiber und -Produzent
- Ware, Leonard (1909–1974), US-amerikanischer Jazzgitarrist und Komponist
- Ware, Martyn (* 1956), britischer MusikerMartyn Ware (* 1956)

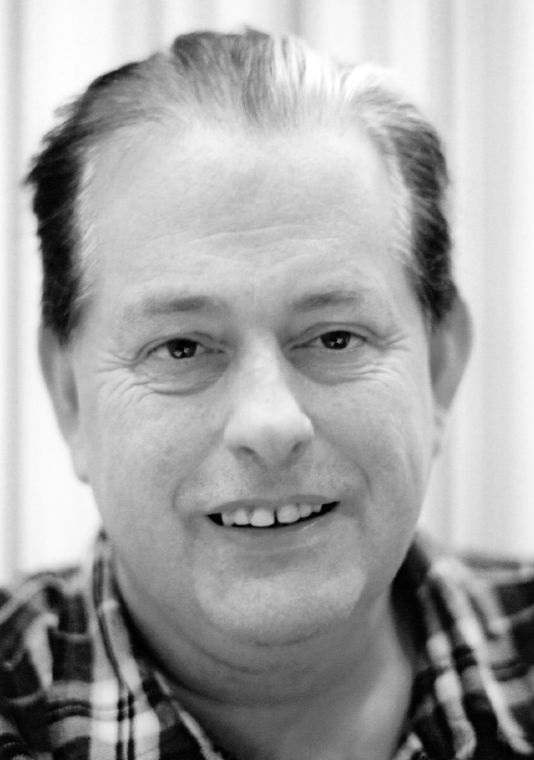
Martyn Ware (* 1956)

- Ware, Nicholas (1769–1824), US-amerikanischer Politiker
- Ware, Orie Solomon (1882–1974), US-amerikanischer Politiker
- Ware, Ozie (1903–1983), US-amerikanische Sängerin (Sopran)
- Ware, Pamela (* 1993), kanadische Wasserspringerin
- Ware, Ruth (* 1977), britische Schriftstellerin
- Ware, Spencer (* 1991), US-amerikanischer American-Football-Spieler
- Ware, Taylor (* 1994), US-amerikanische Jodlerin
- Ware, Wilbur (1923–1979), US-amerikanischer Jazzbassist
- Ware, Willis H. (1920–2013), amerikanischer Computer-Ingenieur
- Warech, Travis (* 1991), deutsch-US-amerikanischer Basketballspieler
- Wareham, Andrew (* 1965), britischer Mittelalterhistoriker
- Wareham, Dean (* 1963), neuseeländischer Musiker und Autor
- Wareham, Georgia (* 1999), australische Cricketspielerin
- Wareheim, Eric (* 1976), US-amerikanischer Komiker, Schauspieler, Fernsehregisseur und Drehbuchautor
- Wareing, Garrett (* 2001), US-amerikanischer SchauspielerGarrett Wareing (* 2001)

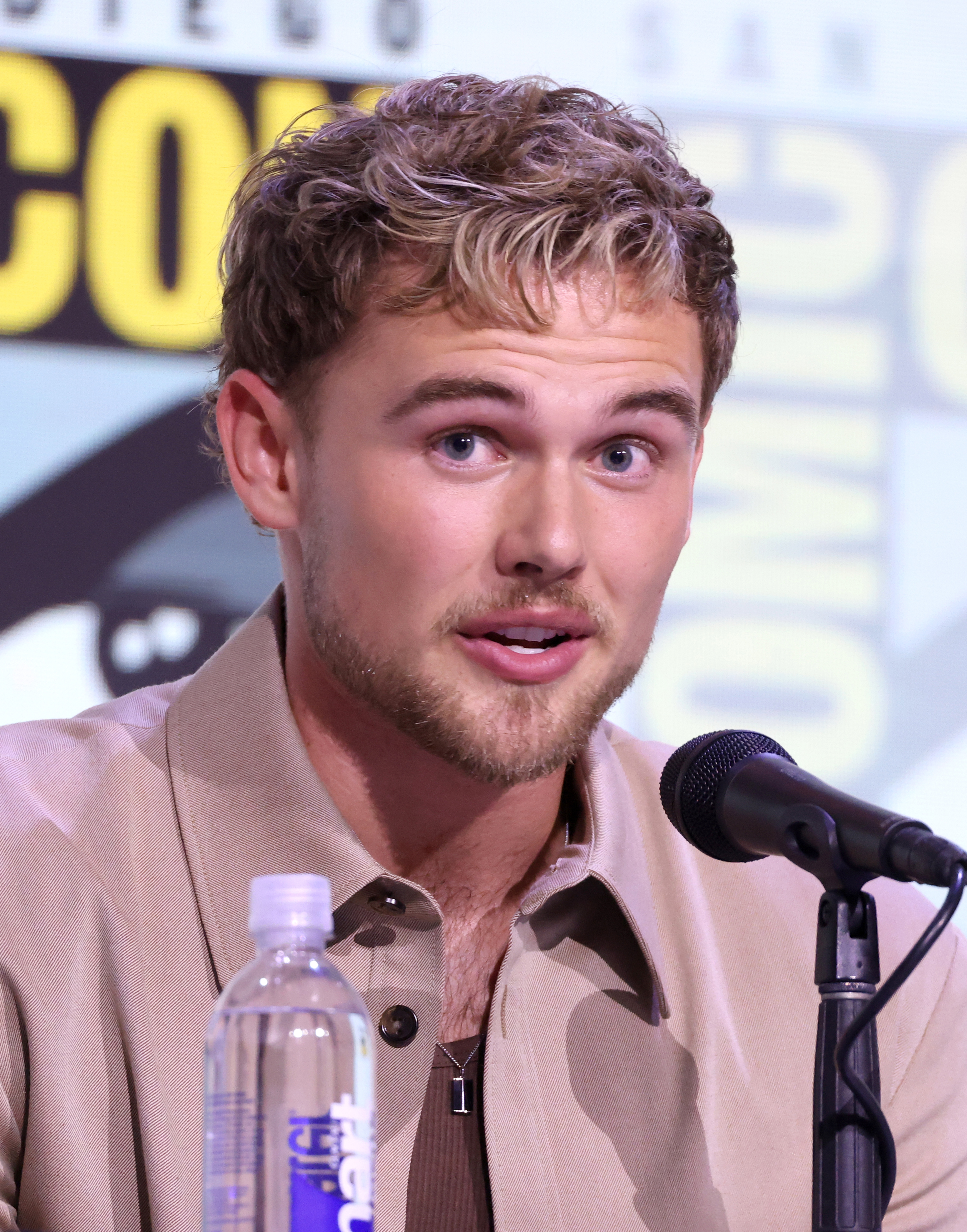
Garrett Wareing (* 2001)

- Wareing, Kierston (* 1976), britische Schauspielerin
- Warelis, Marta (* 1986), polnische Jazz- und Improvisationsmusikerin
- Warendorf, Giselbert von, Lübecker Bürgermeister
- Warendorff, Heinrich von (1841–1915), preußischer Generalmajor
- Warendorp, Bruno († 1411), Ratsherr der Hansestadt Lübeck
- Warendorp, Bruno († 1457), Lübecker Ratsherr und Bürgermeister
- Warendorp, Bruno († 1341), Lübecker Bürgermeister
- Warendorp, Bruno von († 1369), Ratsherr und Bürgermeister von Lübeck
- Warendorp, Gottschalk († 1365), Kaufmann und Ratsherr der Hansestadt Lübeck
- Warendorp, Tidemann (1310–1366), Lübecker Bürgermeister
- Warendorp, Volmar († 1504), Ratsherr in Lübeck
- Warenne, Ada de († 1178), schottische Adlige
- Warenne, Hamelin de, Earl of Surrey (1129–1202), Earl of Surrey
- Warenne, Isabel de, Countess of Surrey (1136–1203), englische Adlige
- Warenne, Isabella de, schottische Adelige
- Warenne, John de, 6. Earl of Surrey (* 1231), Heerführer der englischen Könige Heinrich III. und Eduard I.John de Warenne, 6. Earl of Surrey (* 1231)

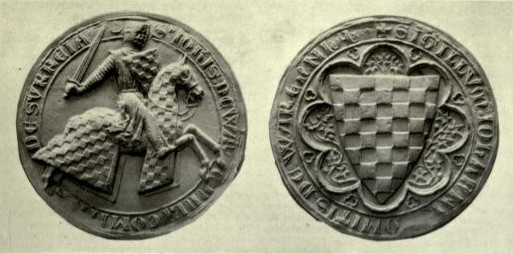
John de Warenne, 6. Earl of Surrey (* 1231)

- Warenne, John de, 7. Earl of Surrey (1286–1347), englischer Magnat
- Warenne, William de, 1. Earl of Surrey († 1088), normannischer Adliger
- Warenne, William de, 2. Earl of Surrey († 1138), anglo-normannischer Adliger
- Warenne, William de, 3. Earl of Surrey (1119–1148), Earl of Surrey
- Warenne, William de, 5. Earl of Surrey (1166–1240), 5. Earl of Surrey
- Warennikow, Walentin Iwanowitsch (1923–2009), russischer GeneralWalentin Iwanowitsch Warennikow (1923–2009)

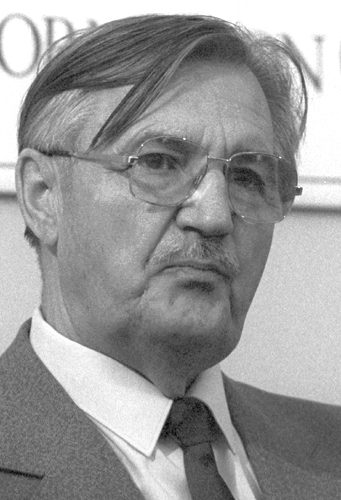
Walentin Iwanowitsch Warennikow (1923–2009)

- Warens, Françoise-Louise de (1699–1762), Geliebte Jean-Jacques Rousseaus
- Warenski, Emilia (* 2004), österreichische Schauspielerin
- Warenzow, Sergei Sergejewitsch (1901–1971), sowjetischer Hauptmarschall der Artillerie
- Warenzowa, Olga Afanassjewna (1862–1950), russische Revolutionärin und Publizistin

### Warf
- Warfe, Glenn (* 1984), australischer Badmintonspieler
- Warfel, Michael William (* 1948), US-amerikanischer römisch-katholischer Geistlicher, emeritierter Bischof von Great Falls-Billings
- Warfield, Benjamin Breckinridge (1851–1921), US-amerikanischer calvinistischer Theologe und Rektor des Princeton Seminary
- Warfield, Edwin (1848–1920), US-amerikanischer Politiker, Gouverneur von Maryland
- Warfield, Henry Ridgely (1774–1839), US-amerikanischer Politiker
- Warfield, Marsha (* 1954), US-amerikanische Schauspielerin
- Warfield, Paul (* 1942), US-amerikanischer American-Football-Spieler
- Warfield, Tim (* 1965), amerikanischer Jazzmusiker (Saxophon)
- Warfield, William (1920–2002), US-amerikanischer Musicaldarsteller (Bassbariton) und Gesangspädagoge
- Warford, Larry (* 1991), US-amerikanischer American-Football-Spieler

### Warg
- Warg, Cajsa (1703–1769), schwedische Köchin und Kochbuchautorin
- Warg, Fredrik (* 1979), schwedischer Eishockeyspieler
- Warg, Hans, deutscher Fußballspieler und Fußballtrainer
- Warg, Markus (* 1965), deutscher Ökonom
- Warg, Oliver (* 1963), deutscher Nordischer Kombinierer
- Wargalla, Elisabeth (1949–2025), deutsche Politikerin (Bündnis 90/Die Grünen), MdBB
- Wargalla, Kai (* 1984), deutsche Politikerin (Bündnis 90/Die Grünen), MdBB
- Warganowa, Swetlana Anatoljewna (* 1964), russische Schwimmerin und Weltmeisterin
- Wargaschkin, Rostislaw Jewgenjewitsch (* 1933), sowjetischer Radrennfahrer
- Wargau, Walter (1948–1996), deutscher Astronom und Hochschullehrer in Pretoria
- Wargee, tatarischer Kriegsgefangener, Sklave, Händler, Asien- und Afrikareisender
- Wargentin, Pehr Wilhelm (1717–1783), schwedischer Astronom
- Wargers, Jana (* 1991), deutsche Springreiterin und PferdewirtinJana Wargers (* 1991)

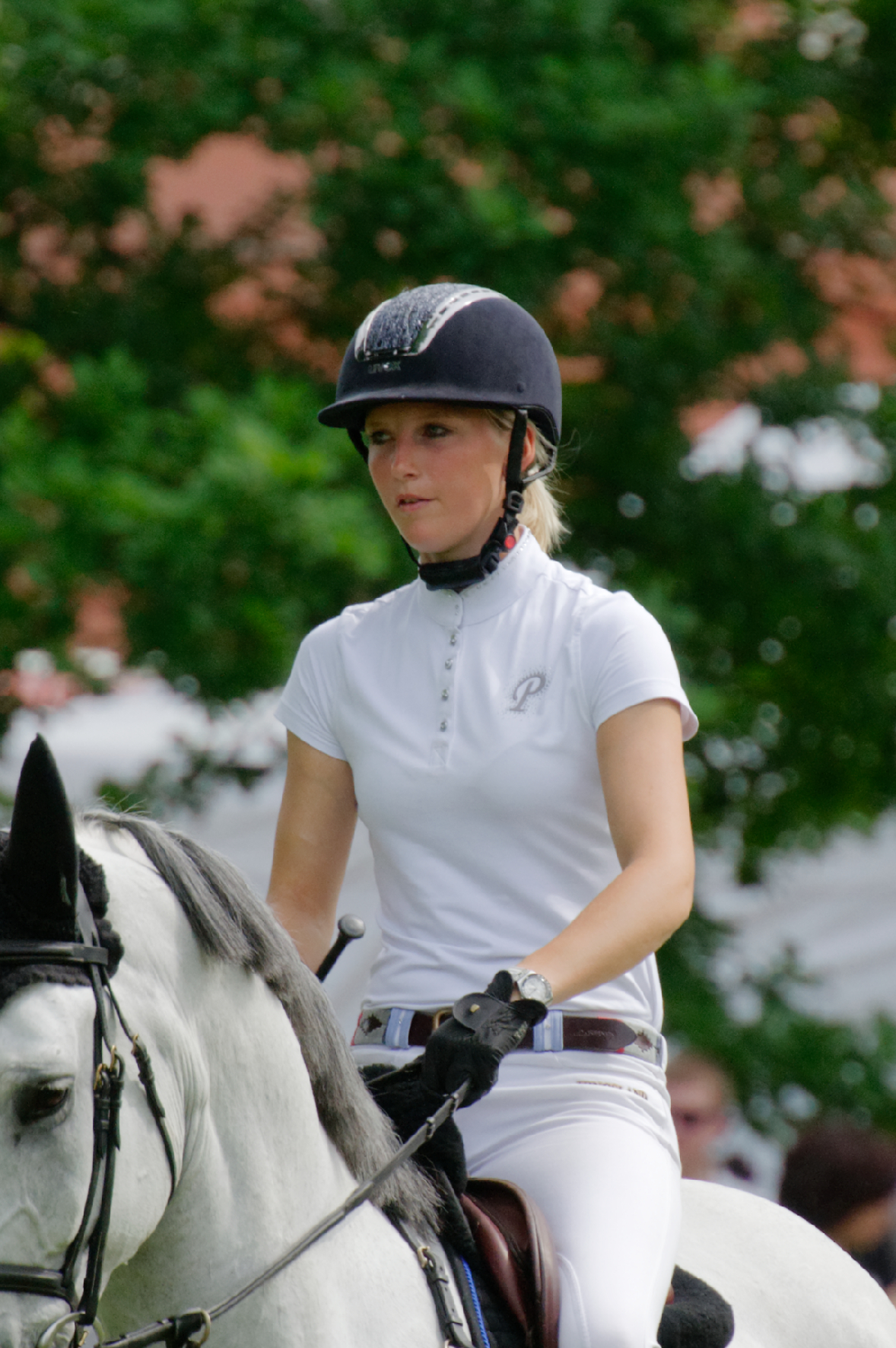
Jana Wargers (* 1991)

- Wargh, Tommy (* 1986), schwedischer Eishockeyspieler
- Wargnier, Lucie (* 1999), französische Tennisspielerin
- Wargnier, Régis (* 1948), französischer Regisseur, Drehbuchautor und Filmproduzent
- Wargo, Lorand (1924–1994), amerikanischer Ingenieur und Erfinder
- Wargon, Alexander (1926–2010), australischer Ingenieur
- Wargon, Emmanuelle (* 1971), französische Beamtin, Lobbyistin und Politikerin
- Wargos, Bernd (1953–2017), deutscher Fußballspieler

### Warh
- Warhaftig, Myra (1930–2008), israelische Architektin, Bauhistorikerin und Schriftstellerin
- Warham, William († 1532), englischer Geistlicher, Erzbischof von Canterbury (1503–1532)
- Warhanek, Carl (1829–1900), tschechisch-österreichischer Konservenunternehmer
- Warhaus, belgischer Musiker
- Warhol, Andy (1928–1987), US-amerikanischer Pop-Art-KünstlerAndy Warhol (1928–1987)

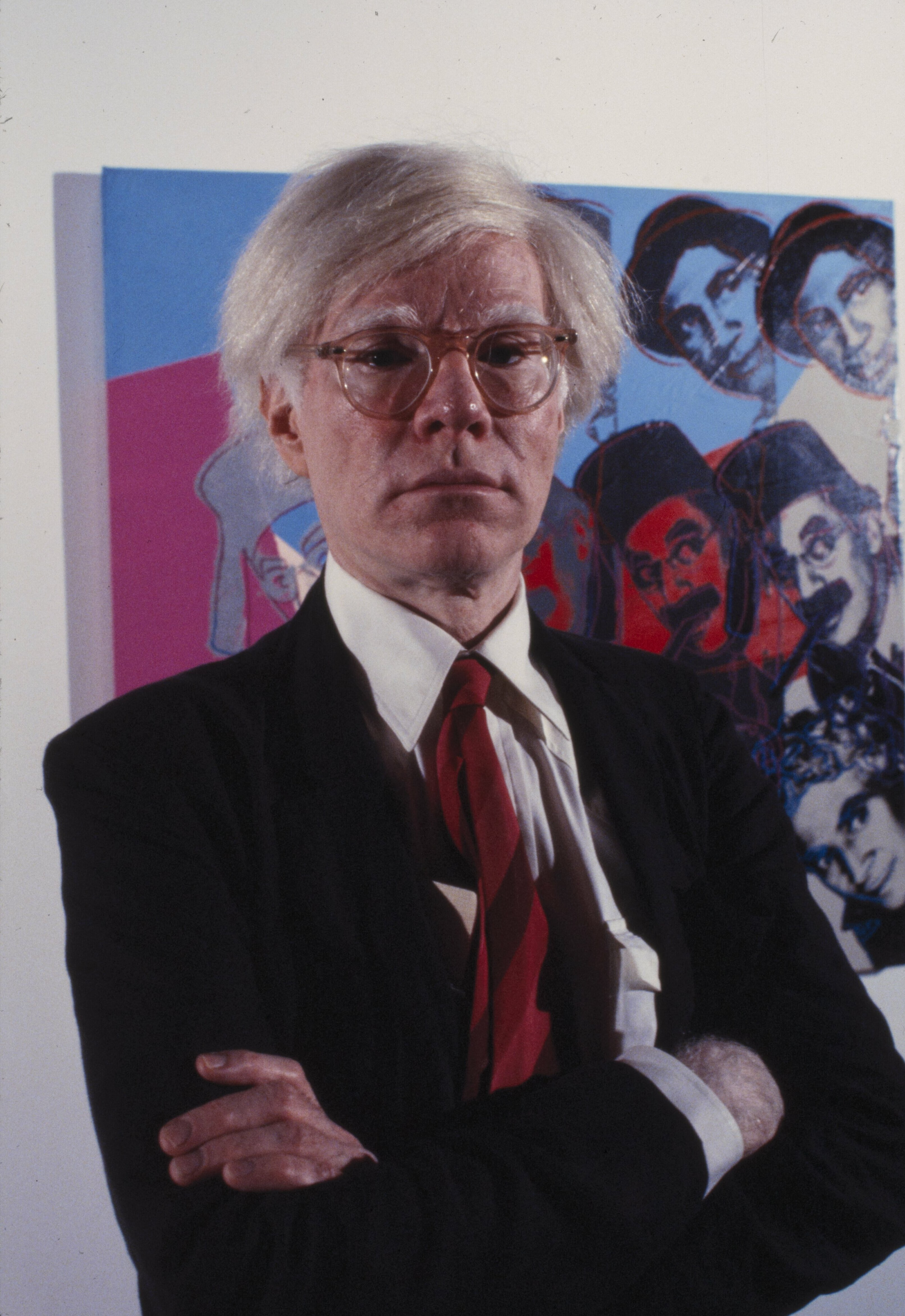
Andy Warhol (1928–1987)

- Warholm, Karsten (* 1996), norwegischer Leichtathlet (Hürdenläufer)
- Warhurst, John, britischer Tontechniker
- Warhurst, John (* 1944), britischer Geher
- Warhurst, Paul (* 1969), englischer Fußballspieler
- Warhurst, Tom (1917–2004), australischer Tennisspieler

### Wari
- Warias, Steffen (* 1985), deutscher Paracycler
- Warich, Wenzeslaus (1564–1618), sorbischer Theologe
- Warin († 774), Graf in Alemannien
- Warin I. († 856), Abt des Klosters Corvey
- Warin II. († 1079), Abt von Corvey
- Warin von Köln († 985), Erzbischof des Erzbistums Köln (976–985)
- Warin von Mâcon († 853), Graf von Mâcon
- Warin von Poitou († 679), Heiliger und Märtyrer
- Warin, Pierre (* 1948), belgischer Geistlicher, römisch-katholischer Bischof von Namur
- Wariner, Jeremy (* 1984), US-amerikanischer Sprinter und OlympiasiegerJeremy Wariner (* 1984)

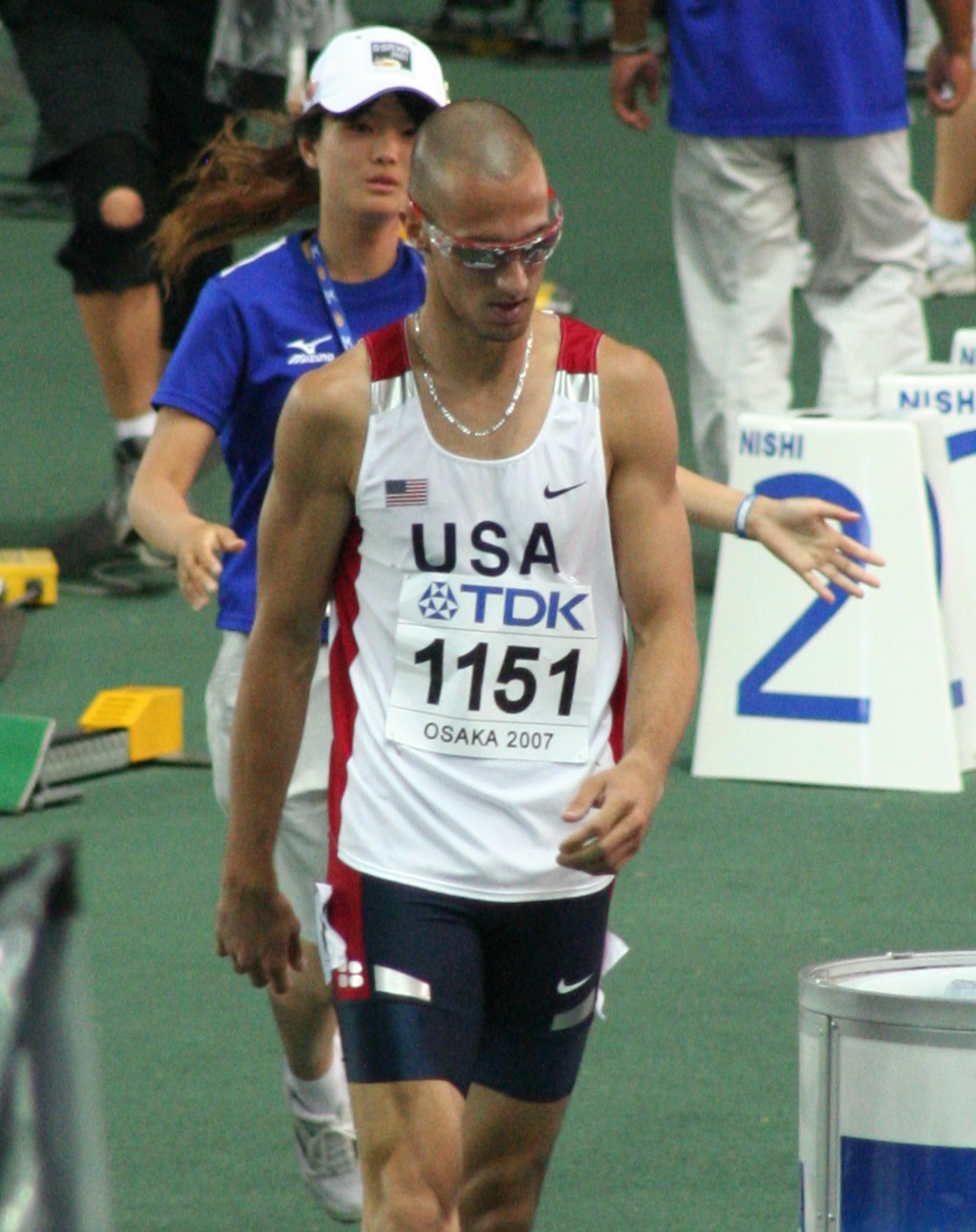
Jeremy Wariner (* 1984)

- Wariner, Steve (* 1954), US-amerikanischer Country-Musiker, Songwriter und Gitarrist
- Waring, Edward (1736–1798), englischer Mathematiker
- Waring, Fred (1900–1984), US-amerikanischer Musiker
- Waring, Jean, kanadische Badmintonspielerin
- Waring, Marilyn (* 1952), neuseeländische Politikerin und Feministin
- Waring, Pegot (1909–1983), amerikanische Bildhauerin
- Waring, Rob (* 1956), amerikanischer Schlagwerker und Komponist zeitgenössischer Musik
- Waringhien, Gaston (1901–1991), französischer Sprachwissenschaftler und Religionshistoriker
- Warinska, Diana (* 2001), ukrainische Kunstturnerin
- Warinthon Jamnongwat (* 2002), thailändischer Fußballspieler
- Warioba, Joseph Sinde (* 1940), tansanischer Jurist und Politiker, Regierungschef Tansania
- Waris Ali Shah (1817–1905), indischer Sufi-Heiliger
- Waris Choolthong (* 2004), thailändischer Fußballspieler
- Waris, Abdul Majeed (* 1991), ghanaischer Fußballspieler
- Waris, Attiya (* 1974), kenianische Steuerrechtsexpertin und Hochschullehrerin
- Warisch, Jakob († 1808), deutscher Rabbiner
- Wariski, Kiril (1954–1996), bulgarischer Schauspieler
- Wariso, Solomon (* 1966), britischer Leichtathlet
- Warizki, Igor Konstantinowitsch (* 1971), russischer Eishockeyspieler, -trainer und -funktionär

### Wark
- Wark, John (* 1957), schottischer Fußballspieler
- Wark, Ken (* 1961), australischer Hockeyspieler
- Wark, McKenzie (* 1961), australische Autorin, Theoretikerin sowie Medien- und KulturwissenschaftlerinMcKenzie Wark (* 1961)

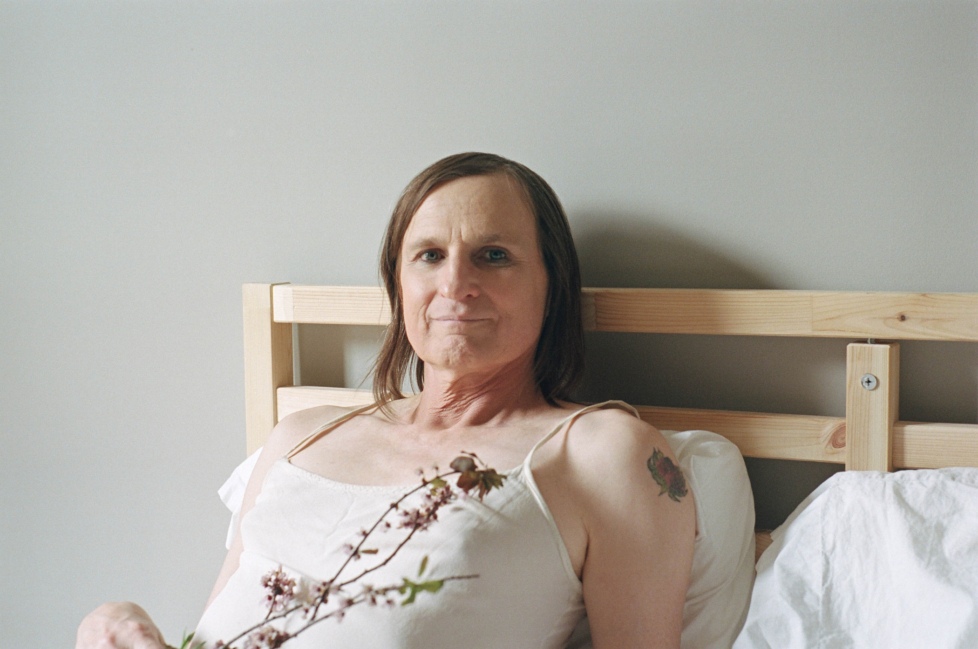
McKenzie Wark (* 1961)

- Wark, Michael (* 1963), deutscher Chemiker und Hochschullehrer
- Wark, Nikolaus (* 1881), luxemburgischer Metallurg
- Wark, Oskar (1934–2009), deutscher Fernsehsportreporter und -journalist
- Wark, Peter (* 1961), deutscher Journalist und Krimiautor
- Wark, Thomas (* 1957), deutscher Sportjournalist und Fernsehmoderator
- Warkalla, Stefan (* 1964), deutscher Segler
- Warkehr, Eberhard (1932–2017), deutscher Chemiker, Hochschullehrer und Hochschulrektor
- Warken, Adílson (* 1987), brasilianischer Fußballspieler
- Warken, Dieter (* 1935), deutscher Fußballspieler
- Warken, Gerd (* 1951), deutscher Fußballspieler
- Warken, Hans-Georg (* 1956), deutscher Rechtsanwalt
- Warken, Nikolaus (1851–1920), deutscher Bergmann, Streikführer und Vorsitzender des Rechtsschutzvereins der Bergleute
- Warken, Nina (* 1979), deutsche Politikerin (CDU), MdB, BundesgesundheitsministerinNina Warken (* 1979)

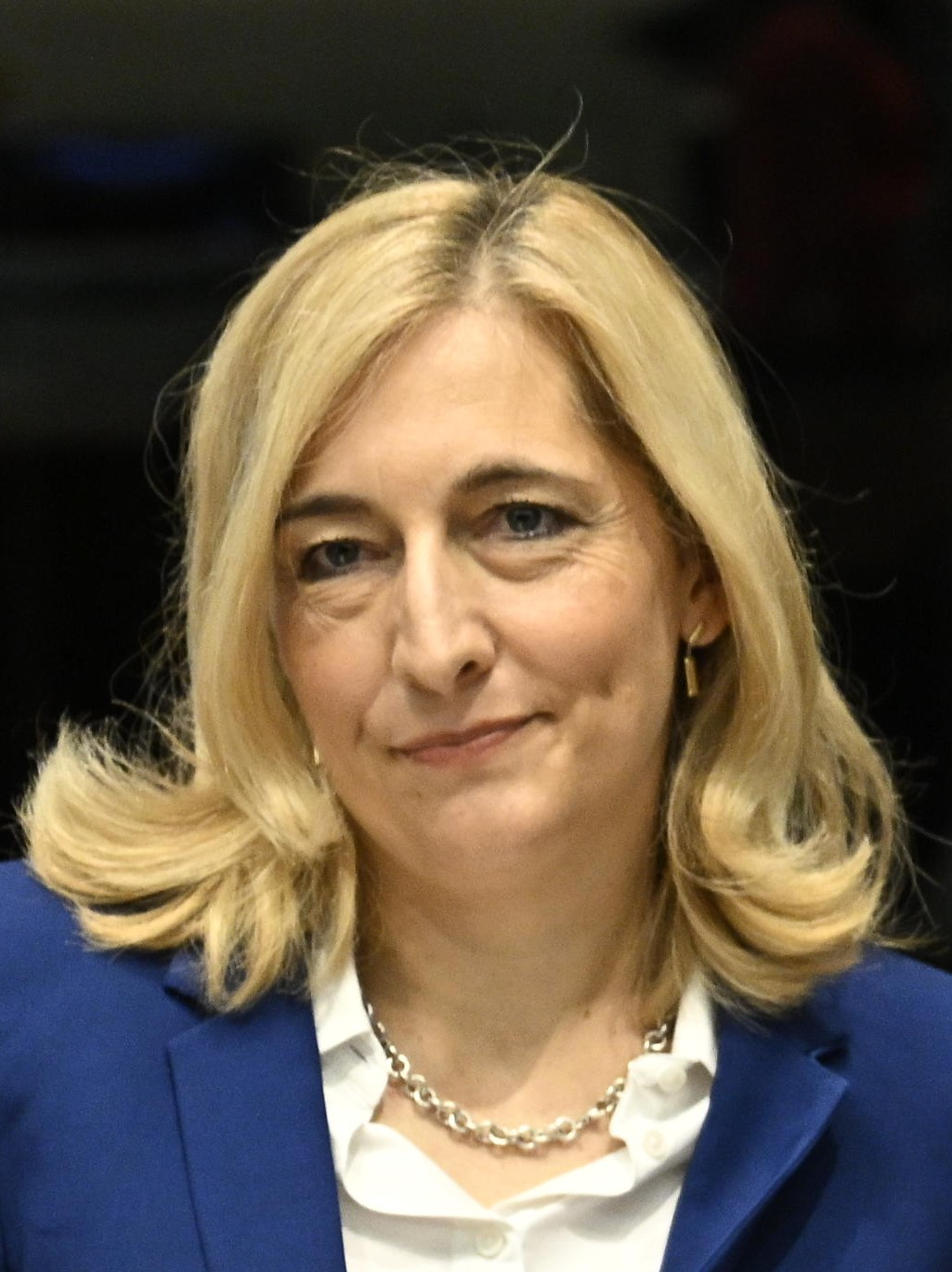
Nina Warken (* 1979)

- Warkentin, Ella, deutsche Bauchtänzerin und Tanzpädagogin
- Warkentin, Germaine (* 1933), kanadische Anglistin
- Warkentin, Johann (1920–2012), russlanddeutscher Redakteur, Verfasser, Übersetzer, Dichter
- Warker, Nikolaus (1861–1940), luxemburgischer Schriftsteller
- Warko, Korla Hendrich (1837–1897), sorbischer Lehrer und Autor
- Warkotsch, Heinrich Gottlob von (1706–1764), schlesischer Adliger in österreichischen Diensten
- Warkus, Bernd (1951–2020), deutscher Xylophonist
- Warkus, Matthias (* 1981), deutscher Philosoph und Autor
- Warkuß, Hartmut (* 1940), deutscher Industriedesigner

### Warl
- Warlaam († 1522), russischer Metropolit
- Warlamau, Aljaksandr (* 1979), belarussischer Wasserspringer russischer Herkunft
- Warlamis, Efthymios (1942–2016), griechisch-österreichischer Architekt
- Warlamow, Alexander Jegorowitsch (1801–1848), russischer Komponist
- Warlamow, Ilja Alexandrowitsch (* 1984), russischer Blogger, Journalist, Fotograf, Urbanist und YouTuber
- Warlamow, Jewgeni Wiktorowitsch (* 1976), russischer Eishockeyspieler
- Warlamow, Semjon Alexandrowitsch (* 1988), russischer Eishockeytorwart
- Warlamow, Serhij (* 1978), ukrainischer Eishockeyspieler
- Warlamow, Walentin Stepanowitsch (1934–1980), sowjetischer Raumfahreranwärter, Mitglied der ersten Kosmonautengruppe der Sowjetunion
- Warlamow, Wiktor Iwanowitsch (* 1948), sowjetischer Eisschnellläufer
- Warlamowa, Galina Iwanowna (1951–2019), sowjetische bzw. russische Linguistin und Schriftstellerin
- Warland, Jean (1926–2015), belgischer Musiker (Bass, Komposition, Arrangement)
- Warland, Rainer (* 1951), deutscher Christlicher Archäologe und Byzantinischer Kunsthistoriker
- Warlei, Natalja Wladimirowna (* 1947), sowjetische bzw. russische Artistin, Film- und Theaterschauspielerin und Dichterin
- Warleigh, Ray (1938–2015), australischer Jazzsaxophonist und -flötist
- Warler, Andreas (* 1965), deutscher Organist
- Warlich, Christian (1891–1964), deutscher Tätowierer und GastwirtChristian Warlich (1891–1964)

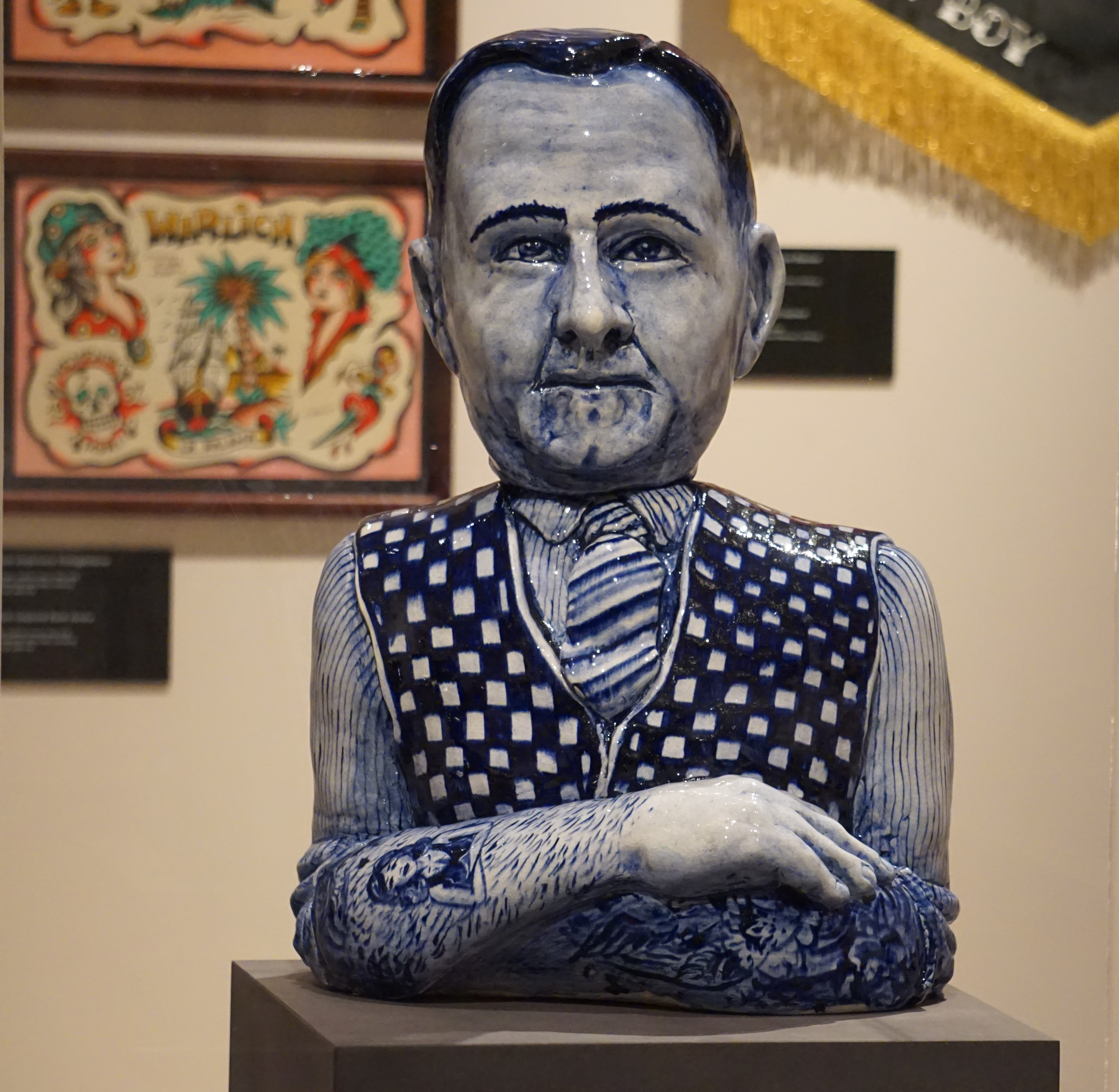
Christian Warlich (1891–1964)

- Warlich, Christian-Georg (* 1957), deutscher Ruderer
- Warlich, Hugo (1856–1922), russischer Dirigent deutsch-böhmischer Herkunft
- Warlikowski, Krzysztof (* 1962), polnischer Theaterregisseur
- Warlimont, Walter (1894–1976), deutscher Offizier und Stellvertreter von Generaloberst Alfred JodlWalter Warlimont (1894–1976)

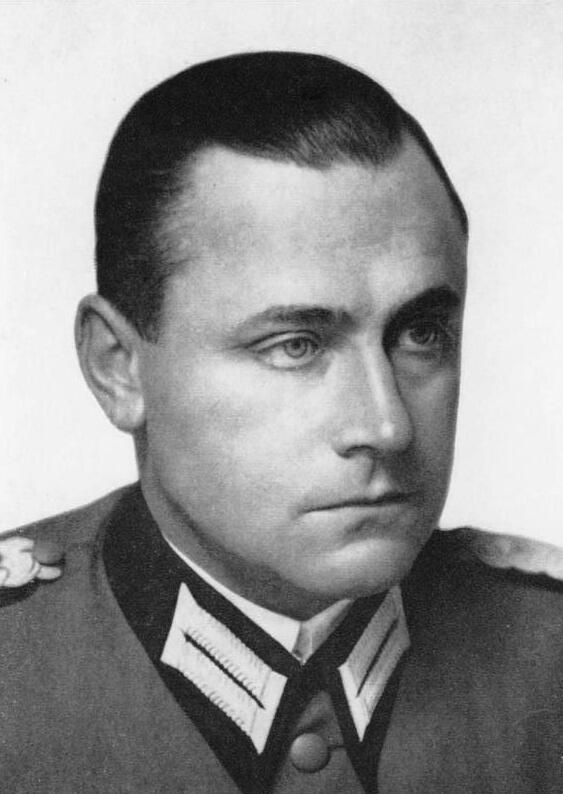
Walter Warlimont (1894–1976)

- Warlitz, Ernst (* 1880), deutscher Humorist und Buchautor
- Warlo, Augustin (1858–1918), deutscher Landmesser und Politiker (Zentrum), MdR
- Warlock, Billy (* 1961), US-amerikanischer Schauspieler
- Warlock, Peter (1894–1930), britischer Komponist und Musikkritiker
- Warlop, Jordi (* 1996), belgischer Radrennfahrer
- Warlop, Michel (1911–1947), französischer Swing-Violinist und Bandleader
- Warlouzet, Gustave (1884–1959), französischer Turner

### Warm
- Warm, Hermann (1889–1976), deutscher Filmarchitekt und Szenenbildner
- Warm, Michael (* 1968), deutscher Volleyballtrainer
- Warma, Aleksander (1890–1970), estnischer Jurist und Politiker der Exilregierung
- Warmack, Chance (* 1991), US-amerikanischer American-Football-Spieler
- Warman, Arturo (1937–2003), mexikanischer Anthropologe, Ethnologe und Politiker (PRI)
- Warmann von Konstanz († 1034), Bischof von Konstanz (1026–1034)
- Warmbier, Ingrid († 1989), deutsches Mordopfer
- Warmbier, Otto (1994–2017), amerikanischer Student und Opfer des Kim-Regimes
- Warmboecke, Hieronymus († 1552), Ratsherr der Hansestadt Lübeck
- Warmboeke, Heinrich († 1532), Ratsherr der Hansestadt Lübeck
- Warmboeke, Hermann († 1600), Syndicus und Bürgermeister der Hansestadt Lübeck
- Warmbold, Achim (* 1941), deutscher Rallyefahrer
- Warmbold, Franz (* 1839), deutscher Historiker und Oberlehrer
- Warmbold, Hermann (1876–1976), deutscher Landwirt, Agrarwissenschaftler, Manager und Politiker
- Warmbrunn, Andreas (* 1999), deutscher KinderdarstellerAndreas Warmbrunn (* 1999)

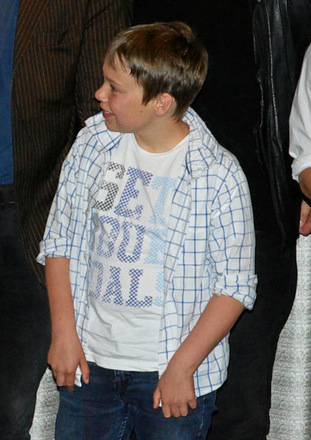
Andreas Warmbrunn (* 1999)

- Warmbrunn, Harald (1933–2020), deutscher Schauspieler
- Warmbrunn, Jürgen (* 1962), deutscher Historiker und Bibliothekar mit dem Schwerpunkt Ostmitteleuropa
- Warmbrunn, Werner (1920–2009), US-amerikanischer Historiker
- Warmduscher (1971–2024), deutscher Hardstyle-/Hard-Trance-Produzent und DJ
- Warmeling, Gregório (1918–1997), brasilianischer Geistlicher, römisch-katholischer Bischof von Joinville
- Wärmer, Julia (* 1989), deutsche Ruderin
- Warmerdam, Alex van (* 1952), niederländischer Regisseur, Drehbuchautor, Schauspieler und Maler
- Warmerdam, Cornelius (1915–2001), US-amerikanischer Stabhochspringer
- Warmerdam, Donny (* 2002), niederländischer Fußballspieler
- Warmerdam, Marijke van (* 1959), niederländische Videokünstlerin und Professorin
- Warmerdam, Max (* 2000), niederländischer Schachgroßmeister
- Warmerdam, Victoria (* 1991), niederländische Filmregisseurin
- Warming, Anders (* 1972), dänischer Fahrzeugdesigner
- Warming, Eugenius (1841–1924), dänischer Botaniker
- Warming, Magnus (* 2000), dänischer Fußballspieler
- Warminski-Leitheußer, Gabriele (* 1963), deutsche Politikerin (SPD)Gabriele Warminski-Leitheußer (* 1963)

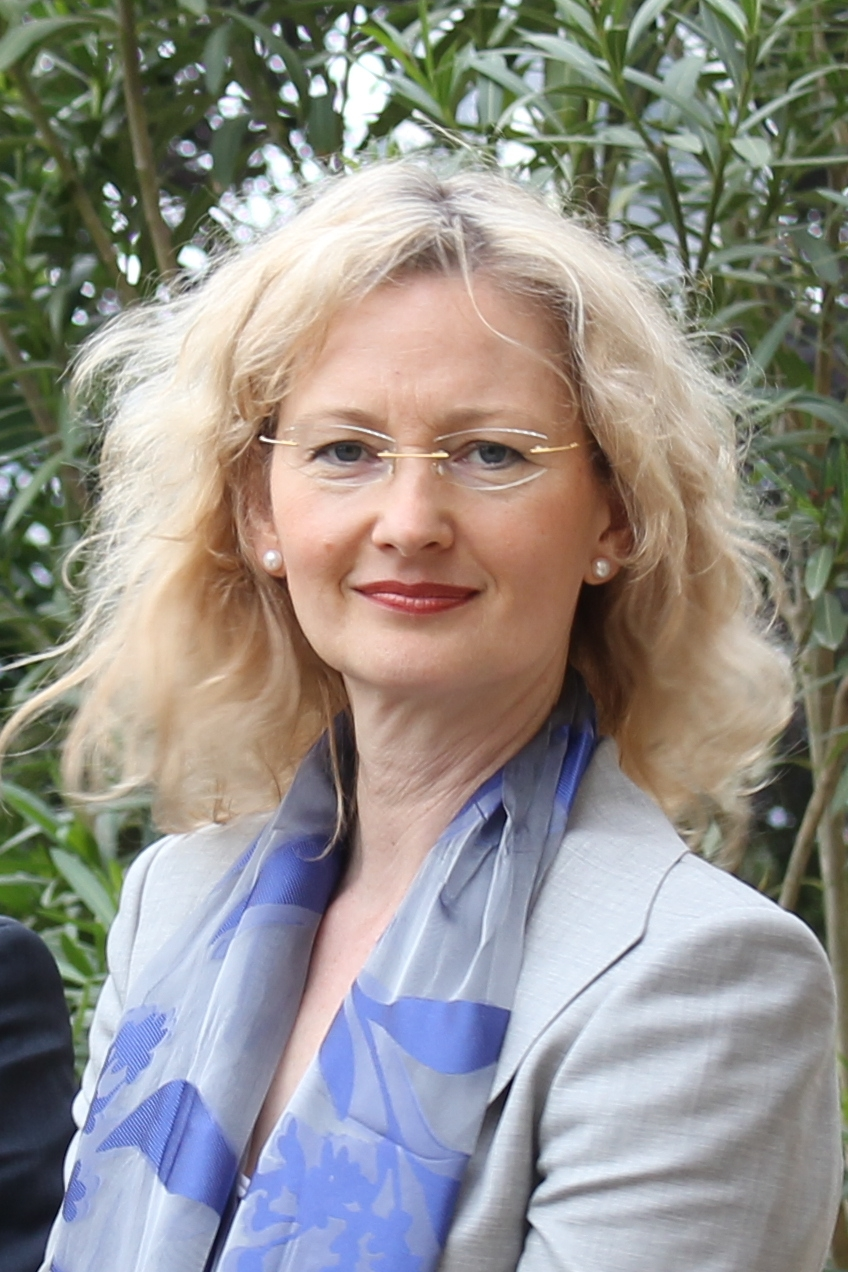
Gabriele Warminski-Leitheußer (* 1963)

- Warmke, Hermann (1929–2011), deutscher Wirtschaftsjurist und Manager
- Warmke-Rose, Jürgen (* 1961), deutscher Politiker (CDU), MdHB, Bezirksamtsleiter in Hamburg
- Warmo, Gerhard (* 1920), deutscher Fußballspieler
- Warmoth, Henry C. (1842–1931), US-amerikanischer Politiker
- Warms Dryfoos, Susan (* 1946), US-amerikanische Filmemacherin und Autorin
- Warmsley, Titus (* 1977), US-amerikanischer Basketballspieler
- Warmt, Falko (* 1938), deutscher Maler, Grafiker, Zeichner, Bildhauer
- Warmuth, Elke (* 1949), deutsche Mathematikerin, die sich mit Stochastik und Didaktik der Mathematik beschäftigt
- Warmuth, Erich, deutscher Eishockeyspieler
- Warmuth, Fritz (1870–1937), deutscher Politiker (Freikonservative Partei, DNVP), MdR
- Warmuth, Heike (* 1979), deutsche Schauspielerin
- Warmuth, Herbert (* 1960), deutscher Maler und Bildhauer
- Warmuth, Joseph (1834–1903), deutscher Landwirt und Politiker, MdR
- Warmuth, Nadine (* 1982), deutsche Schauspielerin und SynchronsprecherinNadine Warmuth (* 1982)

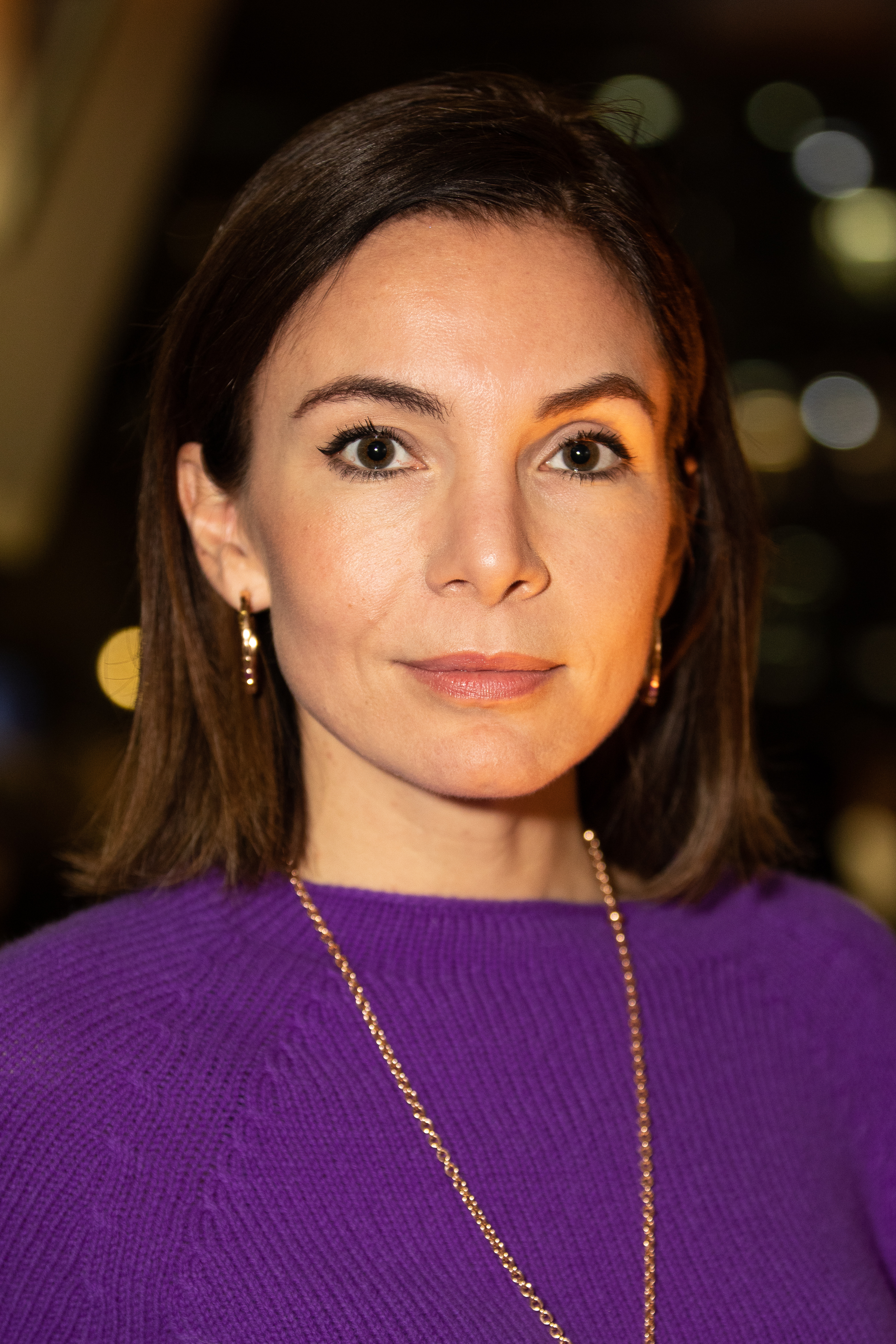
Nadine Warmuth (* 1982)

- Warmuth, Paul (1911–1981), fränkischer Mundartdichter und Komponist
- Warmuth, Rudi (1931–2015), deutscher Bildhauer
- Warmuth, Torsten (* 1968), deutscher Künstler und Fotograf
- Warmuth, Wilma (* 1951), österreichische Politikerin (FPK), Kärntner Landtagsabgeordnete
- Warmuz, Guillaume (* 1970), französischer Fußballtorhüter

### Warn
- Warn, Jesse, US-amerikanischer Filmregisseur und Drehbuchautor
- Warnach, Viktor (1909–1970), Benediktinerpater, Philosoph und Hochschullehrer
- Warnach, Walter (1910–2000), deutscher Philosoph, Lektor, Kunstkritiker, Übersetzer und Herausgeber, Professor für Philosophie an der Kunstakademie in Düsseldorf
- Warnachar I. († 600), burgundischer Adliger und Hausmeier
- Warnachar II., fränkischer Adliger und Hausmeier
- Warnack, Max (1882–1945), deutscher Beamter, Direktor im Statistischen Reichsamt
- Warnakow, Michail Michailowitsch (* 1985), russischer Eishockeyspieler
- Warnant, Léon (1919–1996), belgischer Romanist und wallonischer Schriftsteller
- Warnat, Kimberley, kanadische Schauspielerin
- Warnatsch, Theodor (1820–1894), deutscher katholischer Priester
- Warnatz, Gustav Heinrich (1810–1872), deutscher Augenarzt
- Warnatz, Jürgen (1944–2007), deutscher Physiker
- Warnatzsch, Norbert (* 1947), deutscher Schwimmtrainer
- Warnawa, Jekaterina Wladimirowna (* 1984), russische Schauspielerin, Komikerin, Choreographin sowie Fernsehmoderatorin
- Warnberger, Simon (1769–1847), Landschaftsmaler, Radierer und Lithograph
- Warncke, Arthur (* 1880), deutscher Ruderer
- Warncke, August (1861–1947), deutscher Handwerker, Bauunternehmer und Politiker
- Warncke, Carsten-Peter (* 1947), deutscher Kunsthistoriker und Hochschullehrer
- Warncke, Johannes (1878–1947), deutscher Lehrer und Heimatforscher
- Warncke, Klaus (1937–1993), deutscher Ornithologe und Entomologe, spezialisiert auf Bienen
- Warncke, Paul (1866–1933), deutscher Bildhauer und Schriftsteller
- Warncke, Willi (1902–1943), kommunistischer Widerstandskämpfer gegen den Nationalsozialismus
- Warndorf, Peter Klaus (* 1953), deutscher Psychologe, Sozialpädagoge und Hochschullehrer
- Warne, Kate († 1868), erste US-amerikanische Detektivin
- Warne, Paul (* 1973), englischer Fußballspieler und -trainer
- Warne, Shane (1969–2022), australischer CricketspielerShane Warne (1969–2022)

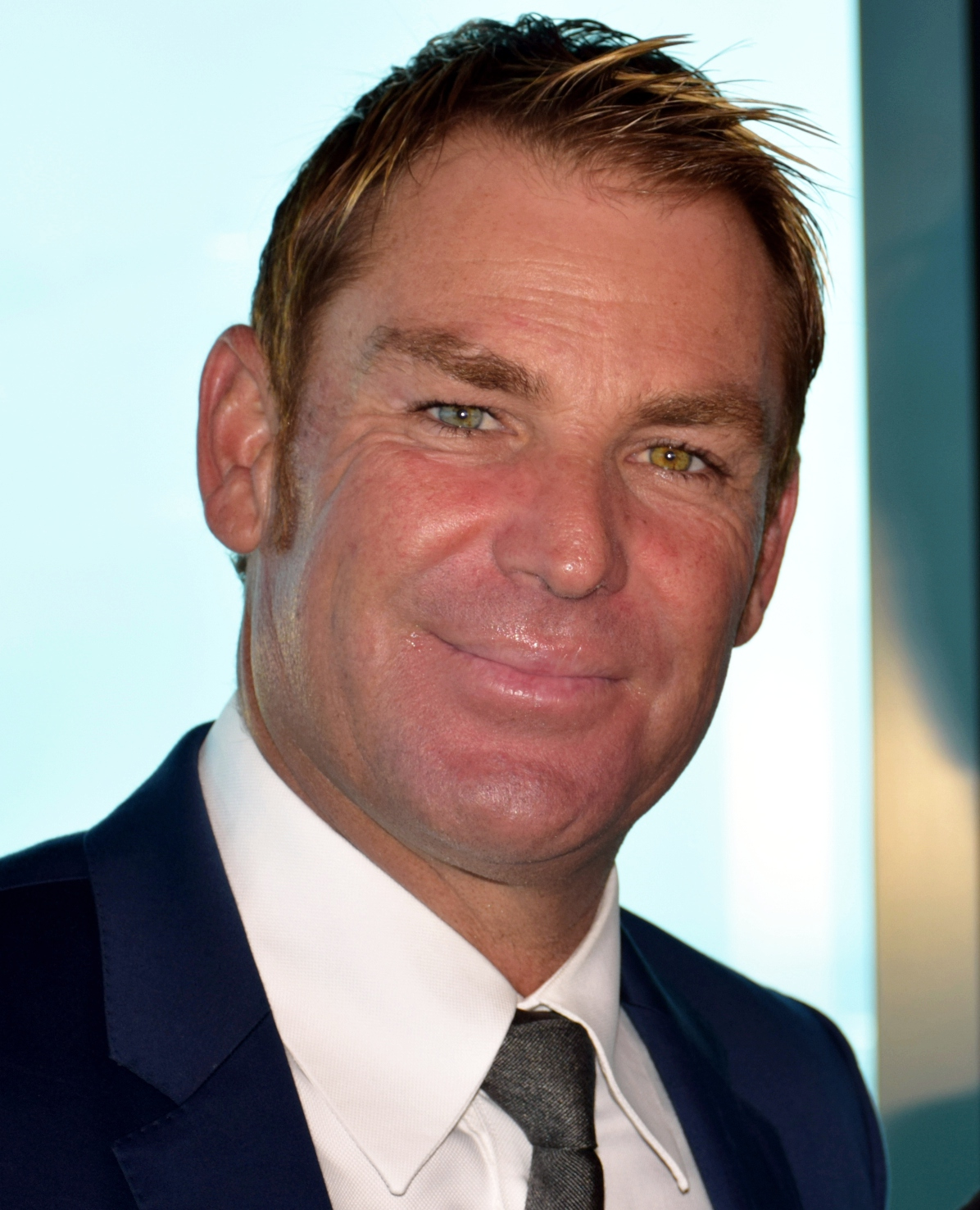
Shane Warne (1969–2022)

- Warneck, Giselher von († 1754), deutscher Ingenieur und Architekt
- Warneck, Gustav (1834–1910), deutscher evangelischer Theologe und Missionswissenschaftler
- Warneck, Hans (1882–1952), deutscher Pädagoge und Buchautor
- Warneck, Johannes (1867–1944), deutscher evangelischer Missionar, Übersetzer, Kirchenleiter, Theologe und Autor
- Warneck, Martin (1869–1943), deutscher Verlagsbuchhändler
- Warneck, Wilfried (1929–2015), deutscher evangelischer Theologe
- Warnecke, Arthur, deutscher Fußballspieler
- Warnecke, Berthold (* 1971), deutscher Musikwissenschaftler, Dramaturg und Operndirektor in Würzburg
- Warnecke, Bettina (* 1974), deutsche Kommunalpolitikerin (parteilos)
- Warnecke, Boris Wassiljewitsch (1874–1944), russischer Klassischer Philologe
- Warnecke, Dieter (1956–2019), deutscher Militär, Generalleutnant
- Warnecke, Erich (1904–1961), deutscher Maler
- Warnecke, Ferdinand (1898–1958), deutscher Gewerkschafter
- Warnecke, Frank (* 1965), deutscher Politiker (SPD), MdL
- Warnecke, Friedrich (1837–1894), preußischer Beamter und Heraldiker
- Warnecke, Friedrich (1898–1968), deutscher Generalmajor im Zweiten Weltkrieg
- Warnecke, Georg (1883–1962), deutscher Landgerichtsdirektor und Entomologe
- Warnecke, Günter (* 1929), deutscher Meteorologe und emeritierter Hochschullehrer
- Warnecke, Günter (1937–2024), deutscher Ingenieur und Hochschullehrer
- Warnecke, Hans (1900–1988), deutscher Gestalter von Schmuck, Lampen und Gerät, Produktgestalter und Hochschullehrer
- Warnecke, Hans-Jürgen (1934–2019), deutscher Wissenschaftler
- Warnecke, Heinrich (1923–1995), deutscher Politiker (CDU), MdL
- Warnecke, Heinz (* 1953), deutscher Betriebswirt, Historiker und Buchautor
- Warnecke, Johann Conrad (1817–1893), Hamburger Kaufmann und Abgeordneter
- Warnecke, Karsten (* 1960), deutscher Diplomat
- Warnecke, Klaus (* 1943), deutscher Politiker (SPD), MdL
- Warnecke, Mark (* 1970), deutscher Schwimmer
- Warnecke, Rudolf (1905–1994), deutscher Grafiker und Holzschneider
- Warnecke, Torsten (* 1962), deutscher Politiker (SPD), MdLTorsten Warnecke (* 1962)

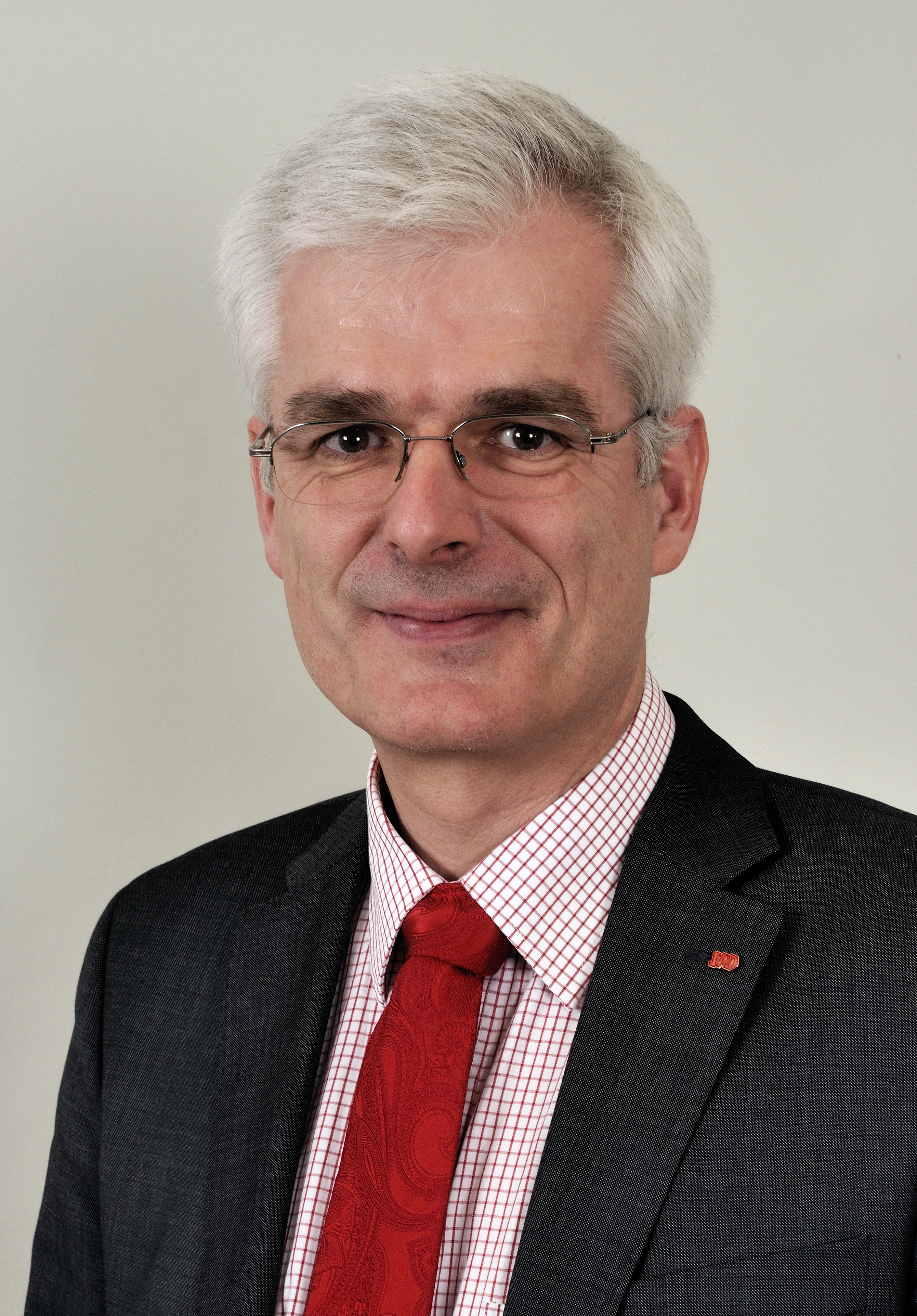
Torsten Warnecke (* 1962)

- Warneford, Reginald Alexander John (1891–1915), Offizier der Royal Naval Air Service (RNAS)
- Warnek, Alexander Iwanowitsch (1858–1930), russischer Polarforscher
- Warnek, Bianca (* 1986), deutsche Schauspielerin
- Warneke, Ehrhard (1934–2019), deutscher Regisseur und Operndirektor
- Warneke, Heinz (1895–1983), deutsch-amerikanischer Bildhauer
- Warneke, Helmut (1927–2017), deutscher Silberschmied und Produktdesigner
- Warneke, Lothar (1936–2005), deutscher Regisseur und Drehbuchautor
- Warneken, Bernd Jürgen (* 1945), deutscher Volkskundler
- Warneken, Emil (1885–1976), deutscher Jurist, Landgerichtsdirektor in Bremen
- Warnekros, David Wilhelm (1743–1809), deutscher Rechtsgelehrter und Konsistorialdirektor
- Warnekros, Ehregott Ulrich (1779–1830), deutscher Mediziner, Stadtphysikus von Greifswald
- Warnekros, Heinrich Ehrenfried (1752–1807), deutscher Philologe und Gymnasiallehrer
- Warnekros, Kurt (1882–1949), deutscher Gynäkologe
- Warnemünde, Ludwig (1916–2002), deutscher Leichtathlet
- Warnemünde, Wolfgang (* 1953), deutscher Leichtathlet
- Warner, Adam (* 1997), englischer Dartspieler
- Warner, Adoniram J. (1834–1910), US-amerikanischer Politiker
- Warner, Albert (1884–1967), polnisch-US-amerikanischer FilmproduzentAlbert Warner (1884–1967)

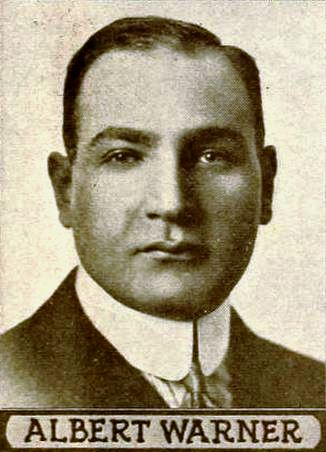
Albert Warner (1884–1967)

- Warner, Alcalde T. (1923–2004), trinidadischer Jurist
- Warner, Alister (* 1984), Fußballspieler von St. Kitts und Nevis
- Warner, Amelia (* 1982), britische Schauspielerin und Musikerin
- Warner, Anna Bartlett (1827–1915), US-amerikanische Schriftstellerin, Dichterin und Kirchenlieddichterin
- Warner, Anne (* 1954), US-amerikanische Ruderin
- Warner, Annette (* 1970), deutsche Mathematikhistorikerin und Ägyptologin
- Warner, Aron, US-amerikanischer Filmproduzent
- Warner, Bonny (* 1962), US-amerikanische Rennrodlerin und Bobsportlerin
- Warner, Brad (* 1964), US-amerikanischer Zen-Meister und Autor
- Warner, Brian D. (* 1952), US-amerikanischer Astronom und Asteroidenentdecker
- Warner, Carolyn (1930–2018), US-amerikanische Unternehmensberaterin, Marketingberaterin, Geschäftsfrau, Dozentin und Politikerin
- Warner, Charles Dudley (1829–1900), amerikanischer Jurist, Journalist und Schriftsteller
- Warner, Charles J. (1875–1955), US-amerikanischer Politiker
- Warner, Collen (* 1988), US-amerikanischer Fußballspieler
- Warner, Cornell (* 1948), US-amerikanischer Basketballspieler
- Warner, Curt (* 1961), US-amerikanischer Footballspieler
- Warner, Damian (* 1989), kanadischer ZehnkämpferDamian Warner (* 1989)

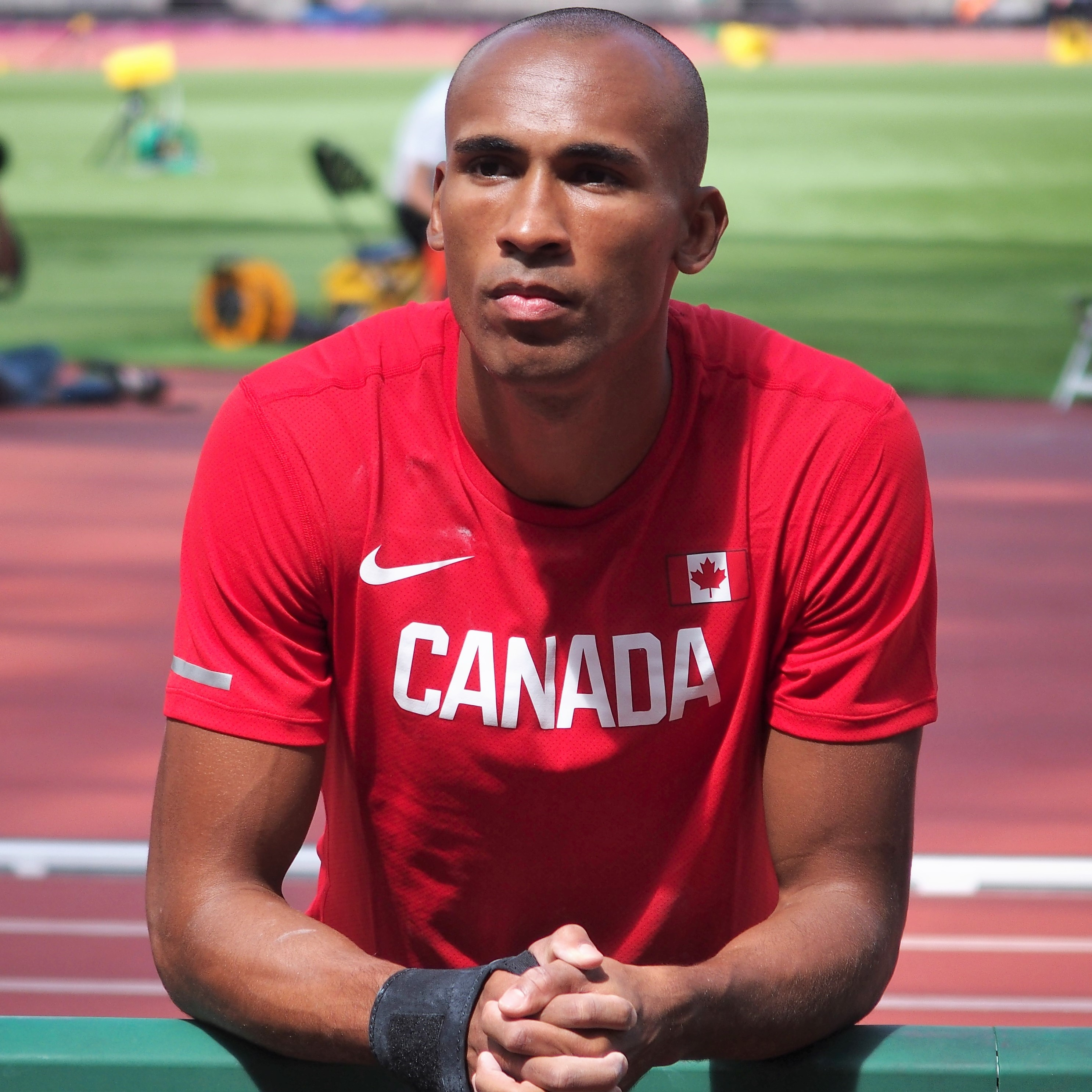
Damian Warner (* 1989)

- Warner, Daniel Bashiel (1815–1880), amerikanisch-liberianischer Politiker
- Warner, Daniel Sidney (1842–1895), amerikanischer evangelikaler Theologe
- Warner, David (1941–2022), britischer SchauspielerDavid Warner (1941–2022)

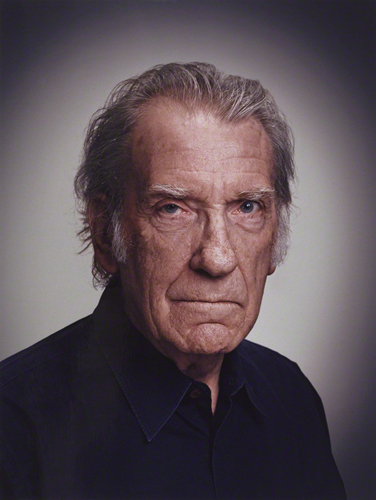
David Warner (1941–2022)

- Warner, David (* 1986), australischer Cricketspieler
- Warner, Deborah (* 1959), englische Theaterregisseurin
- Warner, Emily Howell (1939–2020), US-amerikanische Pilotin, erste Luftfahrtkapitänin
- Warner, Frank E. (1926–2011), US-amerikanischer Sound Designer und Sound Editor
- Warner, Frank W. (* 1938), US-amerikanischer Mathematiker
- Warner, Fred (* 1996), US-amerikanischer American-Football-Spieler
- Warner, Fred M. (1865–1923), US-amerikanischer Politiker
- Warner, Frederick (1910–2010), britischer Chemieingenieur
- Warner, Frederick (1918–1995), britischer Diplomat
- Warner, Garth (* 1940), US-amerikanischer Mathematiker
- Warner, George Redston (1879–1978), britischer Gesandter
- Warner, Graylin (1962–2025), US-amerikanischer Basketballspieler
- Warner, H. B. (1875–1958), US-amerikanischer Film- und Theaterschauspieler britischer Herkunft
- Warner, Harry (1881–1958), US-amerikanischer Filmproduzent
- Warner, Hendrik (* 2002), deutscher Basketballspieler
- Warner, Henry P. (1940–2014), US-amerikanischer Jazzmusiker
- Warner, Hiram (1802–1881), US-amerikanischer Politiker
- Warner, Jack (1895–1981), britischer Schauspieler
- Warner, Jack (* 1943), trinidadischer Geschäftsmann und Politiker
- Warner, Jack L. (1892–1978), kanadisch-US-amerikanischer Filmproduzent, Regisseur und Drehbuchautor
- Warner, Jean-Pierre (1924–2005), britischer Jurist
- Warner, John (1927–2021), US-amerikanischer Politiker
- Warner, John C. (* 1962), US-amerikanischer Chemiker
- Warner, John De Witt (1851–1925), US-amerikanischer Jurist und Politiker
- Warner, Julie (* 1965), US-amerikanische SchauspielerinJulie Warner (* 1965)

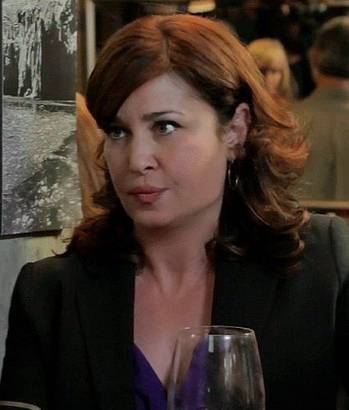
Julie Warner (* 1965)

- Warner, Justyn (* 1987), kanadischer Sprinter
- Warner, Kai (1926–1982), deutscher Orchesterleiter, Produzent, Arrangeur und Komponist
- Warner, Karl (1908–1995), US-amerikanischer Sprinter und Olympiasieger
- Warner, Kate (* 1948), australische Juristin, Gouverneurin von Tasmanien
- Warner, Keith (* 1956), britischer Opernregisseur und Bühnenbildner
- Warner, Koko, US-amerikanische Umweltwissenschaftlerin für Klimawandel und Migration
- Warner, Kurt (* 1971), US-amerikanischer American-Football-Spieler und Arena-Football-Spieler
- Warner, Langdon (1881–1955), US-amerikanischer Kunsthistoriker, Archäologe und Professor an der Harvard University
- Warner, Leo (* 1980), britischer Videodesigner
- Warner, Levi (1831–1911), amerikanischer Politiker
- Warner, Levinus († 1665), deutscher Orientalist, Manuskriptensammler und Diplomat
- Warner, Malcolm-Jamal (1970–2025), US-amerikanischer SchauspielerMalcolm-Jamal Warner (1970–2025)

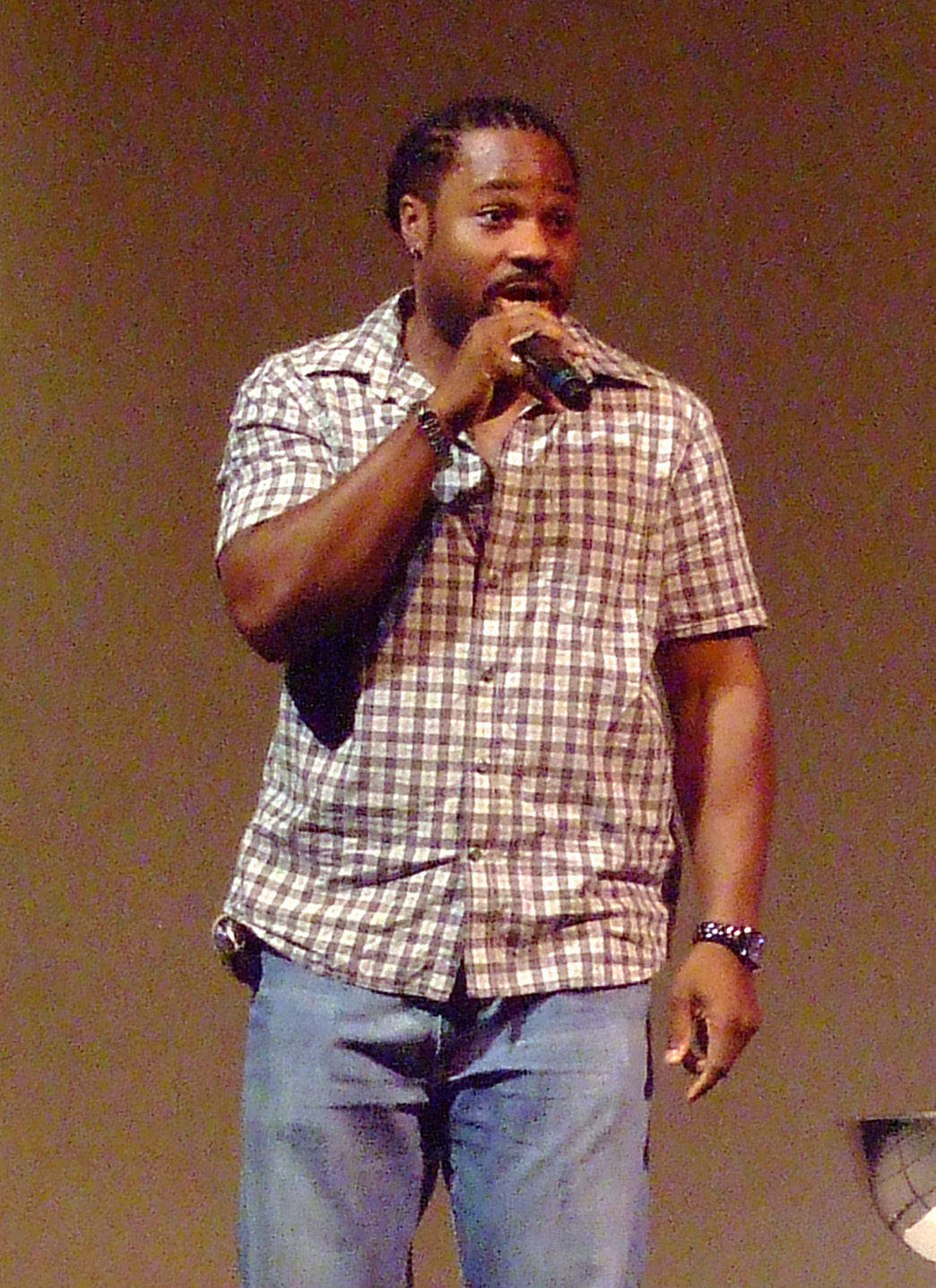
Malcolm-Jamal Warner (1970–2025)

- Warner, Marina (* 1946), britische Literaturhistorikerin und Schriftstellerin
- Warner, Mark (* 1954), US-amerikanischer Filmeditor
- Warner, Mark (* 1954), US-amerikanischer Politiker
- Warner, Martin (* 1958), britischer anglikanischer Theologe; Bischof von Chichester
- Warner, Mary Wynne (1932–1998), walisische Mathematikerin und Hochschullehrerin
- Warner, Michael (* 1958), US-amerikanischer Hochschullehrer und Autor
- Warner, Norman (* 1940), britischer Politiker, Mitglied des House of Lords
- Warner, Oliver (1903–1976), britischer Marinehistoriker
- Warner, Paris (* 1998), US-amerikanische Schauspielerin
- Warner, Peter (1939–2007), britischer Tierillustrator
- Warner, Rex (1905–1986), britischer Schriftsteller, Philologe und Übersetzer
- Warner, Richard (1835–1915), US-amerikanischer Politiker
- Warner, Sam (1887–1927), US-amerikanischer FilmproduzentSam Warner (1887–1927)

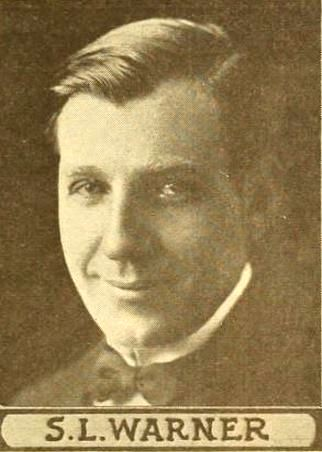
Sam Warner (1887–1927)

- Warner, Samuel L. (1828–1893), US-amerikanischer Politiker
- Warner, Sidney S. (1829–1908), US-amerikanischer Politiker
- Warner, Steven, Spezialeffektdesigner
- Warner, Susan (1819–1885), US-amerikanische Schriftstellerin, Dichterin und Kirchenlieddichterin
- Warner, Thomas (1580–1649), britischer Kapitän, Entdecker in der Karibik, Gouverneur von St. Christopher und von Antigua
- Warner, Tony (* 1974), englischer Fußballspieler
- Warner, Ty (* 1944), US-amerikanischer Unternehmer
- Warner, Vespasian (1842–1925), US-amerikanischer Politiker
- Warner, Walter († 1643), britischer Mathematiker und Alchemist
- Warner, Willard (1826–1906), US-amerikanischer Offizier und Politiker
- Warner, William († 1609), englischer Dichter
- Warner, William (1840–1916), US-amerikanischer Politiker
- Warner, William Lloyd (1898–1970), US-amerikanischer Anthropologe und Sozialpsychologe
- Warner-Judd, Jessica (* 1995), britische Mittelstreckenläuferin
- Warnerbring, Östen (1934–2006), schwedischer Komponist und Sänger
- Warnery, Charles-Emmanuel de (1720–1786), preußischer General und Militärtheoretiker
- Warnery, Henri (1859–1902), Schweizer Theologe, Romanist und Autor
- Warnery, Vincent (* 1968), französischer Betriebswirt und Manager
- Warnes, Alfred (1936–2020), österreichischer Schriftsteller
- Warnes, Ignacio (1772–1816), argentinischer Oberst
- Warnes, Jennifer (* 1947), US-amerikanische Sängerin
- Warneville, Ralph de, Lordkanzler von England, Schatzmeister von York, sowie Bischof von Lisieux
- Warneyer, Otto (1867–1941), deutscher Reichsgerichtsrat
- Warngård, Fred (1907–1950), schwedischer Hammerwerfer
- Warnholtz, Aiden (* 2000), kanadischer Basketballspieler
- Warnholtz, Rudolf (1906–1993), deutscher Hockeyspieler
- Warnholz, Karl-Heinz (* 1944), deutscher Politiker (CDU), MdHB
- Warnick, Johann Friedrich (1768–1851), Berliner Theater- und Hoffriseur
- Warnick, Klaus-Jürgen (* 1952), deutscher Politiker (parteilos), MdB
- Warnicke, Heike (* 1966), deutsche Eisschnellläuferin
- Warnicke, Sigrid (* 1937), deutsche Politikerin (SPD), MdL
- Warnier, Jean-Pierre (* 1939), französischer Ethnologe und Hochschullehrer
- Warnier, Vincent (* 1967), französischer Organist
- Warnig, Matthias (* 1955), deutscher Manager und DDR-Spion
- Warning, Ami (* 1996), deutsche Singer-Songwriterin, Pop-, Soul- und ReggaesängerinAmi Warning (* 1996)

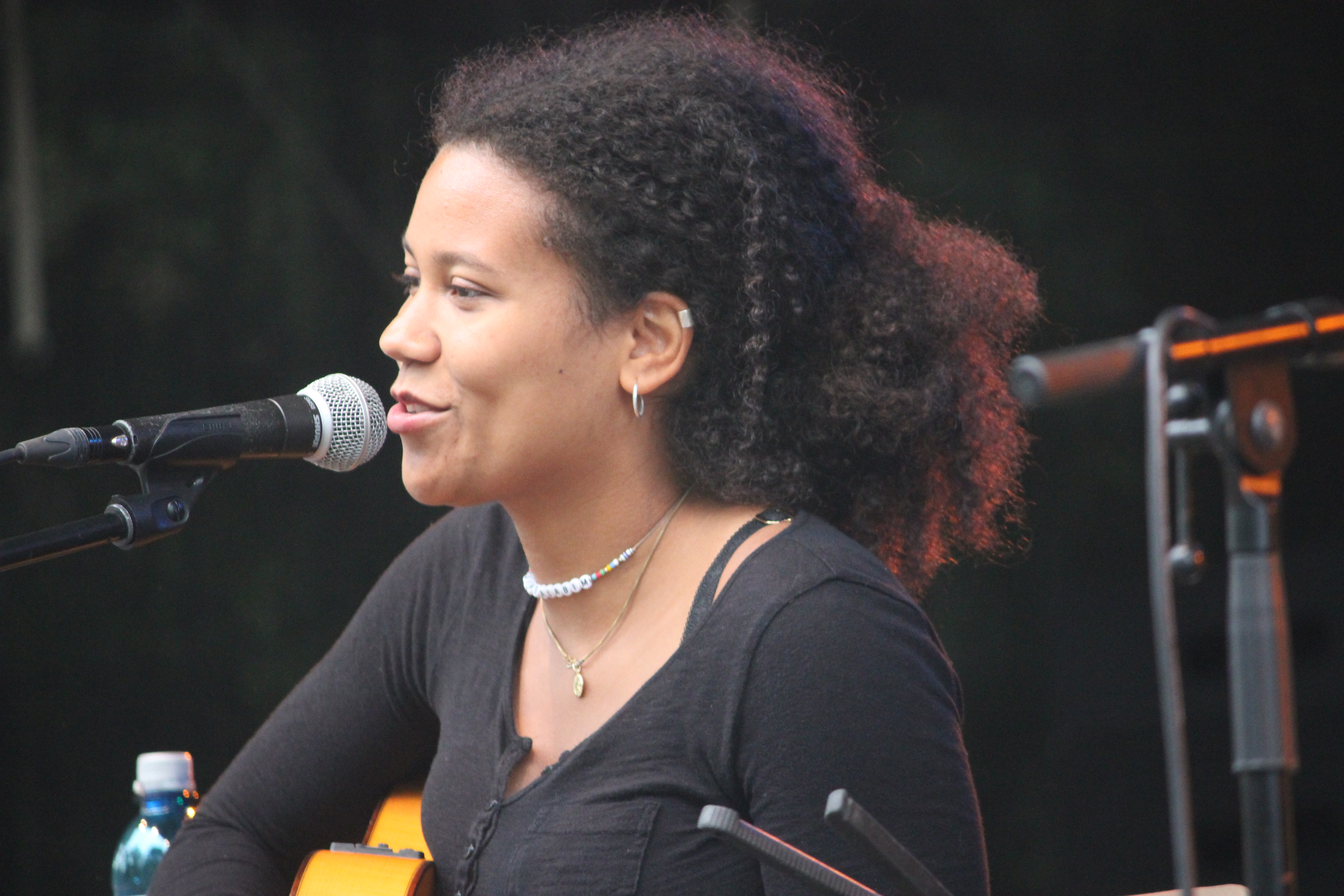
Ami Warning (* 1996)

- Warning, Claudia (* 1962), deutsche Geografin und Stadtplanerin
- Warning, Rainer (1936–2024), deutscher Romanist
- Warning, Wally, niederländischer Roots-, Reggae-, Ragga-, Latin-Sänger
- Warning, Walter (1917–2002), deutscher Fußballtorhüter
- Warning-Rippen, Gerda (* 1942), deutsche Malerin und Theaterpädagogin
- Warninghoff, Henni (1892–1962), deutsche Sportfunktionärin und Herausgeberin, galt als „wohl bedeutendste Frau der Deutschen Turnerschaft“
- Warnke, Ansgarius (1905–1943), deutscher römisch-katholischer Ordensmann, Missionar und Märtyrer
- Wärnke, Birgit (* 1978), deutsche Autorin, Regisseurin, Dokumentarfilmerin und Journalistin
- Warnke, Brunislaus (1883–1958), deutscher Politiker (Zentrum, CDU), MdR
- Warnke, Camilla (* 1931), deutsche Philosophin
- Warnke, Edmundo (* 1951), chilenischer Leichtathlet
- Warnke, Else (1908–1975), deutsche Politikerin (SPD), MdL
- Warnke, Götz (* 1957), deutscher Technikhistoriker, freier Journalist und Autor
- Warnke, Helmuth (1908–2003), deutscher Maler, Redakteur, Politiker (KPD) und Publizist
- Warnke, Herbert (1902–1975), deutscher Politiker (KPD, SED), MdR, MdV, Vorsitzender des FDGB und Mitglied des Politbüros des Zentralkomitees der SED in der DDR
- Warnke, Ingo (* 1942), deutscher Psychologe
- Warnke, Ingo H. (* 1963), deutscher Sprachwissenschaftler
- Warnke, Jan-Peter (* 1959), deutscher Politiker (BSW) und Mitglied des Europäischen ParlamentsJan-Peter Warnke (* 1959)

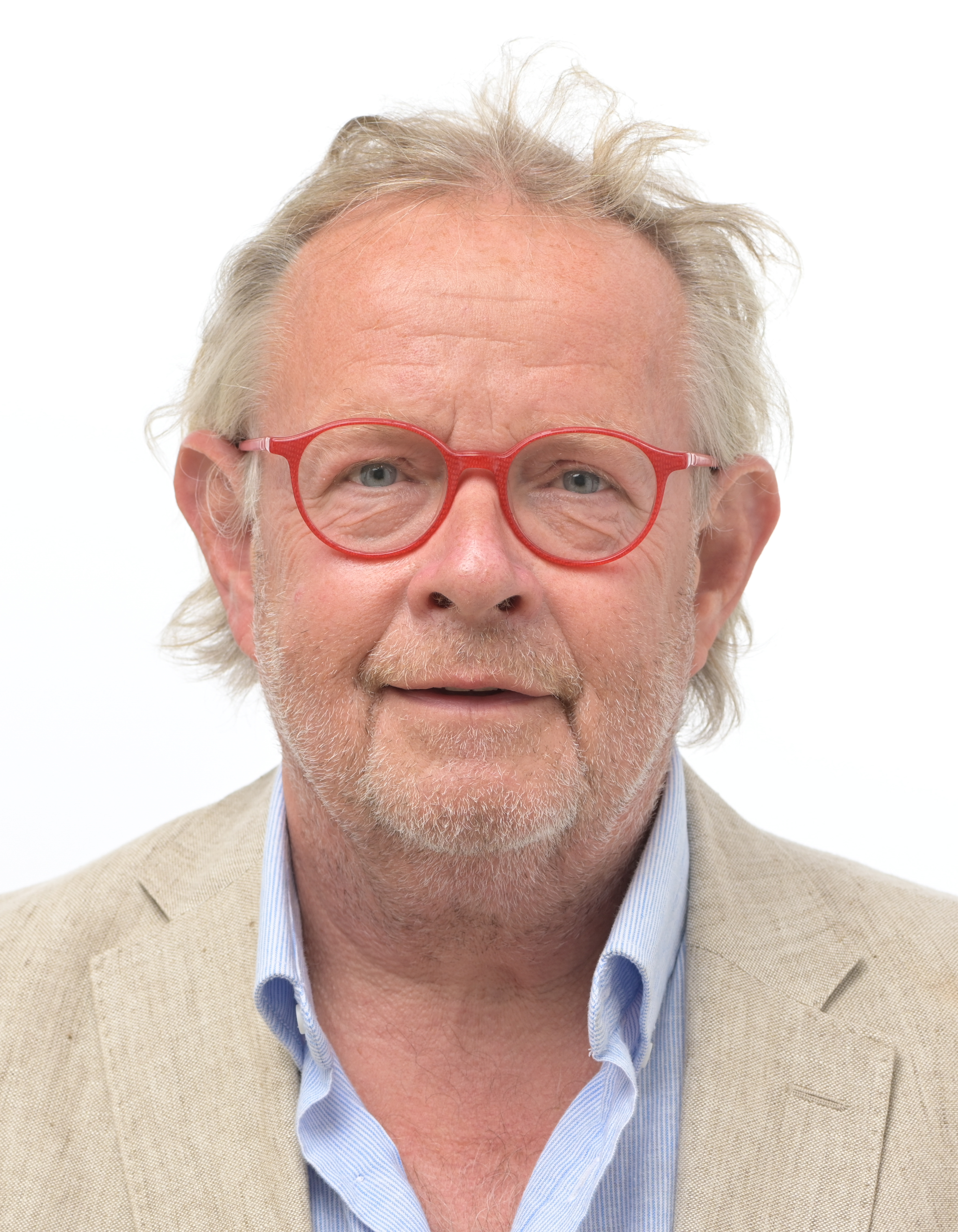
Jan-Peter Warnke (* 1959)

- Warnke, Johannes (1896–1984), deutscher Politiker (KPD, SED), MdV
- Warnke, Jürgen (1932–2013), deutscher Jurist und Politiker (CSU), MdL, MdB
- Warnke, Kirstin (* 1981), deutsche Schauspielerin
- Warnke, Martin (1937–2019), deutscher Kunsthistoriker
- Warnke, Martin (* 1955), deutscher Informatiker
- Warnke, Pedro (* 1945), deutscher Grafikdesigner (unter anderem des Posthörnchens)
- Warnke, Rudolf (* 1927), deutscher Psychologe (Militärpsychologie) und Publizist
- Warnke, Ulrich (* 1945), deutscher Physiker und Hochschullehrer
- Warnke, Uwe (* 1956), deutscher Schriftsteller und Verleger
- Warnken, Heinz (1912–1943), deutscher Fußballspieler
- Warnken, Stefan (* 1986), deutscher Tanzsporttrainer und Choreograph im Formationstanzen (Latein)
- Warnking, Franz (1905–1991), deutscher Politiker (CDU), MdBB
- Warnking, Rudolf (1937–2025), deutscher Jurist und Hochschulrektor, Politiker (CDU), MdL
- Warnkönig, Leopold August (1794–1866), deutscher Jurist
- Wärnlöf, Anna Lisa (1911–1987), schwedische Schriftstellerin, Übersetzerin und Kolumnistin
- Wärnmark, Daniel (* 1974), schwedischer Fußballschiedsrichterassistent
- Warnock, Archibald, US-amerikanischer Astronom und Asteroidenentdecker
- Warnock, Cleve, US-amerikanischer Rockabilly-Musiker
- Warnock, David (* 1962), britischer Autorennfahrer
- Warnock, Grant (* 1971), britischer Schauspieler
- Warnock, John (1940–2023), US-amerikanischer UnternehmerJohn Warnock (1940–2023)

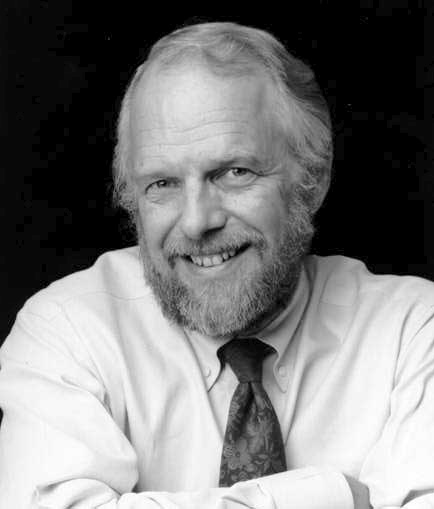
John Warnock (1940–2023)

- Warnock, Mary, Baroness Warnock (1924–2019), britische Philosophin, Lehrerin, Hochschullehrerin und Autorin
- Warnock, Neil (* 1948), englischer Fußballspieler und -trainer
- Warnock, Raphael (* 1969), amerikanischer Baptistenpastor, Schriftsteller und Politiker der Demokratischen Partei
- Warnock, Stephen (* 1981), englischer Fußballspieler
- Warnock, William (1911–1986), irischer Diplomat
- Warnock, William R. (1838–1918), US-amerikanischer Politiker
- Warnod, André (1885–1960), französischer Goguettier, Kunstkritiker, Schriftsteller und Zeichner
- Warnotte, Daniel (1871–1949), belgischer Soziologe
- Warnow, Tandy (* 1955), US-amerikanische Informatikerin und Hochschullehrerin
- Warns, Guntbert (* 1959), deutscher Schauspieler und Kabarettist
- Warns, Johannes (1874–1937), deutscher evangelischer Theologe und Leiter der Bibelschule Wiedenest
- Warnsdorf, Hans von, böhmischer Adeliger, Landeshauptmann von Glatz, Münsterberg und Frankenstein
- Warnstedt, Adolf von (1813–1897), deutscher Beamter und Politiker
- Warnstedt, Friedrich von (1785–1836), dänischer Beamter
- Warnstorf, Carl (1837–1921), deutscher Lehrer, Florist und Bryologe
- Warny, Heinz (1945–2020), belgischer Journalist und Chefredakteur
- Warny, Sophie (* 1969), belgisch-amerikanische Palynologin und Hochschullehrerin

### Waro
- Waroschitz, Maja (* 2006), österreichische Skirennläuferin
- Warot, Victor (1834–1906), belgischer Gesangspädagoge und Opernsänger (Tenor)
- Warot-Fourdrignier, Marie-Noëlle (* 1956), französische Fußballspielerin

### Warp
- Warpalawa, König des anatolischen Kleinstaates Tuwana
- Warpechowski, Jolanta (* 1947), österreichische Produzentin, Regisseurin und Drehbuchautorin
- Warpechowski, Zbigniew (* 1938), polnischer Performance-, Konzeptkünstler und Szenenbildner
- Warpy, Victoria (* 1997), belgische Leichtathletin

### Warr
- Warr, George de la (1904–1969), englischer Bauingenieur und Radionikpionier
- Warr, Peter (1938–2010), britischer Automobilrennfahrer und Motorsportfunktionär
- Warraich, Sohail (* 1962), pakistanischer Journalist, Fernsehmoderator, Analyst und Medienpersönlichkeit
- Warrāq, Muhammad ibn Yūsuf al- (* 904), spanischer Händler, Reisender und Geograph
- Warré, Émile (1867–1951), französischer Geistlicher und Imker
- Warren G (* 1970), US-amerikanischer Rapper
- Warren, Acquanetta (* 1956), US-amerikanische Politikerin
- Warren, Alan (* 1935), britischer Segler
- Warren, Alex (* 2000), US-amerikanischer Popmusiker und VideobloggerAlex Warren (* 2000)

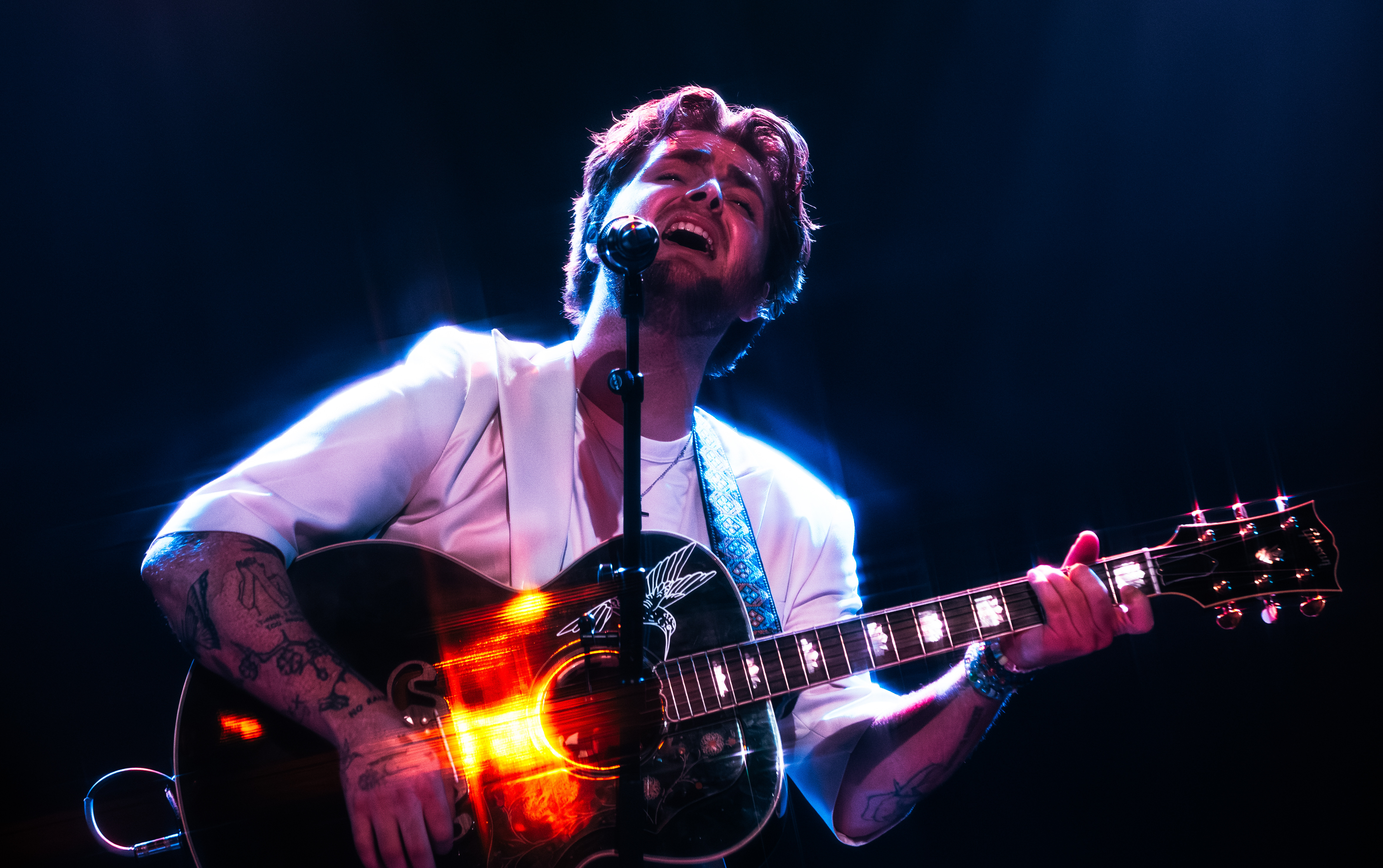
Alex Warren (* 2000)

- Warren, Allan (* 1948), britischer Fotograf, Schriftsteller und Schauspieler
- Warren, Amanda (* 1982), US-amerikanische Schauspielerin
- Warren, Amy, US-amerikanische Schauspielerin
- Warren, Andrea, Art Mangerin und Filmproduzentin
- Warren, Annette (* 1922), US-amerikanische Sängerin
- Warren, Baby Boy (1919–1977), US-amerikanischer Blues-Sänger und Gitarrist
- Warren, Ben (1879–1917), englischer Fußballspieler
- Warren, Bertram Eugene (1902–1991), amerikanischer Kristallograph
- Warren, Bill (1943–2016), US-amerikanischer Filmhistoriker und Filmkritiker
- Warren, Branch (* 1975), US-amerikanischer Bodybuilder
- Warren, Butch (1939–2013), US-amerikanischer Jazzmusiker (Bass, Komposition)
- Warren, Cash (* 1979), US-amerikanischer Filmproduzent
- Warren, Charles (1840–1927), britischer Archäologe, General und Chef der Londoner Polizei
- Warren, Charles Knighton (* 1856), britischer Maler
- Warren, Charles Marquis (1912–1990), US-amerikanischer Filmregisseur, Drehbuchautor und Filmproduzent
- Warren, Charles Sumner (1842–1933), kanadischer Orgelbauer
- Warren, Chris (* 1990), US-amerikanischer Schauspieler
- Warren, Cornelius (1790–1849), US-amerikanischer Jurist und Politiker
- Warren, David, Szenenbildner und Artdirector
- Warren, David (1925–2010), australischer Wissenschaftler und Erfinder des Flugschreibers
- Warren, David (* 1956), britischer Mittelstreckenläufer
- Warren, David H. D., britischer Informatiker
- Warren, Diane (* 1956), US-amerikanische SongwriterinDiane Warren (* 1956)

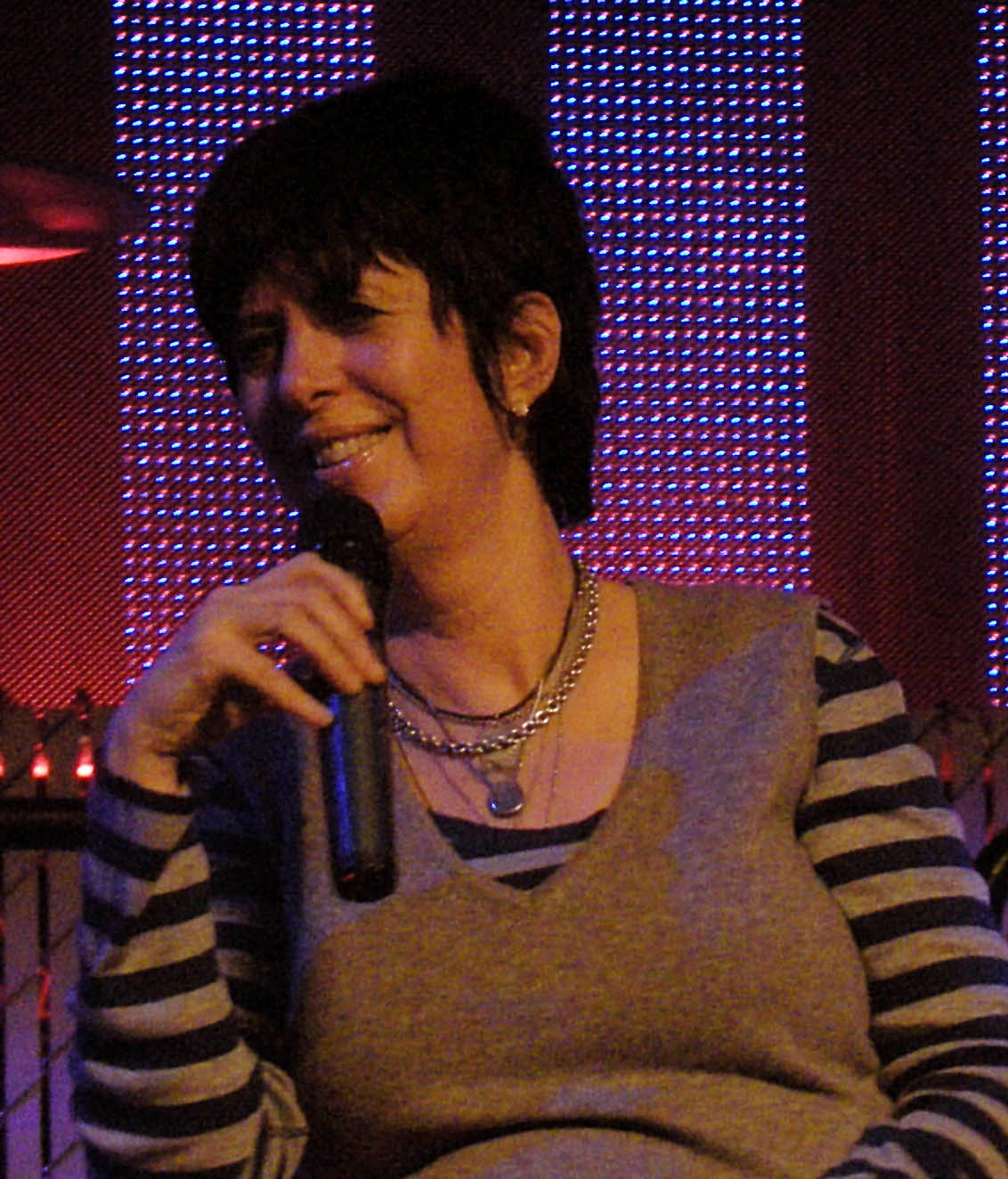
Diane Warren (* 1956)

- Warren, Douglas Joseph (1919–2013), australischer Geistlicher, römisch-katholischer Bischof
- Warren, Earl (1891–1974), US-amerikanischer Politiker und Oberster Richter der USA
- Warren, Earle (1914–1994), US-amerikanischer Jazzmusiker
- Warren, Ed (1926–2006), US-amerikanischer Dämonologe
- Warren, Eda (1903–1980), US-amerikanische Filmeditorin
- Warren, Edward A. (1818–1875), US-amerikanischer Politiker
- Warren, Elinor Remick (1900–1991), amerikanische Komponistin und Pianistin
- Warren, Elizabeth (* 1949), amerikanische Juristin und Politikerin der Demokratischen ParteiElizabeth Warren (* 1949)

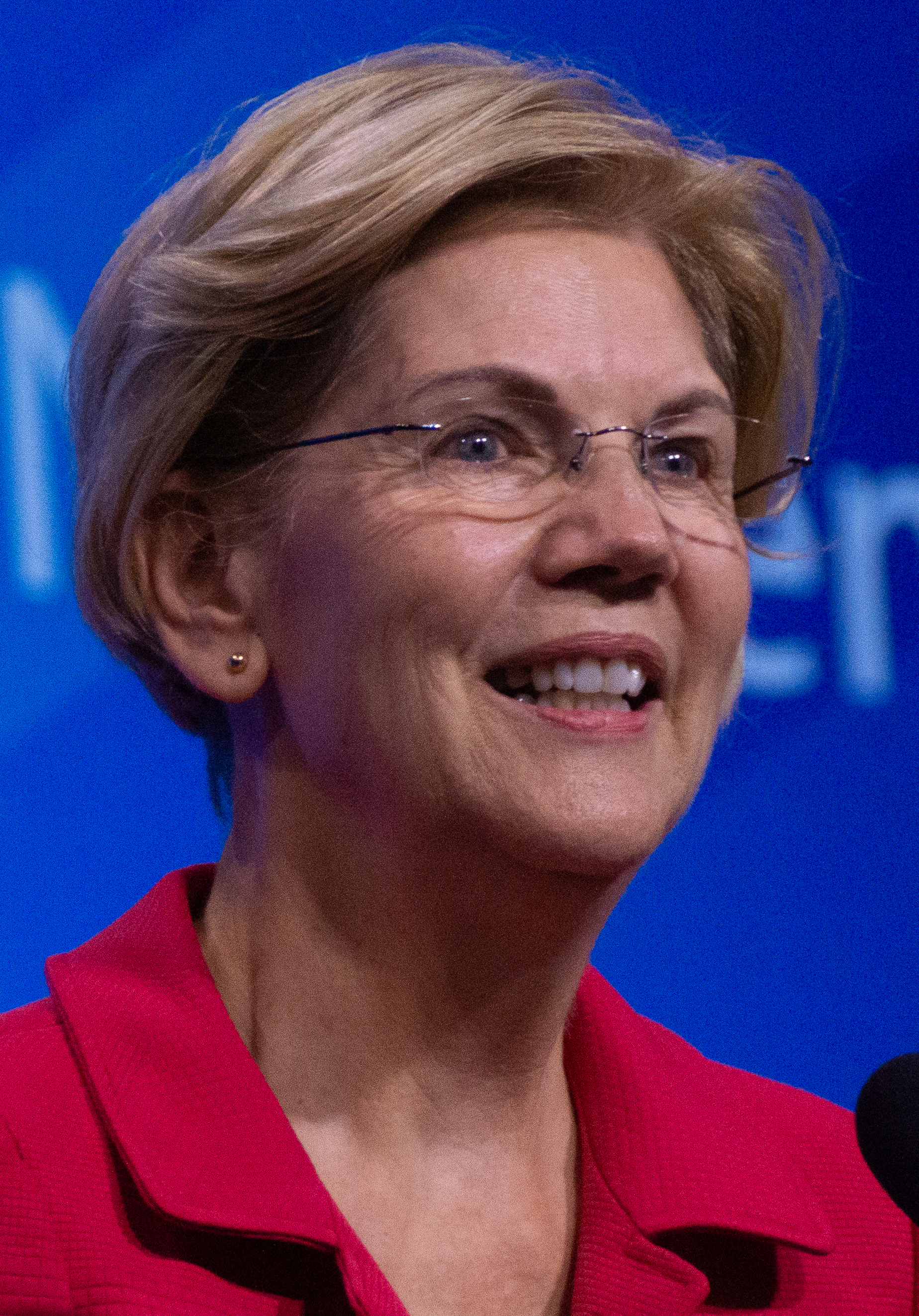
Elizabeth Warren (* 1949)

- Warren, Eric (* 1982), US-amerikanischer Snowboarder
- Warren, Estella (* 1978), kanadische Schauspielerin und Model
- Warren, Ethan (* 1991), australischer Wasserspringer
- Warren, Fletcher (1896–1992), US-amerikanischer Diplomat, Botschafter in Nicaragua, Paraguay, der Türkei und Venezuela
- Warren, Fran (1926–2013), US-amerikanische Jazz- und Popsängerin
- Warren, Francis E. (1844–1929), US-amerikanischer Politiker
- Warren, Frank (* 1952), englischer Boxpromoter
- Warren, Frederick Morris (1859–1931), US-amerikanischer Romanist
- Warren, Fuller (1905–1973), US-amerikanischer Politiker, Gouverneur von Florida
- Warren, Gary (* 1954), britischer Film- und Fernsehschauspieler
- Warren, Gavin (* 2008), US-amerikanischer KinderdarstellerGavin Warren (* 2008)

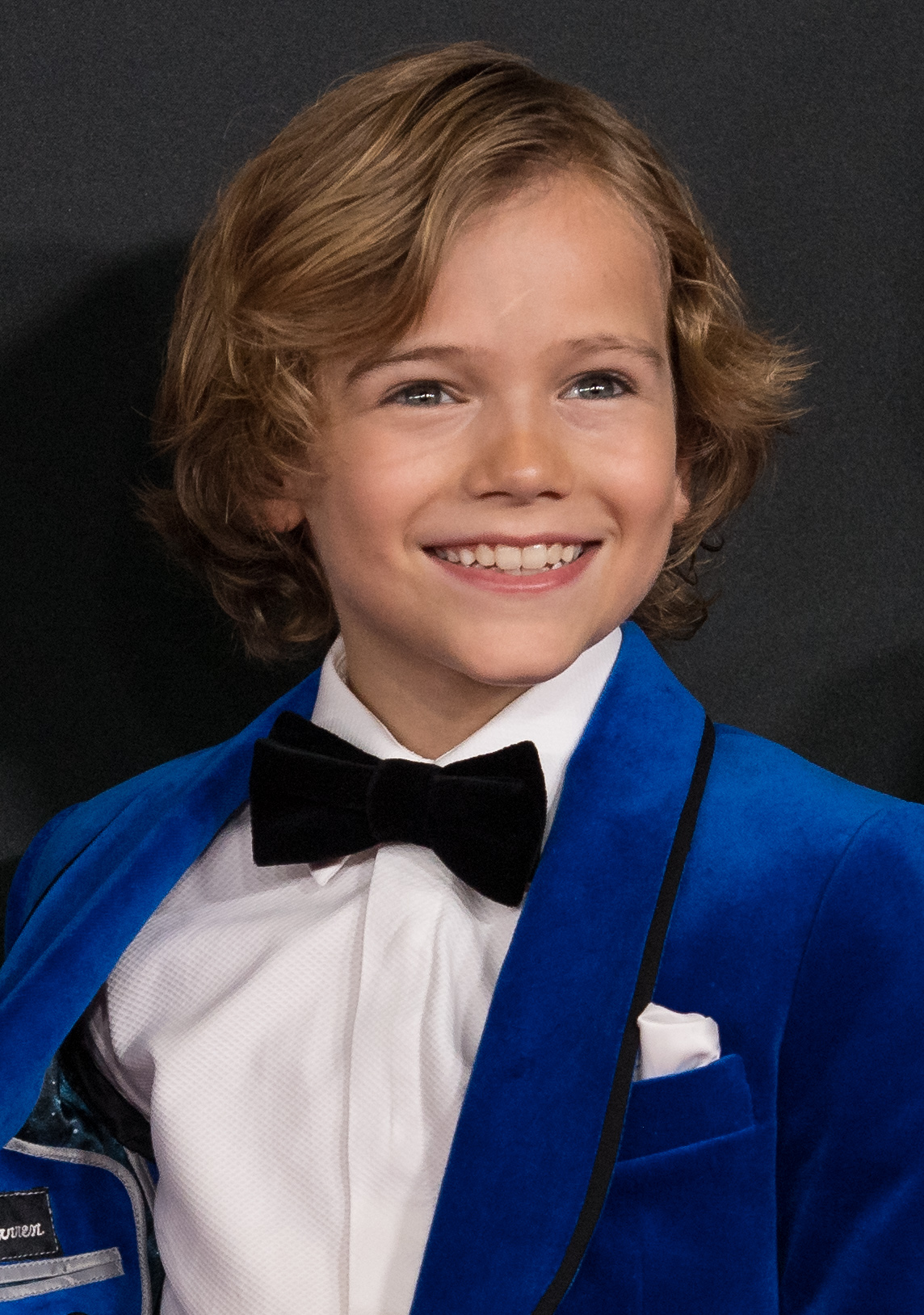
Gavin Warren (* 2008)

- Warren, Gene (1916–1997), US-amerikanischer Spezialeffektkünstler, Kurzfilmregisseur und -produzent sowie Filmfirmenmanager
- Warren, Gene Jr. (1941–2019), US-amerikanischer Spezialeffektekünstler
- Warren, Gloria (1926–2021), US-amerikanische Schauspielerin und Sängerin
- Warren, Gouverneur Kemble (1830–1882), General der US-Armee
- Warren, Guy (1923–2008), ghanaischer Jazz-Perkussionist
- Warren, Harry (1893–1981), US-amerikanischer Musiker, Komponist und Liedtexter
- Warren, Huw (* 1962), britischer Jazzpianist
- Warren, James (* 1974), klassischer Philologe und Philosophiehistoriker
- Warren, Jennifer (* 1941), US-amerikanische Schauspielerin und Regisseurin
- Warren, Jim (1936–2021), US-amerikanischer Computerspezialist
- Warren, John (* 1938), kanadischer Jazzkomponist und -instrumentalist
- Warren, John Collins (1778–1856), US-amerikanischer Chirurg
- Warren, John F. (1909–2000), US-amerikanischer Kameramann
- Warren, John, 3. Baron de Tabley (1835–1895), britischer Peer, Dichter, Numismatiker und Botaniker
- Warren, Johnny (1943–2004), australischer Fußballspieler und -trainer
- Warren, Joseph (1741–1775), erster amerikanischer Soldat, der im Amerikanischen Unabhängigkeitskrieg starb
- Warren, Joseph (* 1976), US-amerikanischer Ringer und Weltmeister
- Warren, Joseph M. (1813–1896), US-amerikanischer Politiker
- Warren, Josiah (1798–1874), US-amerikanischer Sozialreformer und Schriftsteller
- Warren, Julie (1919–1994), US-amerikanische Filmschauspielerin
- Warren, Karle (* 1992), US-amerikanische Schauspielerin
- Warren, Kelcy (* 1955), US-amerikanischer Unternehmer
- Warren, Kenny (* 1984), US-amerikanischer Jazzmusiker (Trompete)
- Warren, Kiersten (* 1965), US-amerikanische Schauspielerin
- Warren, Lavinia († 1919), US-amerikanische SchauspielerinLavinia Warren († 1919)

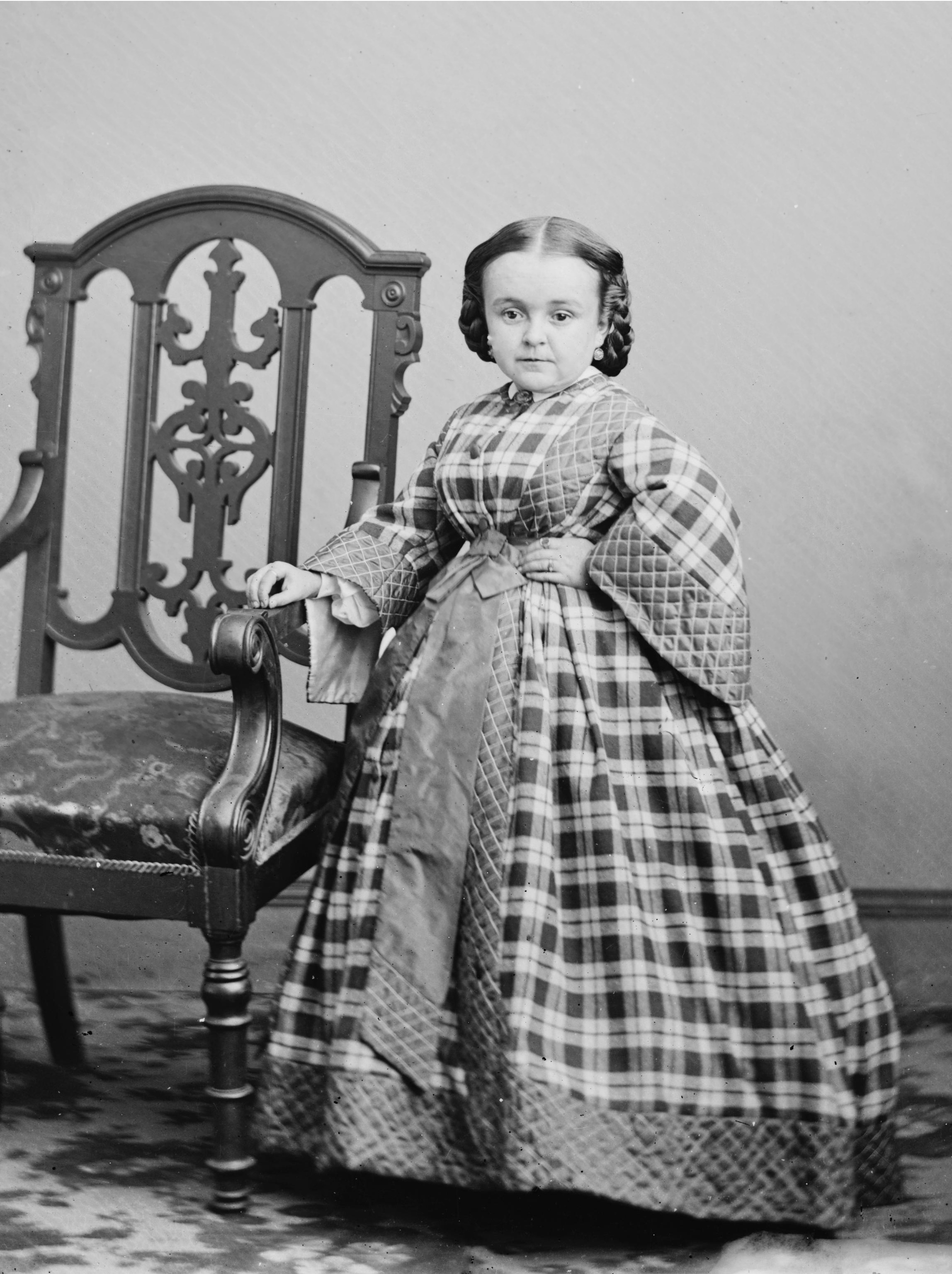
Lavinia Warren († 1919)

- Warren, Leonard (1911–1960), US-amerikanischer Opernsänger (Bariton)
- Warren, Lesley Ann (* 1946), US-amerikanische Schauspielerin
- Warren, Lindsay Carter (1889–1976), US-amerikanischer Politiker
- Warren, Lorraine (1927–2019), US-amerikanische DämonologinLorraine Warren (1927–2019)

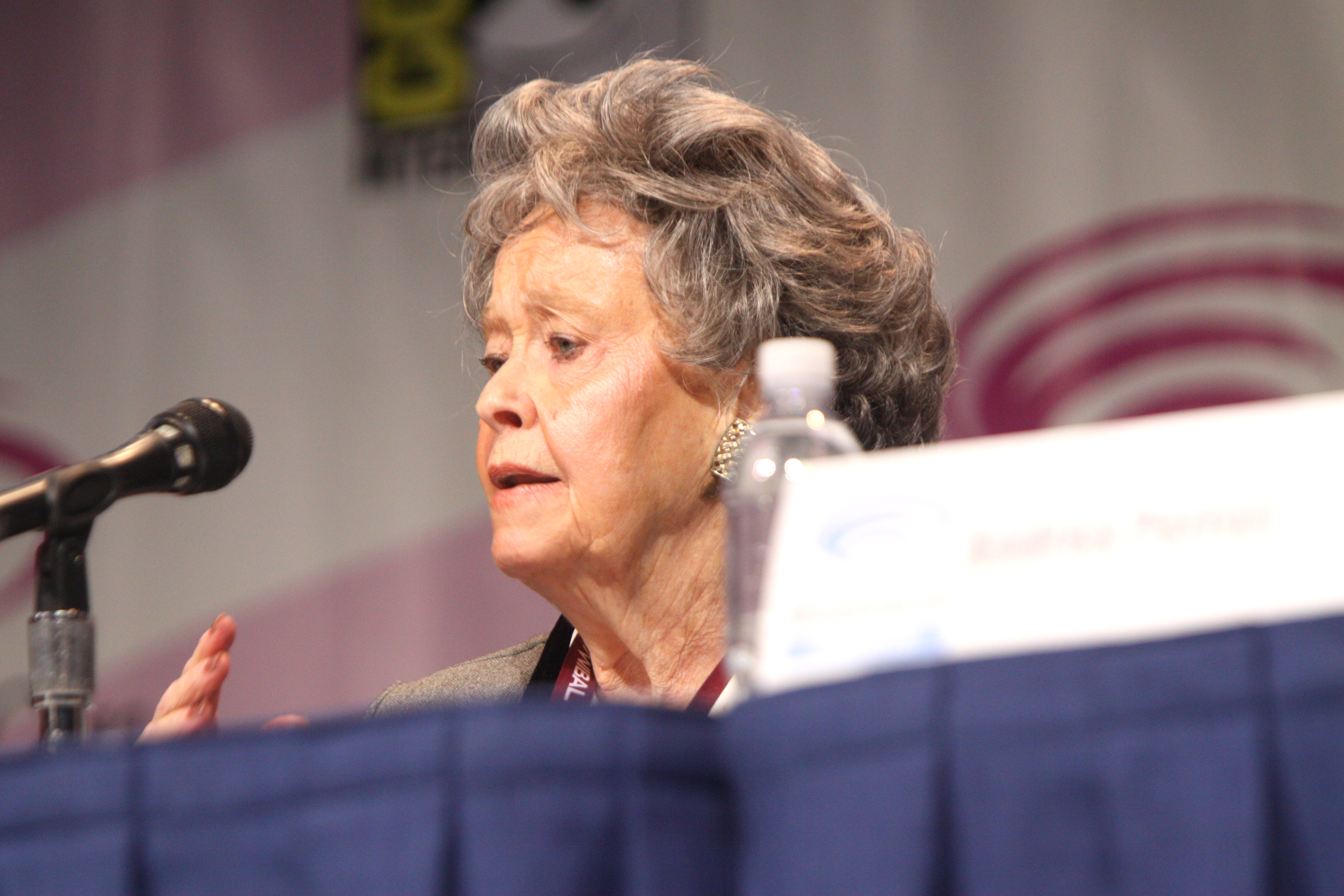
Lorraine Warren (1927–2019)

- Warren, Lott (1797–1861), US-amerikanischer Politiker
- Warren, Marc (* 1967), britischer Schauspieler
- Warren, Marc (* 1981), schottischer Golfer
- Warren, Marcia (* 1943), britische Schauspielerin
- Warren, Meralda (* 1959), Krankenschwester, Künstlerin und Schriftstellerin aus den Pitcairn-Inseln
- Warren, Mercy Otis (1728–1814), US-amerikanische Schriftstellerin und Historikerin
- Warren, Minton (1850–1907), US-amerikanischer Klassischer Philologe
- Warren, Morgan (* 1980), kanadischer Eishockeyspieler
- Warren, Nick (* 1968), englischer House-DJ und Musikproduzent
- Warren, Norman J. (1942–2021), britischer Filmregisseur
- Warren, Patricia Nell (1936–2019), US-amerikanische Schriftstellerin
- Warren, Peter (* 1935), amerikanischer Jazzbassist und Improvisationsmusiker
- Warren, Portious (* 1996), trinidadisch-tobagische Kugelstoßerin und Diskuswerferin
- Warren, Rachel, britische Klima- und Nachhaltigkeitswissenschaftlerin
- Warren, Raoul de (1905–1992), französischer Jurist, Schriftsteller, Historiker und Genealoge
- Warren, Rau’Shee (* 1987), US-amerikanischer Boxer
- Warren, Rebecca (* 1965), britische Künstlerin
- Warren, Rick (* 1954), US-amerikanischer baptistischer Geistlicher, Gründer der Saddleback Church in Lake Forest, Los Angeles; Bestsellerautor christlicher Bücher wie Leben mit VisionRick Warren (* 1954)

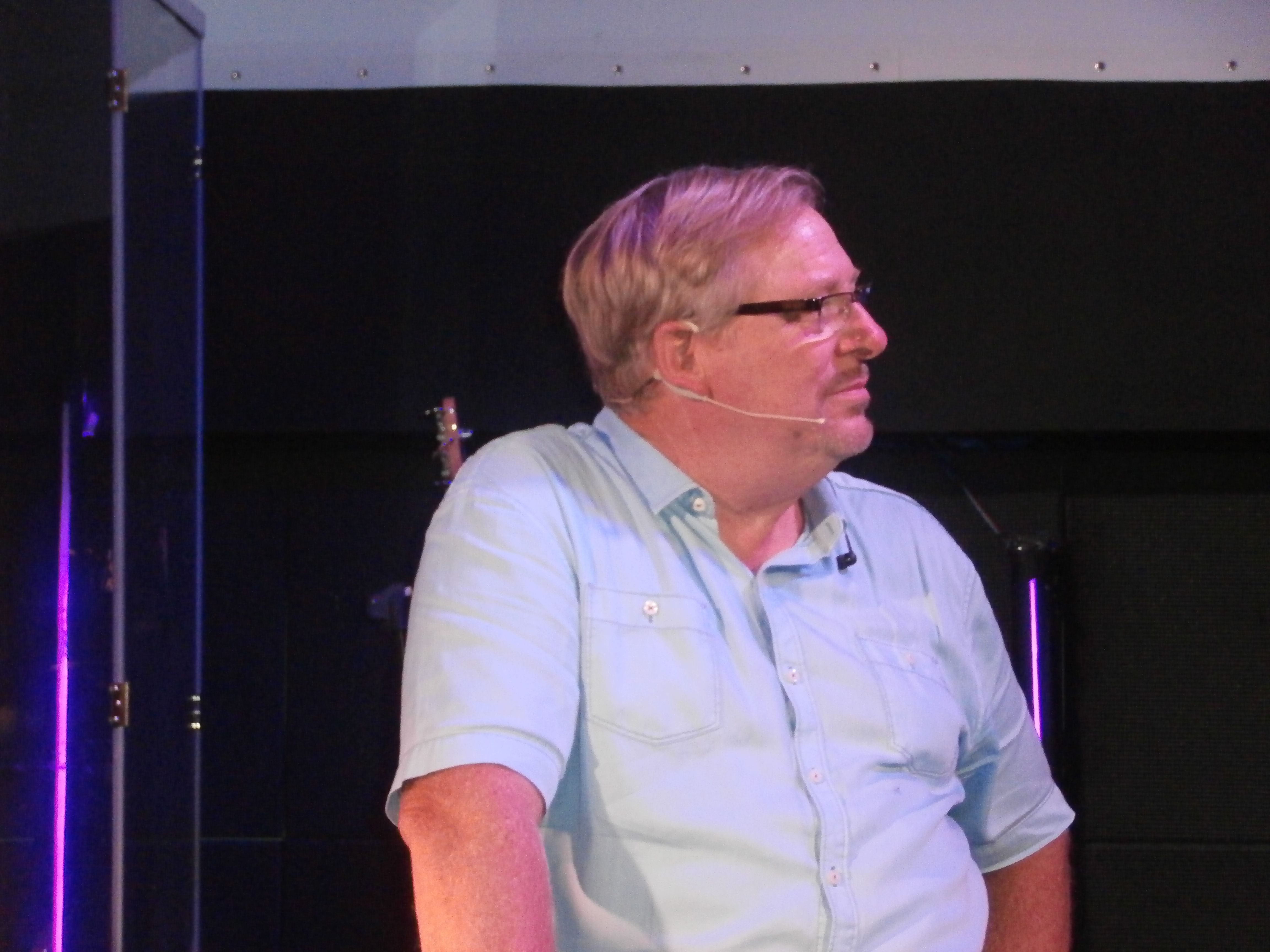
Rick Warren (* 1954)

- Warren, Robert H. (1917–2010), US-amerikanischer Offizier, Generalleutnant der US Air Force
- Warren, Robert Penn (1905–1989), US-amerikanischer Schriftsteller und Literaturkritiker
- Warren, Robin (1937–2024), australischer Pathologe und Nobelpreisträger für Physiologie und Medizin 2005
- Warren, Samuel D. (1852–1910), US-amerikanischer Jurist und Rechtsanwalt
- Warren, Samuel Prowse (1841–1915), kanadischer Organist, Komponist und Musikpädagoge
- Warren, Samuel Russell (1809–1883), kanadischer Orgelbauer
- Warren, Shields (1898–1980), US-amerikanischer Pathologe und Strahlenmediziner
- Warren, Stafford L. (1896–1981), US-amerikanischer Nuklearmediziner
- Warren, Stuart (1938–2020), britischer Chemiker
- Warren, T. J. (* 1993), US-amerikanischer Basketballspieler
- Warren, Tom (* 1951), US-amerikanischer Triathlet
- Warren, Tony (1936–2016), britischer Drehbuchautor und Schriftsteller
- Warren, Wayne (* 1962), walisischer Dartspieler
- Warren, William W. (1834–1880), US-amerikanischer Politiker
- Warren, William Whipple (1825–1853), US-amerikanischer Historiker und Politiker
- Warren-Gash, Haydon Boyd (* 1949), britischer Botschafter
- Warren-Peu, Charlene (* 1979), britische Bürgermeisterin auf den Pitcairninseln
- Warrener, Rhett (* 1976), kanadischer Eishockeyspieler und -scout
- Warrens, Eduard (1820–1872), österreichischer Journalist und Publizist
- Warrens, Rosa (1821–1878), schwedisch-deutsche Dichterin und Übersetzerin von Volksliedern
- Warrenton, Lule (1862–1932), US-amerikanische Schauspielerin und Filmregisseurin
- Warrer, Jonas (* 1979), dänischer Segler
- Warrick, Bryan (* 1959), US-amerikanischer Basketballspieler
- Warrick, Ruth (1916–2005), US-amerikanische SchauspielerinRuth Warrick (1916–2005)

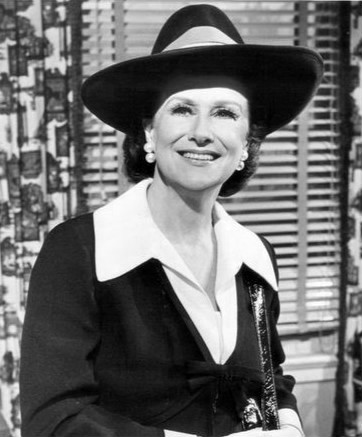
Ruth Warrick (1916–2005)

- Warrikoff, Alexander (1934–2020), deutscher Jurist und Politiker (CDU), MdB
- Warrilow, Larry (1945–2010), US-amerikanischer Gitarrist und Arrangeur
- Warriner, Leroy (1919–2003), US-amerikanischer Autorennfahrer
- Warriner, Michael (1908–1986), britischer Ruderer und Ingenieur
- Warriner, Samantha (* 1971), neuseeländische Triathletin
- Warriner, Thurman (1904–1974), englischer Schriftsteller
- Warriner, Todd (* 1974), kanadischer Eishockeyspieler und -trainer
- Warriner-Little, Alan (* 1962), englischer Dartspieler
- Warring, James (* 1958), US-amerikanischer Boxer, Kickboxer und MMA-Kämpfer
- Warrington, Bill (1910–1981), britischer Spezialeffektkünstler
- Warrington, Don (* 1951), britischer SchauspielerDon Warrington (* 1951)

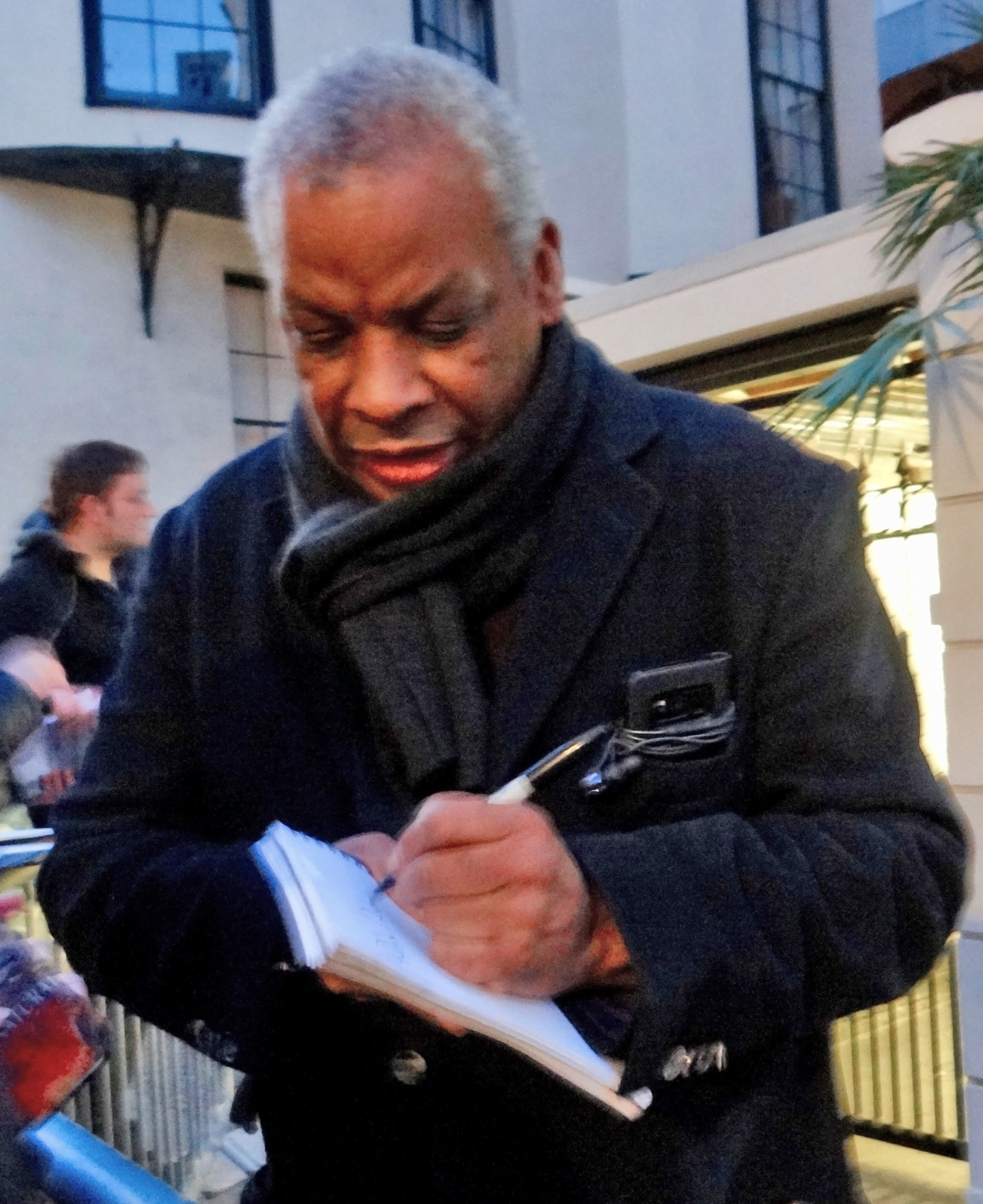
Don Warrington (* 1951)

- Warrington, Freda (* 1956), britische Schriftstellerin
- Warrington, George (1952–2007), US-amerikanischer Eisenbahnmanager
- Warrington, Josh (* 1990), britischer Boxer
- Warrington, Tom (* 1952), US-amerikanischer Jazz-Bassist
- Warrior (1959–2014), US-amerikanischer WrestlerWarrior (1959–2014)

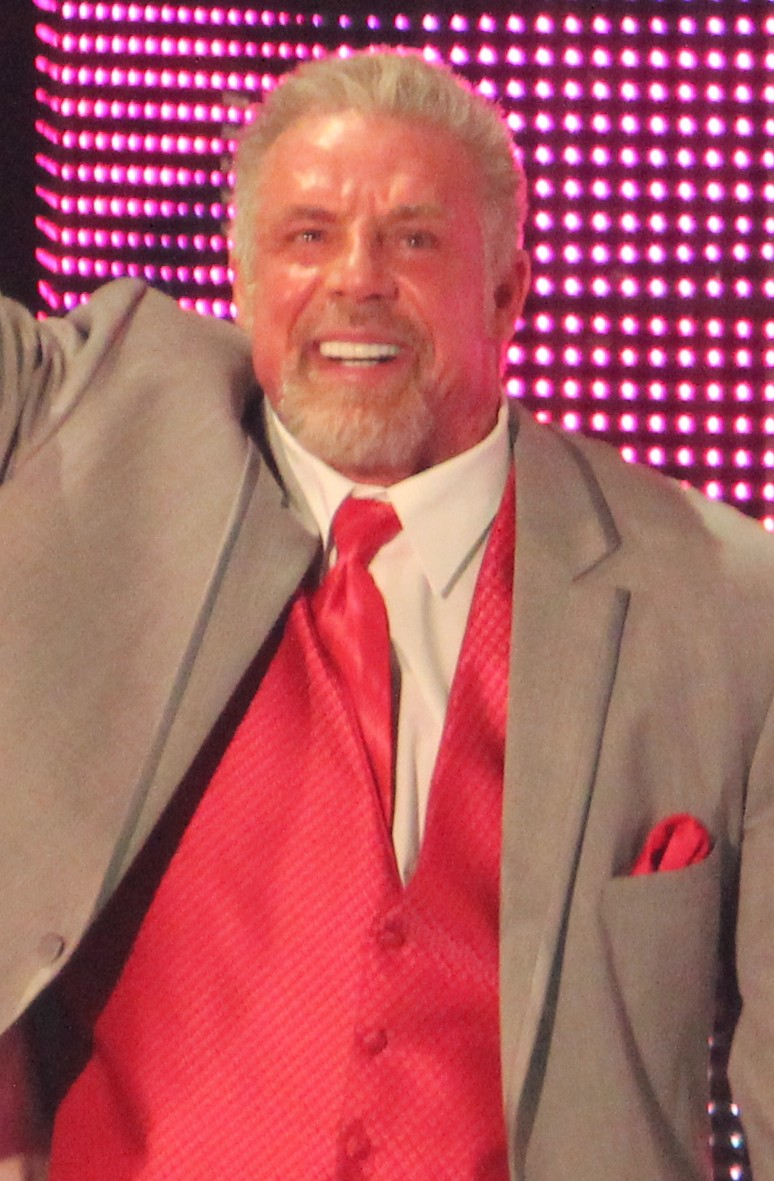
Warrior (1959–2014)

- Warrior King (* 1979), jamaikanischer Reggae-Musiker
- Warrior, Padmasree, indisch-amerikanische Ingenieurin und Unternehmerin
- Warrlich, Marlene, deutsche Schauspielerin

### Wars
- Warsakan, numidischer Bauhandwerker
- Warsama, Ahmed Ibrahim (* 1966), katarischer Leichtathlet
- Warsama, Yusra (* 1985), britische Schauspielerin
- Warsame, Saado Ali (1950–2014), somalische Sängerin und Politikerin
- Warsame, Yasmin (* 1976), somalisch-kanadisches Supermodel
- Warsanofjewa, Wera Alexandrowna (1890–1976), russisch-sowjetische Geologin, Schriftstellerin und Hochschullehrerin
- Warsar, Sofja Michailowna (1878–1957), russische bzw. sowjetische Astronomin
- Warsawski, Chris (* 1992), deutscher Volleyballspieler
- Warsberg, Alexander von (1836–1889), österreichischer Regierungsbeamter und Reiseschriftsteller
- Warsberg, Anselm Franz Ernst von (1680–1760), deutscher Adliger, Statthalter des Kurfürstentums Mainz
- Warsch, Hans, deutscher Schafhirt, der 1621 die Kapitulation von Oggersheim vollzog
- Warsch, Wilhelm (1895–1969), deutscher Beamter, Bürgermeister und Politiker (CDU), MdL
- Warsch, Wolfgang (* 1980), österreichischer Molekularbiologe und Spieleautor
- Warschalomidse, Lewan (* 1972), georgischer Politiker und Premierminister der Autonomen Republik Adscharien
- Warschalowitsch, Dmitri Alexandrowitsch (1934–2020), russischer Astrophysiker und Hochschullehrer
- Warschamow, Rom Rubenowitsch (1927–1999), armenisch-sowjetischer Mathematiker
- Warschauer, Adolf (1855–1930), deutscher Historiker
- Warschauer, Frank (1892–1940), deutscher Journalist
- Warschauer, Marcus (1777–1835), deutsch-jüdischer Bankier des Bankhaus Oppenheim & Warschauer in Königsberg
- Warschauer, Otto (1853–1916), deutscher Staatswissenschaftler
- Warschauer, Robert junior (1860–1918), deutscher Bankier
- Warschauer, Robert senior (1816–1884), deutscher Bankier
- Warschawski, Ilja Iossifowitsch (1908–1974), russischer Schriftsteller
- Warschawski, Max (1925–2006), Rabbiner
- Warschawski, Michel (* 1949), israelischer antizionistischer Friedensaktivist und Autor
- Warschawski, Stefan (1904–1989), US-amerikanischer Mathematiker
- Warschawski, Wiktor Iljitsch (1933–2005), sowjetisch-russisch-israelischer Kybernetiker, Informatiker und Hochschullehrer
- Warschawskyj, Mark (1848–1907), jiddischsprachiger Volksdichter und -komponist aus dem Russischen Kaiserreich
- Warscher, Tatjana Sergejewna (1880–1960), russische bzw. italienische Klassische Archäologin
- Warschewski, Tobias (* 1998), deutscher Fußballspieler
- Warschilka, Edward (1928–2004), ungarisch-US-amerikanischer Filmeditor
- Warschow, Peter († 1486), Bürgermeister von Greifswald
- Warschowske, Willi (1892–1961), deutscher Maler
- Warsen, Charlotte (* 1984), deutsche Lyrikerin
- Warshavsky, Menashe (1928–2001), polnischer SchauspielerMenashe Warshavsky (1928–2001)

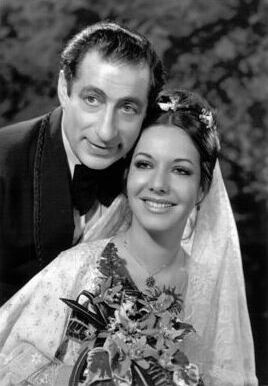
Menashe Warshavsky (1928–2001)

- Warshaw, Howard (1920–1977), US-amerikanischer Maler, Zeichner, Wandmaler und Kunstpädagoge
- Warshaw, Howard Scott (* 1957), US-amerikanischer Psychotherapeut und ehemaliger Computerspiel-Designer
- Warshel, Arieh (* 1940), israelisch-amerikanischer Chemiker
- Warshofsky, David (* 1961), US-amerikanischer Schauspieler
- Warsi, Arshad (* 1968), indischer Bollywoodschauspieler
- Warsi, Sayeeda, Baroness Warsi (* 1971), britische Politikerin
- Warsinsky, Werner (1910–1992), deutscher Schriftsteller
- Warsitz, Erich (1906–1983), deutscher TestpilotErich Warsitz (1906–1983)

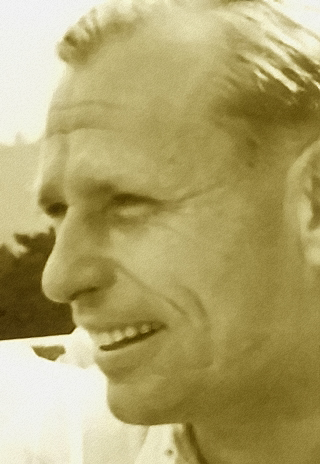
Erich Warsitz (1906–1983)

- Warsitz, Oliver (* 1967), deutscher Schauspieler und Synchronsprecher
- Warsitz, Viktor (1906–1987), deutscher Schauspieler bei Bühne und Fernsehen sowie ein Theaterregisseur und Bühnenautor
- Warska, Wanda (1932–2019), polnische Jazz- und Chansonsängerin
- Warski, Adolf (1868–1937), polnischer Arbeiterführer, Mitglied des Sejm
- Warsmann, Jean-Luc (* 1965), französischer Politiker, Mitglied der Nationalversammlung
- Warsofsky, David (* 1990), US-amerikanischer Eishockeyspieler und -trainer
- Warsofsky, Ryan (* 1987), US-amerikanischer Eishockeyspieler und -trainer
- Warsönke, Annette (* 1969), deutsche Autorin
- Warsönke, Silvio (* 1967), deutscher Leichtathlet
- Warsonofi (* 1955), russisch-orthodoxer Bischof
- Warsow, Georg (1877–1965), deutscher Radrennfahrer
- Warstat, Gerhard (1887–1941), deutscher Arzt
- Warstat, Monika (* 1942), deutsche Segelfliegerin und Europameisterin
- Warstat, Willi (1884–1940), deutscher Lehrer, Fotograf und Fototheoretiker
- Warsylewicz, Justin (* 1985), kanadischer Eisschnellläufer
- Warsz, legendärer Stammvater des Adelsgeschlechts der Wrchowez
- Warszewicz, Józef (1812–1866), polnisch-litauischer Ornithologe

### Wart
- Wart, Freek van der (* 1988), niederländischer Shorttracker
- Wart, Gertrud von († 1322), Vertreterin des Geschlechts der Freiherren von Wart
- Wart, Rudolf von († 1309), Vertreter des Geschlechts der Freiherren von Wart
- Warta, Dominik (* 1969), österreichischer Schauspieler
- Warta, Raimund (1905–1986), österreichischer Schauspieler, Filmeditor und Drehbuchautor
- Wartan, Aruth (1880–1945), russischer Schauspieler
- Wartanjan, Stella Iossifowna (* 1970), armenisch-russische Handballspielerin und Schiedsrichterin
- Wartburg, Achmed von (* 1959), Schweizer Anarchist, Aktivist, Tangomusiker- und Komponist, Maler und Tai-Chi-Lehrer
- Wartburg, Beat von (* 1959), Schweizer Historiker und Politiker (LDP)
- Wartburg, Urs von (* 1937), Schweizer Leichtathlet
- Wartburg, Walther von (1888–1971), Schweizer Sprachwissenschaftler
- Wartburg, Wolfgang von (1914–1997), Schweizer Historiker
- Wartel, Paul (1903–1976), französischer Fußballspieler und -trainer
- Wartel, Thérèse (1814–1865), französische Pianistin, Klavierlehrerin und Komponistin
- Wartelle, Bruno (* 1971), französischer Boxer
- Wartelle, Julien (1889–1953), französischer Turner
- Wartelle, Paul (1892–1974), französischer Turner
- Wartemann, Max (1905–1993), schleswig-holsteinischer Politiker
- Wartenberg, Albert Ernst von (1635–1715), Weihbischof in Regensburg, Historiker
- Wartenberg, Alma (1871–1928), deutsche Politikerin und Frauenrechtlerin
- Wartenberg, Andreas (* 1963), deutscher Radrennfahrer
- Wartenberg, Bodo von (1890–1954), deutscher Offizier, zuletzt Generalmajor der Wehrmacht
- Wartenberg, Carla (1934–2019), englische Übersetzerin
- Wartenberg, Catharina von (1674–1734), deutsche Maitresse
- Wartenberg, Christiane (* 1948), deutsche Bildhauerin und Installationskünstlerin
- Wartenberg, Christiane (* 1956), deutsche Leichtathletin und Olympiamedaillengewinnerin
- Wartenberg, Frank (* 1955), deutscher Leichtathlet und OlympiamedaillengewinnerFrank Wartenberg (* 1955)

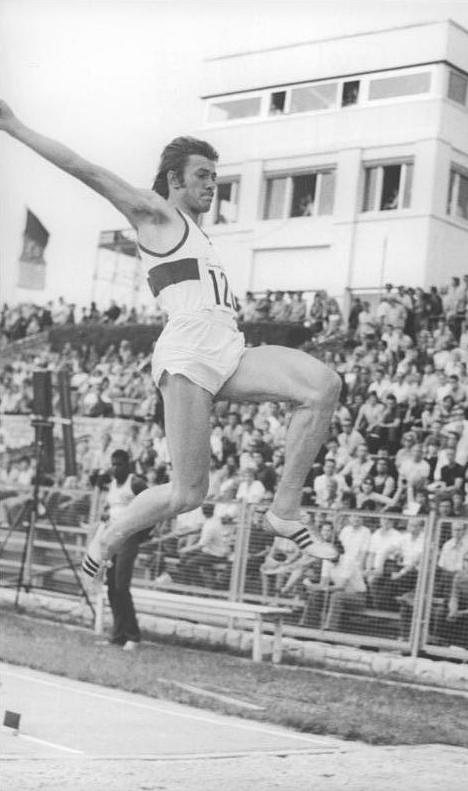
Frank Wartenberg (* 1955)

- Wartenberg, Franz Wilhelm von (1593–1661), Bischof von OsnabrückFranz Wilhelm von Wartenberg (1593–1661)

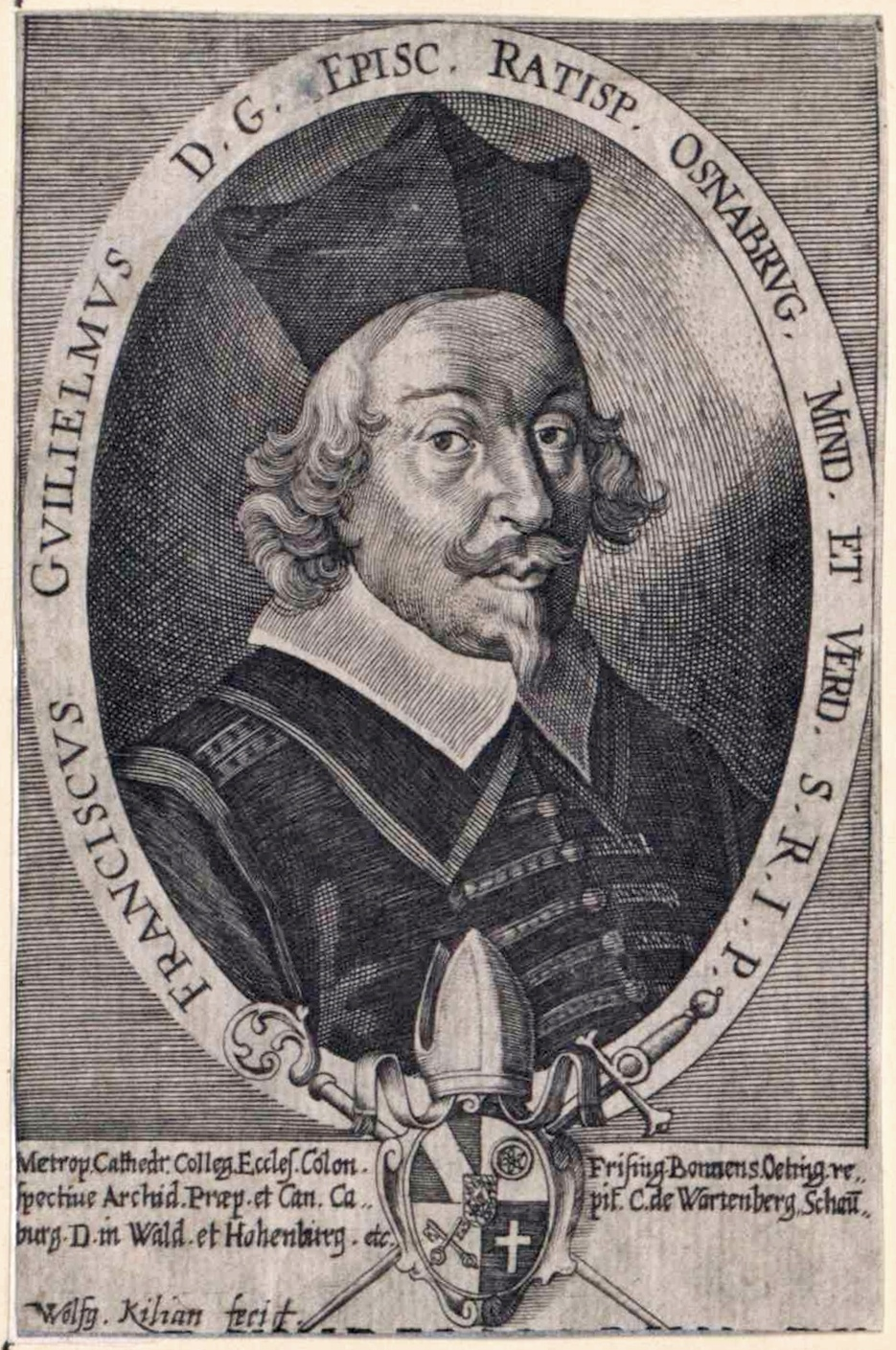
Franz Wilhelm von Wartenberg (1593–1661)

- Wartenberg, Friedrich von († 1454), Abt des Klosters Reichenau
- Wartenberg, Friedrich Wilhelm von (1725–1807), preußischer Generalleutnant, Erbherr auf Trampe
- Wartenberg, Fritzi (* 1997), deutsche Theaterregisseurin
- Wartenberg, Gerd (* 1944), deutscher Politiker (SPD), MdA, MdB
- Wartenberg, Gerhard (1904–1942), deutscher Autor, Anarchosyndikalist
- Wartenberg, Günther (1943–2007), deutscher Theologe und Kirchenhistoriker
- Wartenberg, Hans Joachim von (1880–1960), deutscher Chemiker
- Wartenberg, Hartwig Karl von (1711–1757), königlich preußischer Generalmajor
- Wartenberg, Hermann von (1857–1917), preußischer General der Infanterie
- Wartenberg, Jan von, böhmischer Adliger
- Wartenberg, Jirka (* 1945), deutscher Sänger und Gitarrist
- Wartenberg, Jörg (* 1981), deutscher Eishockeyspieler
- Wartenberg, Ludolf von (* 1941), deutscher Politiker (CDU), MdL, MdB
- Wartenberg, Marie von (1826–1917), deutsche Malerin
- Wartenberg, Marion von (* 1957), deutsche Gewerkschafterin (DGB), Erzieherin, Staatssekretärin
- Wartenberg, Maxim (* 1975), deutscher Kinderliedermacher
- Wartenberg, Robert (1886–1956), deutschamerikanischer Neurologe
- Wartenberg, Rudolf von (1816–1898), preußischer Generalleutnant und Kommandeur des Kadettenkorps
- Wartenberg, Thomas (* 1949), US-amerikanischer Philosoph
- Wartenberg-Potter, Bärbel (* 1943), deutsche Bischöfin der Nordelbischen Evangelisch-Lutherischen Kirche
- Wartenberger, Marc (* 1986), deutscher Basketballspieler
- Wartenburg, Karl (1826–1889), deutscher Schriftsteller und Politiker
- Wartensee, Franz Ludwig Schnyder von (1747–1815), Schweizer Politiker
- Wartensee, Julius Schnyder von (1830–1913), Schweizer Landwirt, Bankangestellter, Kantons- und Landespolitiker
- Wartensee, Ludwig Schnyder von (1858–1927), Schweizer Kunstschlosser, Ziseleur und Hochschullehrer
- Wartensleben, Alexander Hermann von (1650–1734), preußischer GeneralfeldmarschallAlexander Hermann von Wartensleben (1650–1734)

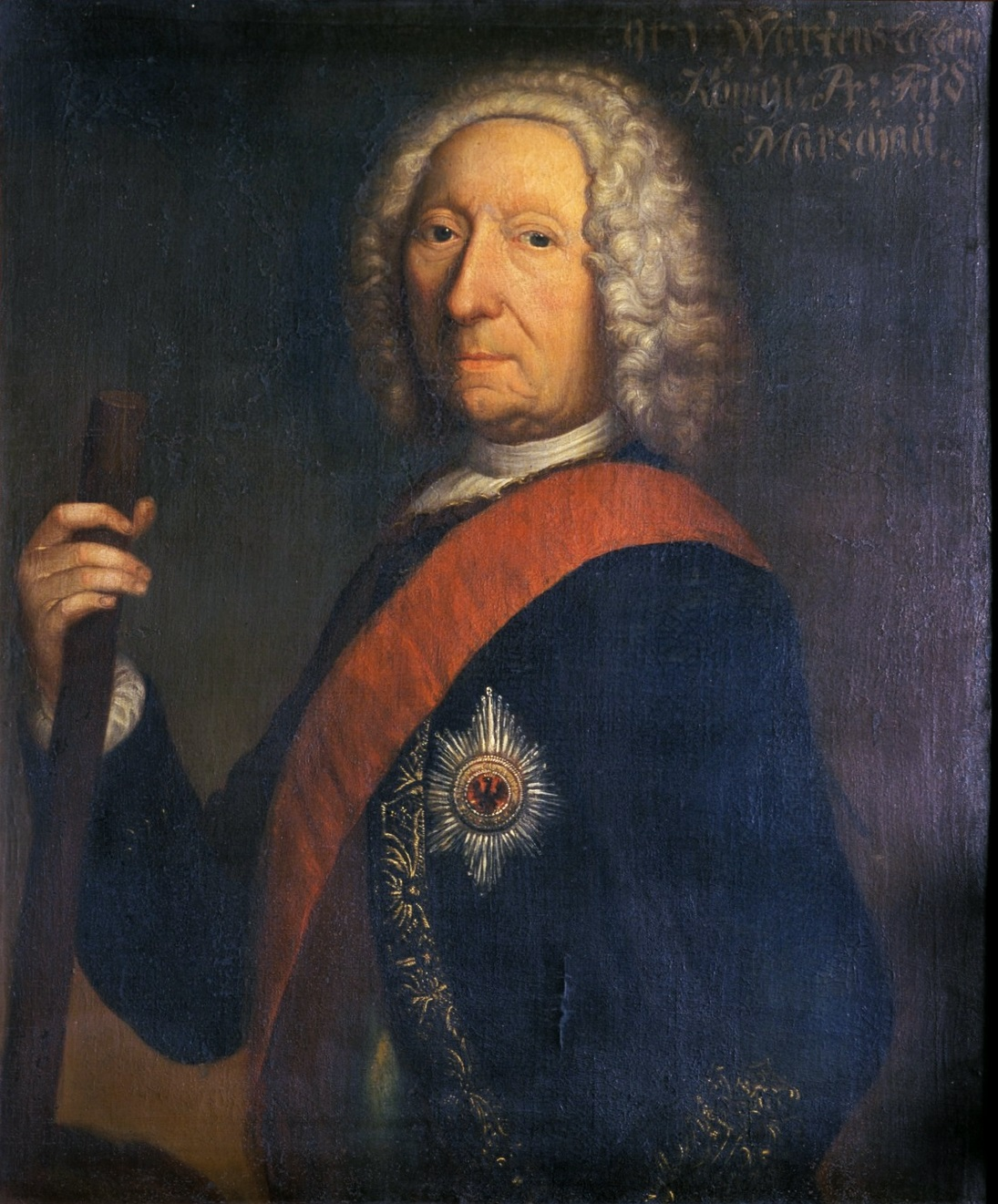
Alexander Hermann von Wartensleben (1650–1734)

- Wartensleben, Alexander von (1874–1964), deutscher Jurist, Mitglied des Provinziallandtages der Provinz Hessen-Nassau
- Wartensleben, Carl Ludwig Christian von (1733–1805), niederländischer Generalleutnant deutscher Herkunft
- Wartensleben, Clara von (1856–1939), Ehefrau der Grafen Friedrich zu Eulenburg und Alexander von Wartensleben
- Wartensleben, Editha von (1837–1895), Gattin des Erblandmarschalls Cuno Graf von Hahn
- Wartensleben, Ferdinand von (1778–1821), k. k. Feldmarschall-Lieutenant und Ritter des Maria-Theresia-Ordens
- Wartensleben, Gabriele von (1870–1953), deutsche Lehrerin und Psychologin
- Wartensleben, Gustav von (1774–1834), preußischer Generalmajor
- Wartensleben, Gustav von (1796–1886), preußischer Kammerherr und Generalleutnant, Johanniter
- Wartensleben, Hermann Ludwig von (1826–1921), preußischer General der Kavallerie
- Wartensleben, Hermann von (1700–1764), preußischer Oberst, Domherr und Koadjutor
- Wartensleben, Julius von (1809–1882), deutscher Jurist und Stadtgerichtsrat, Rechtsritter des Johanniterordens
- Wartensleben, Karl Emil von (1669–1714), Reichsfreiherr, landgräflich hessen-kasselscher Oberst und Brigadier, Oberhofmeister und Oberkämmerer
- Wartensleben, Karl Sophronius Philipp von (1680–1751), sächsischer Kabinettsminister, Graf von Flodrop
- Wartensleben, Leopold Alexander von (1710–1775), Komtur von Schivelbein, preußischer Generalleutnant, Landdrost von Hetter, Rees und Isselburg
- Wartensleben, Leopold Alexander von (1745–1822), preußischer Generalleutnant, Chef des Regiments Nr. 59, Gouverneur des Festung Erfurt
- Wartensleben, Ludwig von (1831–1926), königlich-preußischer Wirklicher Geheimer Rat und Major, Rechtsritter und Ehrenkommendator des Johanniterordens
- Wartensleben, Wilhelm Ludwig Gustav von (1734–1798), österreichischer Feldmarschallleutnant
- Wartensleben-Carow, Julius Caesar Karl Oskar Erdmann von (1872–1930), deutscher Sportfunktionär
- Wartensleben-Schwirsen, Alexander von (1807–1883), preußischer Verwaltungsjurist und Politiker
- Wartenweiler, Fritz (1889–1985), Schweizer Schriftsteller
- Wartenweiler, Jürg (1915–1976), Schweizer Biomechaniker
- Warth, Jakob (1894–1970), russlanddeutscher römisch-katholischer Geistlicher und Märtyrer
- Warth, Otto (1845–1918), deutscher Architekt
- Warth, Rosemarie (* 1965), deutsche Komikerin und Kabarettistin
- Warth, Theron (1911–1974), US-amerikanischer Filmeditor und Filmproduzent
- Warthmüller, Robert (1859–1895), deutscher Historienmaler
- Warthuysen, Günter (* 1937), deutscher Verwaltungsbeamter und Lokalhistoriker
- Wartig, Sebastian (* 1989), deutscher Opern- und Konzertsänger (Bariton)
- Wartinger, Josef (1773–1861), österreichischer Archivar
- Wartique, John (* 1990), belgischer Autorennfahrer
- Wartisch, Otto (1893–1969), deutscher Dirigent, Komponist und NSDAP-Mitglied
- Wartislaw, pommerscher Adliger aus der Linie der Ratiboriden
- Wartislaw († 1233), pommerscher Adliger
- Wartislaw († 1184), Prinz von Pommern
- Wartislaw, Prinz von Pommern
- Wartislaw I., Fürst in Pommern
- Wartislaw III. († 1264), Herzog von Pommern
- Wartislaw IV. († 1326), Herzog von Pommern-Wolgast
- Wartislaw IX., Herzog von Pommern-Wolgast
- Wartislaw Swantiboricz († 1196), Kastellan von Stettin
- Wartislaw V. († 1390), Herzog von Pommern
- Wartislaw VI. († 1394), Herzog von Pommern-Wolgast
- Wartislaw VII. († 1395), Herzog von Pommern
- Wartislaw VIII. (1373–1415), Herzog von Pommern-Wolgast
- Wartislaw X. († 1478), Herzog von Pommern
- Wartke, Bodo (* 1977), deutscher Kabarettist, Pianist und ModeratorBodo Wartke (* 1977)

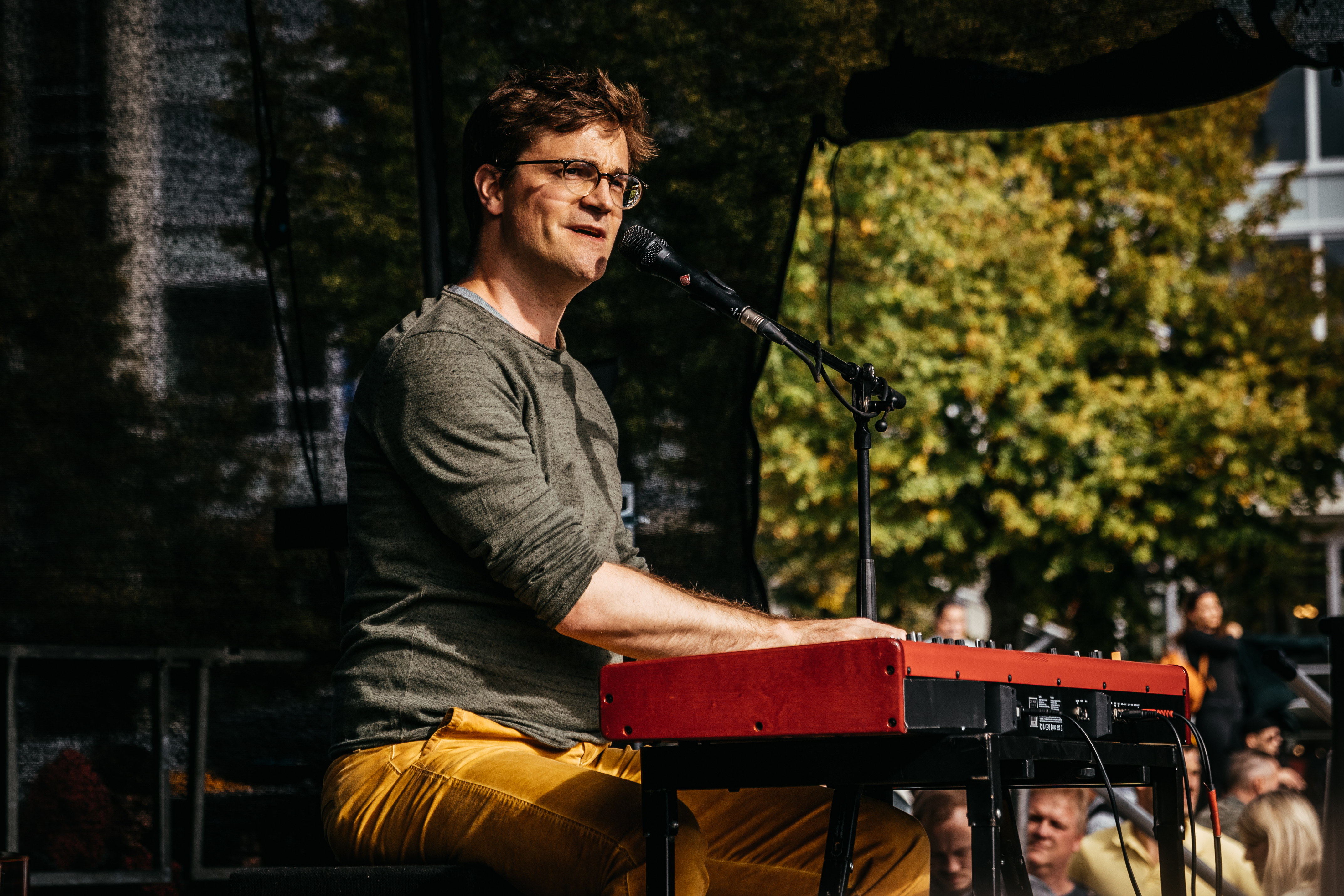
Bodo Wartke (* 1977)

- Wartke, Ralf-Bernhard (1948–2024), deutscher Vorderasiatischer Archäologe
- Wartmann, Friedrich Bernhard (1830–1902), Schweizer Botaniker
- Wartmann, Georg (1645–1727), Schweizer Bürgermeister
- Wartmann, Hermann (1835–1929), Schweizer Historiker und Politiker
- Wartmann, Jörg (* 1972), deutscher Gitarrist, Arrangeur und KomponistJörg Wartmann (* 1972)

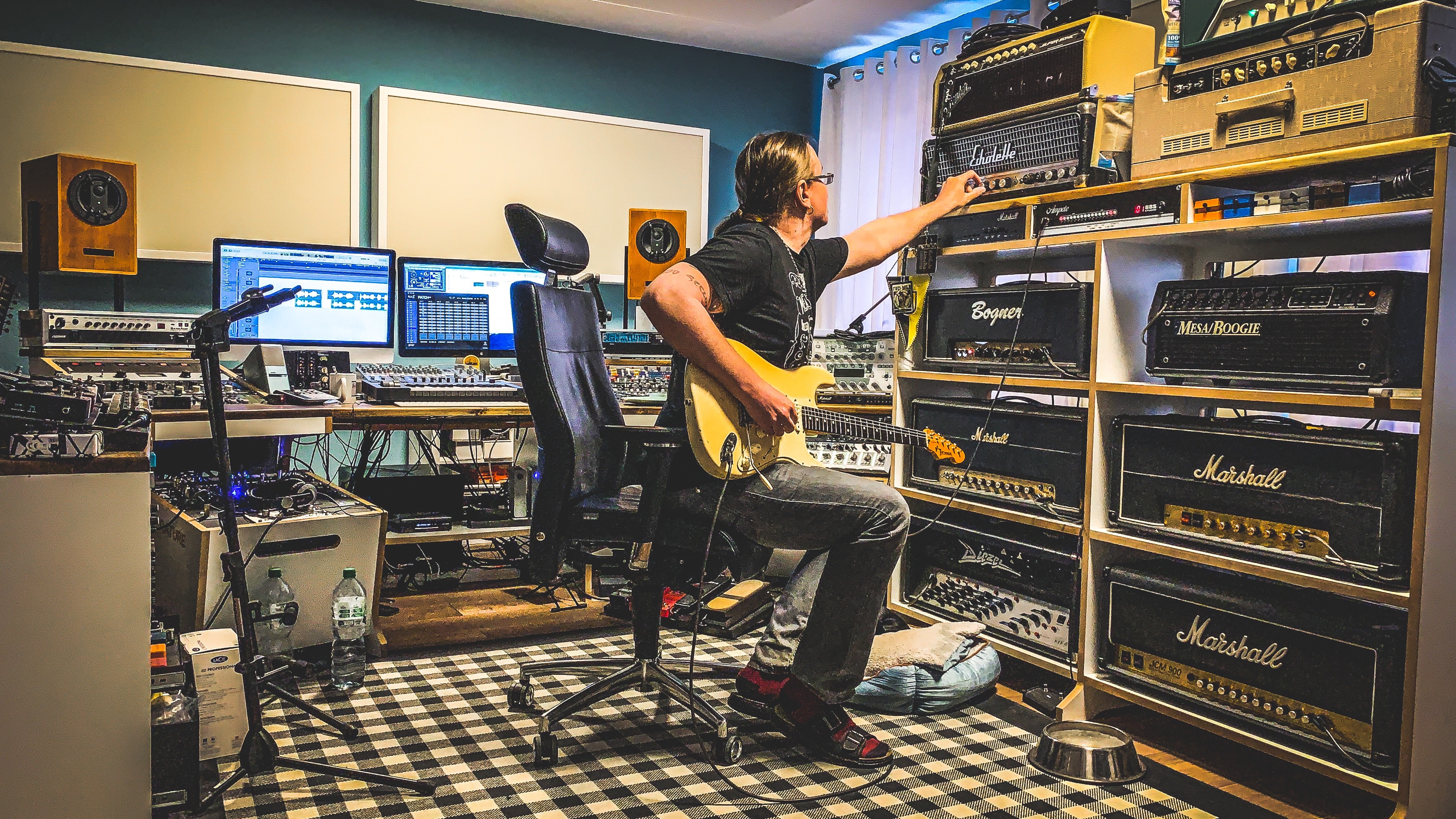
Jörg Wartmann (* 1972)

- Wartmann, Thomas (* 1953), deutscher Regisseur, Produzent und Drehbuchautor von Dokumentarfilmen
- Wartmann, Ursula Maria (* 1953), deutsche Journalistin und Schriftstellerin
- Wartmann, Wilhelm (1882–1970), Schweizer Kunsthistoriker und Museumsdirektor
- Wartmann-Füchslin, Rudolf (1873–1930), Schweizer Ingenieur und Unternehmer
- Wartmann-Kägi, Otto (1841–1882), Schweizer Kaufmann im Orient
- Wartner, Johann (1883–1963), deutscher Politiker (BP), MdB
- Warto, Patrick (* 1972), österreichischer Rechtswissenschaftler und Autor
- Warton, Thomas (1728–1790), englischer Dichter und Literaturhistoriker
- Wartschenko, Alexander Nikolajewitsch (* 1949), russisch-US-amerikanischer Mathematiker
- Wartusch, Patricia (* 1978), österreichische Tennisspielerin

### Waru
- Warui, Peter Mungai (* 1981), kenianischer Boxer
- Waruinge, Philip (1945–2022), kenianischer Boxer
- Warum, Anschelika (* 1969), russische PopsängerinAnschelika Warum (* 1969)

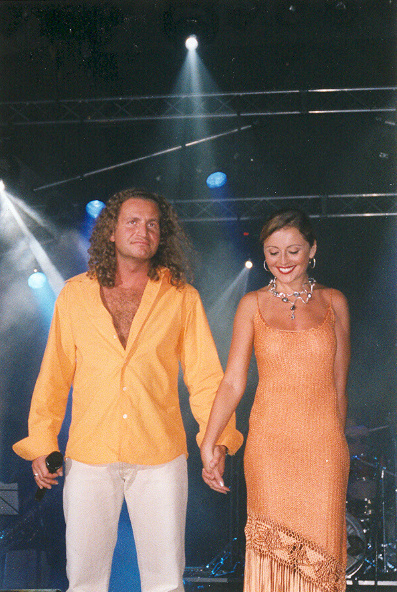
Anschelika Warum (* 1969)

- Waruschan, Daniel (1884–1915), armenischer Dichter
- Warut Boonsuk (* 1997), thailändischer Fußballspieler
- Warut Mekmusik (* 1992), thailändischer Fußballspieler
- Warut Supphaso (* 1986), thailändischer Fußballspieler
- Warut Wongdee (* 1986), thailändischer Fußballspieler
- Warutchet Boonchuailuea (* 1984), thailändischer Fußballspieler

### Warv
- Warvne, Tobias (* 1987), schwedischer Handballspieler

### Warw
- Warwas, Till (* 1962), deutscher Maler
- Warweg, Florian (* 1979), deutscher Journalist und Autor
- Warweg, Irmhild (1905–1983), deutsche Illustratorin und Grafikerin
- Warwel, Maxi (* 1983), deutsche Schauspielerin
- Warwel, Siegfried (1939–2021), deutscher Chemiker und Hochschullehrer
- Warwick, Bill (1924–2007), kanadischer Eishockeyspieler
- Warwick, Clare (* 1987), australische Softballspielerin
- Warwick, Clint (1940–2004), britischer Rock-Bassgitarrist (The Moody Blues)
- Warwick, Dee Dee (1945–2008), US-amerikanische Soul-Sängerin
- Warwick, Derek (* 1954), britischer Automobilrennfahrer und Motorsport-Kommentator
- Warwick, Diana, Baroness Warwick of Undercliffe (* 1945), britische Politikerin und Gewerkschaftsfunktionärin
- Warwick, Dionne (* 1940), US-amerikanische Sängerin und FernsehmoderatorinDionne Warwick (* 1940)

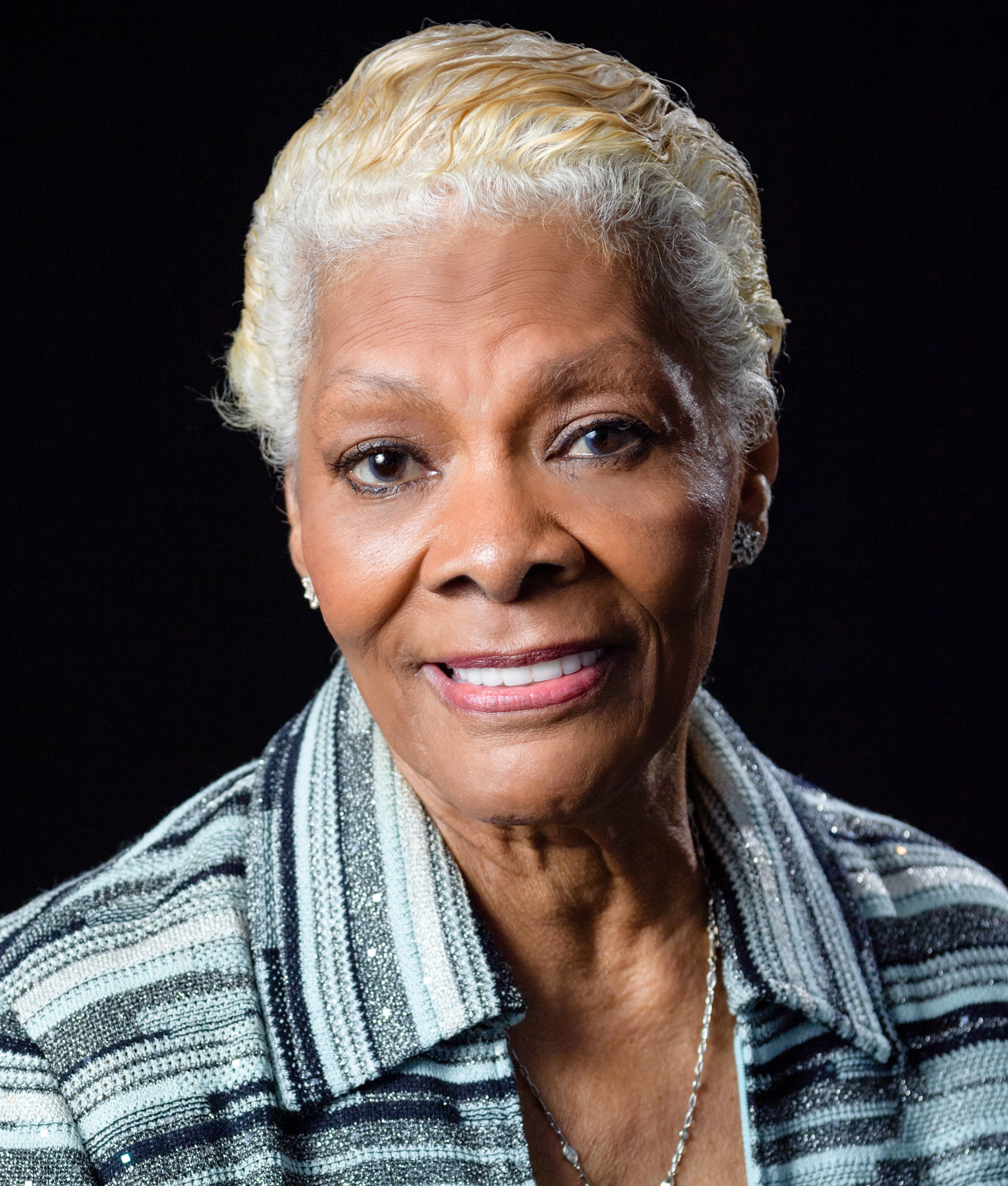
Dionne Warwick (* 1940)

- Warwick, Grant (1921–1999), kanadischer Eishockeyspieler und -trainer
- Warwick, John G. (1830–1892), US-amerikanischer Politiker
- Warwick, Kevin (* 1954), britischer Kybernetiker
- Warwick, Kim (* 1952), australischer Tennisspieler
- Warwick, Norman (1920–1994), britischer Kameramann
- Warwick, Paul (1969–1991), britischer Rennfahrer
- Warwick, Philip (1609–1683), englischer Schriftsteller und Politiker
- Warwick, Richard (1945–1997), britischer Schauspieler
- Warwick, Ricky (* 1966), britischer Rockmusiker
- Warwick, Robert (1878–1964), US-amerikanischer Film-, Fernseh- und Theaterschauspieler
- Warwick, Smith (* 1971), schottischer Curler
- Warwick, Vanessa, britische Künstlerin
- Warwick, Walter (* 1971), US-amerikanischer Biathlet und Biathlonfunktionär
- Warwitz, Siegbert A. (* 1937), deutscher Sportwissenschaftler, Psychologe, Pädagoge

### Wary
- Waryński, Ludwik (1856–1889), polnischer Politiker

### Warz
- Warz, Renate (* 1967), deutsche Leichtathletin
- Warzager, Ber (1912–1985), deutsch-israelischer-polnischer bildender Künstler
- Warzecha, Saskia (* 1987), deutsche Lyrikerin
- Warzecha, Walter (1891–1956), deutscher Generaladmiral, letzter Oberbefehlshaber der Kriegsmarine im Zweiten WeltkriegWalter Warzecha (1891–1956)

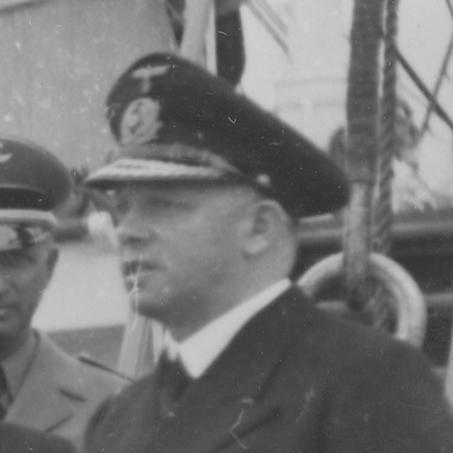
Walter Warzecha (1891–1956)

- Warzel, Simone (* 1973), deutsche Mathematikerin
- Warzilek, Rudolf (1939–2025), österreichischer Politiker (ÖVP), Landtagsabgeordneter in Tirol
- Warzman, Abraham (* 1970), israelischer Politiker und Minister
- Warzok, Friedrich (* 1903), deutscher SS-Führer und Kriegsverbrecher
- Warzycha, Krzysztof (* 1964), polnisch-griechischer Fußballspieler und -trainer
- Warzycha, Robert (* 1963), polnischer Fußballspieler und -trainer
- Warzywoda, Witold (* 1956), polnischer Maler